# Geschichte der Stadt Dillingen/Saar

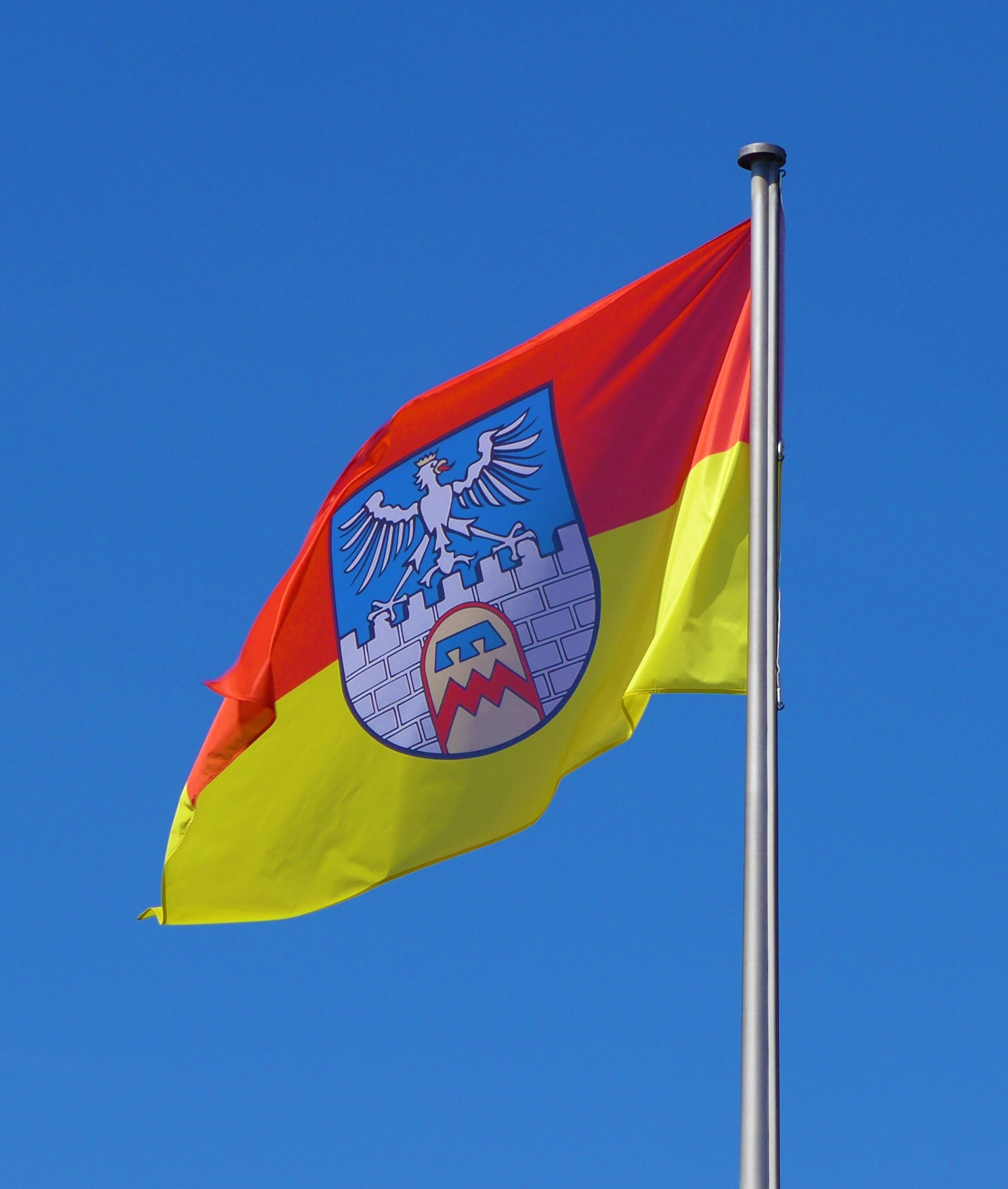
Stadtflagge Dillingen/Saar, Stadtfarben rot-gold, Wappen: Auf blauem Grund eine silberne, gezinnte und gefugte Mauer, darüber ein silberner, goldgekrönter und goldbewehrter Adler mit ausgebreiteten Flügeln und roter Zunge aus dem Wappen Lothringens. In der Mauer ein goldenes Tor mit rotem Rand. Darauf einen roten Zickzackbalken, der von einem dreilätzigen, blauen Turnierkragen überragt wird. Das Wappen lehnt sich in seiner Gestaltung an das Wappen der Edelherren von Siersberg, Herren zu Dillingen (roter Zickzackbalken und blauer Turnierkragen auf Goldgrund) und an das Amtswappen der ehemaligen Prévôté (Vogtei) Siersberg (silberner Turm mit Adler auf blauem Grund) an. Das Wappen der Edelherren wird im Dillinger Wappen zum Tor in einer Stadtmauer umgedeutet.

Die Geschichte der Stadt Dillingen umfasst die Entwicklungen auf dem heutigen Gebiet der Stadt Dillingen an der Saar von der ersten Besiedlung bis zur Gegenwart. Sie beginnt mit der gallo-römischen Siedlung Contiomagus, die an der Kreuzung der Fernstraßen Metz–Mainz und Trier–Straßburg, im heutigen Stadtteil Pachten, bestand. 275/276 wird Contiomagus im Zuge der Völkerwanderung zerstört und wieder aufgebaut. 1324 erfolgt die erste urkundliche Erwähnung von Diefflen und 1357 die erste Erwähnung des Alten Schlosses. Zwischen 1618 und 1648 gab es Verwüstungen im Dreißigjährigen Krieg. 1685 erhielt Dillingen durch Ludwig XIV. eine Erlaubnis zur Errichtung von Eisenhütten vor den Toren Saarlouis. 1815 wird die Region preußisch. 1949 erhielt Dillingen die Stadtrechte. 1990 wurde in Dillingen bzw. Pachten eine 2000-Jahr-Feier veranstaltet.

## Vor- und Frühgeschichte
Wie zahlreiche archäologische Funde belegen, war das Saartal bereits in der Altsteinzeit von Menschen besiedelt. Das älteste Zeugnis für die Anwesenheit des vorgeschichtlichen Menschen in der Gegend stellt der „Ludweiler Faustkeil“, ein etwa 200.000–300.000 Jahre altes Steinwerkzeug, dar. Der im Jahr 2018 auf der Dillingen gegenüberliegenden Saarseite gefundene Faustkeil von Wallerfangen wird der Mittelsteinzeit zugeordnet. Die ältesten Siedlungsspuren im heutigen Dillinger Stadtgebiet gehen auf die Jungsteinzeit zurück. Zahlreiche Steinbeile, auch „Donnerkeile“ genannt, wurden aus dieser Zeit auf den Dillinger und Pachtener Gemarkungen gefunden. Steinbeile waren Holzbearbeitungsgeräte, sicherlich auch Waffen und Prestigeobjekte. Besonders die jung- und endneolithischen Beile (Hammer- und Streitäxte) werden meist als Waffen gedeutet.
Auf dem Gebiet der Dokumentation dieser Steinbeile haben im 19. Jahrhundert der Dillinger Pfarrer Philipp Schmitt und der mit ihm befreundete Saarlouiser Justizrat und Notar Nicolas Bernard Motte Beachtliches geleistet.
In der unmittelbaren Umgebung Dillingens belegen im Jahr 1850 bei Wallerfangen in den Gemarkungen „Eichenborn“ und „Lehmkaul“ gefundenen reiche Bronzedepots der späten Urnenfelderzeit (9. Jh. v. Chr.), eine mehrfach gestaffelte Abschnittsbefestigung der Hallstattzeit (8.–6. Jh. v. Chr.) auf dem Limberg und ein Gräberfeld mit einem durch goldene Hals- und Armringe ausgezeichneten „Fürstinnengrab“ der spätesten Hallstattzeit (um 500 v. Chr.) eine gewisse Zentrumsfunktion des Raumes in vor- und frühgeschichtlicher Zeit.
In keltischer Zeit befand sich das heutige Dillinger Stadtgebiet im Einflussbereich der Stämme der Treverer und Mediomatriker.

## Antike
Die gallo-römische Siedlung Contiomagus entstand während der Besiedlungsphase nach der Eroberung Galliens durch Gaius Iulius Caesar von 58 bis 51 v. Chr. Contiomagus lag an der Kreuzung der Fernstraßen Metz-Mainz und Trier-Straßburg, im heutigen Stadtteil Pachten. 275/276 wurde Contiomagus im Zuge der Völkerwanderung zerstört und wieder aufgebaut.

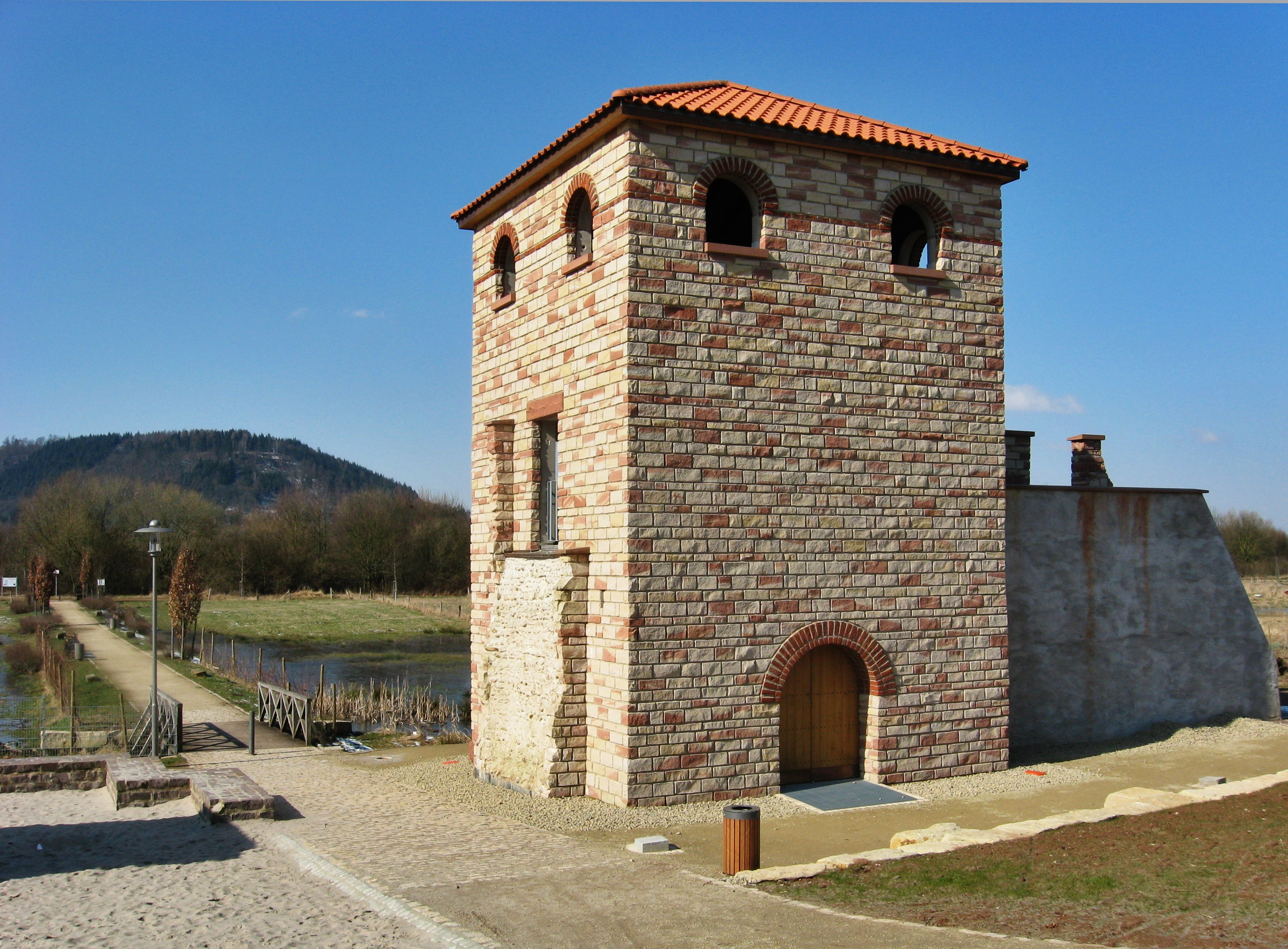
Contiomagus-Pachten, Rekonstruktion eines römischen Kastellturmes

## Mittelalter

### Nachrömische Zeit und fränkische Neubesiedelung
Aufgrund von Grabfunden in der Umgebung der heutigen Pachtener Kirche ist zu vermuten, dass das antike Pachten in der nachrömischen Zeit, wenn überhaupt, nicht lange brach lag, sondern sehr früh, spätestens seit dem 7. Jahrhundert, wieder eine fränkische Besiedlung vorweisen konnte. Dies bestätigen auch weitere Bodenfunde (Waffen, Schmuck).
Der Name Dillingen (ursprünglich Dullingen, erst seit dem 16. Jh. Dillingen) dürfte auf einen fränkischen Ortsgründer namens Dullo hinweisen. Unklar bleibt, warum der mittelalterliche Ortsname Pachten keinerlei Bezugnahme mehr zu dem ursprünglichen gallorömischen Ortsnamen Contiomagus aufweist. Diefflen (erste Nennung als Dieffendael; heutige Schreibweise durch königlich-preußischen Erlass vom 16. Januar 1858 festgelegt) bedeutet „Siedlung im tiefen Tal“ (gemeint ist das Nalbacher Tal, dessen tiefstgelegene Ortschaft Diefflen war).

### Urkundliche Ersterwähnungen
Die älteste schriftliche Nachricht von „Dillingen“ und „Pachten“ findet sich in der Urkunde des Trierer Bischofs Albero von Montreuil (1131–1152), wonach 76 Pfarreien der Saargegend, darunter auch „Dullinga“ und „Pahta“ jedes Jahr an Palmsonntag zum Grab des Abtes Liutwin ins Kloster Mettlach an der Saar wallfahren mussten.

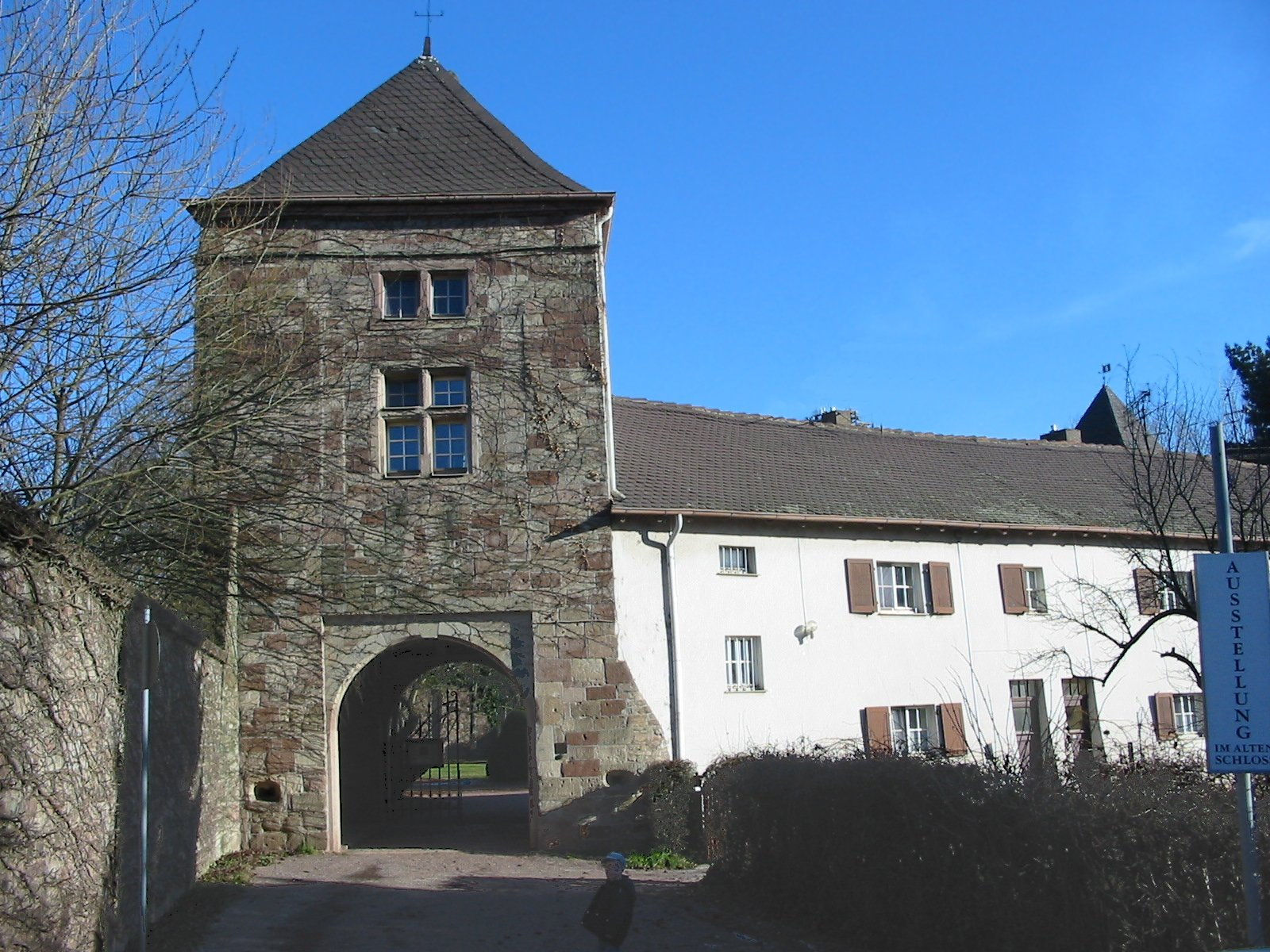
Altes Schloss in Dillingen, Eingang zur Vorburg

1324 erfolgt die erste urkundliche Erwähnung von Diefflen und 1357 die erste Erwähnung des Alten Schlosses.

### Teil Lotharingiens
Mit dem Vertrag von Verdun vom 10. August 843 wurde das Gebiet der heutigen Stadt Dillingen als Teil des fränkischen Mittelreiches Kaiser Lothar I. als unmittelbarer königlicher Herrschaftsbereich (Lotharii Regnum) zugeteilt. Nachfolger Lothars I. als König (jedoch ohne die Kaiserwürde) wurde dessen Sohn Lothar II.; er gab dem Großterritorium, zu dem Dillingen, Pachten und Diefflen zugehören, die Bezeichnung „Lotharingien“ („das Reich Lothars“). Nachdem König Heinrich I. die Zentralgewalt im Ostfrankenreich wiederhergestellt hatte, unterwarf sich ihm im Jahr 925 auch der lothringische Herzog Giselbert. Heinrich gliederte das Herzogtum Lothringen als fünftes Stammesherzogtum in das Ostfrankenreich ein. Somit kam im Jahr 925 auch das heutige Stadtgebiet mit dem lothringischen Herrschaftsterritorium endgültig an das ostfränkische Reich.

### Teil Oberlothringens

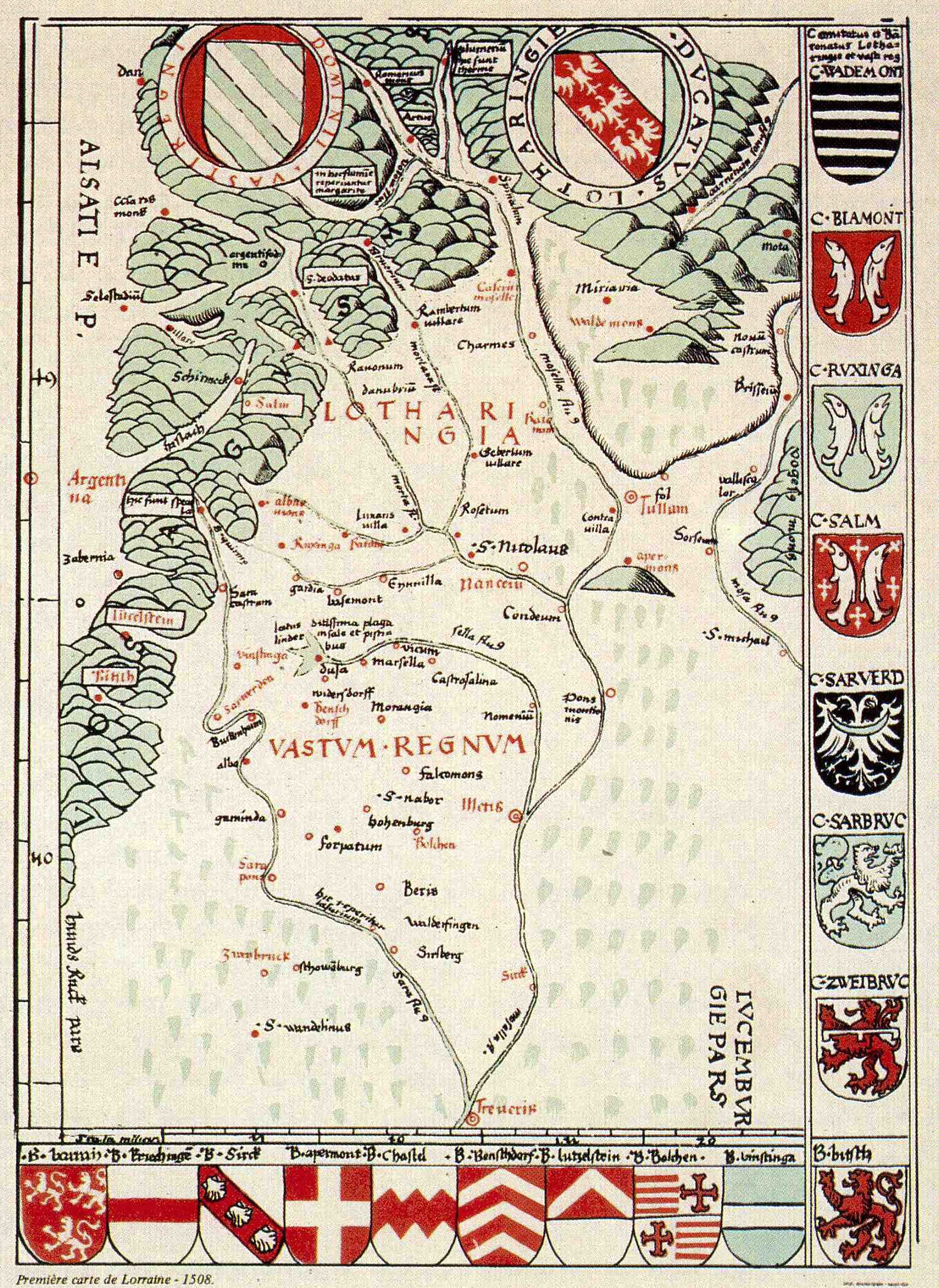
Amt Siersberg in der ältesten Lothringen-Karte von 1508

Mit dem Zerfall des alten Herzogtums in die Herzogtümer Oberlothringen und Niederlothringen kam das heutige Stadtgebiet zu Oberlothringen und war Teil des herzoglichen Hausbesitzes. Dillingen und Pachten unterstanden dem herzoglich-lothringischen Amt Siersberg auf der anderen Saarseite. Beide Dörfer hatten aber mindestens seit dem 13. Jahrhundert eine eigene Gerichtsbarkeit.

### Amt Siersberg

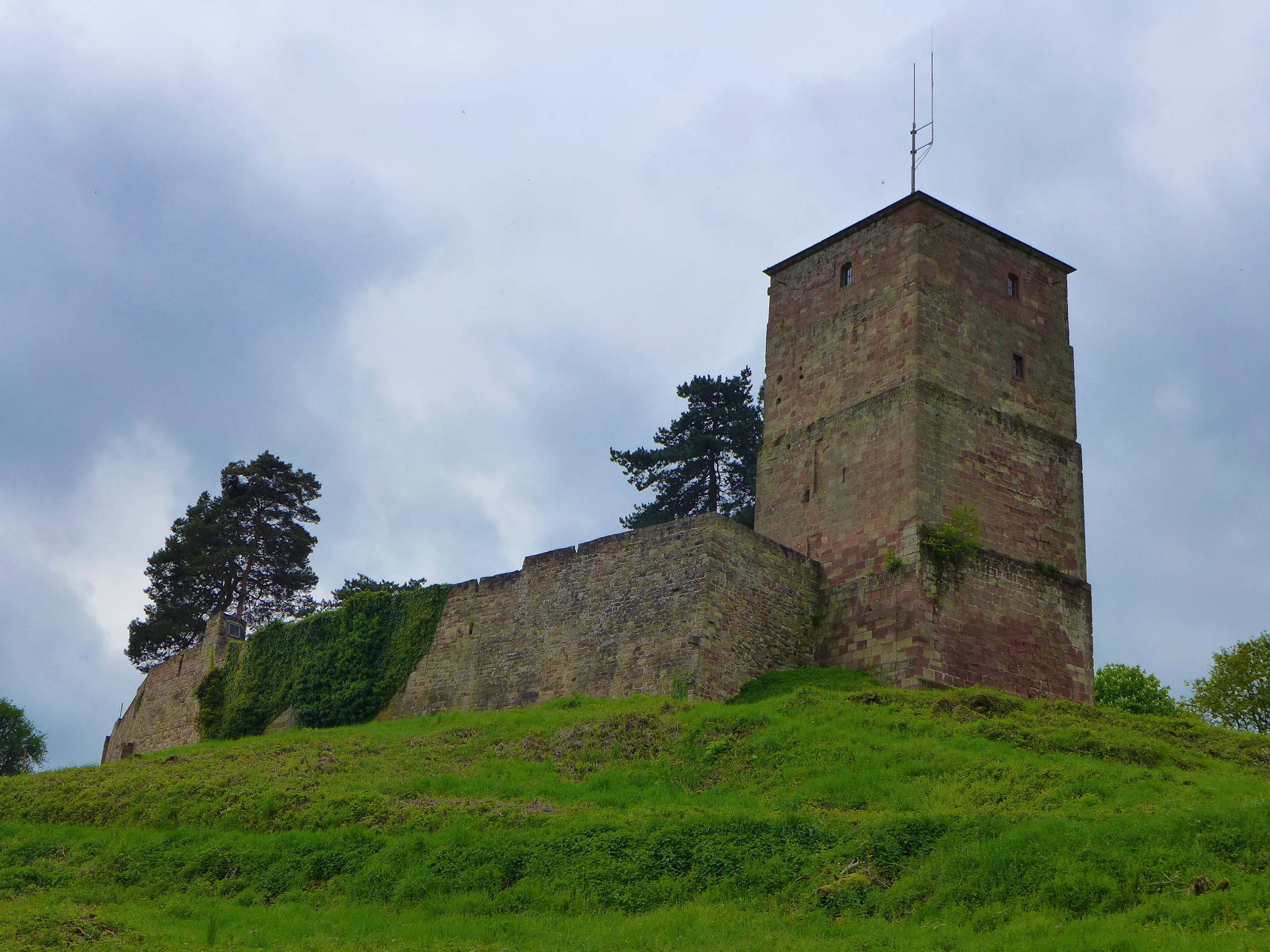
Ruine der lothringischen Landesburg Siersberg mit Bergfried

Das Siersberger Amt übte in Dillingen und Pachten im Namen der Herzöge von Lothringen Steuerrechte, Regalien, Monopolrechte und Wehrhoheit aus. Die Grundhoheit sowie die mittlere und hohe Gerichtsbarkeit wurde von der örtlichen Lehnsherrschaft, den Herren von Siersberg als lothringische Lehensnehmer, ausgeübt. Dabei waren die Herren von Siersberg in Personalunion auch Herren von Dillingen. Die Herren von Siersberg sind urkundlich erstmals im Jahr 1131 fassbar.
Die als Burgbefestigungen errichteten Herrschaftssitze der Siersberger Herren in Dillingen und auf der Siersburg dienten der Kontrolle der Schifffahrt auf der Saar sowie der vorbeiführenden Handelsstraßen, etwa der Flandernstraße von Italien nach Flandern (unterhalb des Limberges im Pachtener Bann mit der Niedüberquerung bei Siersdorf) sowie der alten Römerstraße von Metz über Tholey nach Mainz.
Mit der Eroberung der Siersburg durch Erzbischof von Trier Arnold I. im Jahr 1172 wurde der eigentliche Lehensgeber Herzog Simon II. von Lothringen gezwungen, die trierische Lehenshoheit über Dillingen und Siersberg anzuerkennen.

### Odilienpatronat

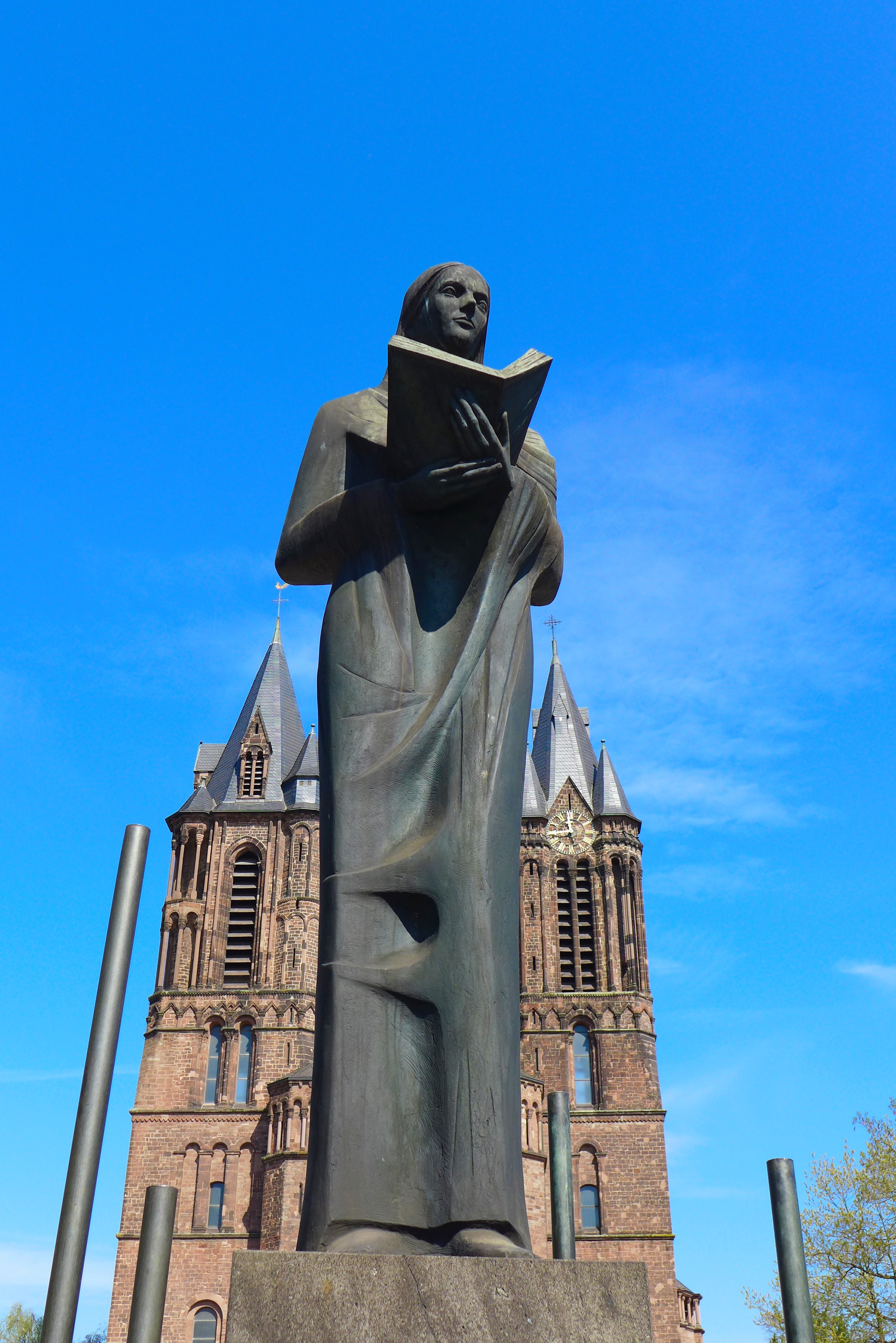
Odilienstatue vor dem Saardom, errichtet zur Erinnerung an das Kirchenpatronat des Klosters Hohenburg auf dem Odilienberg

Das Kloster Hohenburg auf dem Odilienberg im Elsass unterstellte die mittelalterliche Pfarrei Dillingen (heute St. Johann) seiner Klostergründerin Odilia. An der Ecke von Trierer Straße (alter Postweg nach Trier durch den Dillinger Wald) und Dieffler Straße befand sich bis zum Jahr 1912 zusätzlich eine Odilienkapelle. Ihr gegenüber entsprang ursprünglich eine Quelle, die zahlreiche Pilger anzog und die ebenfalls der elsässischen Heiligen geweiht war. Der Kapelle zugeordnet war eine kleine Einsiedelei, in der ein Eremit wohnte, der die kleine Odilienkapelle zu betreuen hatte. Diese Einsiedler gehörten zu einer Eremitenbruderschaft unter der Kontrolle des Bistums Trier.
Das Kirchenpatronat zu Dillingen wurde von den Herren von Dillingen um das Jahr 1250 dem Frauenkloster abgekauft.
Die Erinnerung an die hl. Odilia wird auch heute noch in Dillingen u. a. durch die Namensgebung der Odilienschule und des Odilienbrunnens auf dem Odilienplatz sowie durch das Odiliendenkmal (siehe Dillingen/Saar – Kunst) vor dem Saardom aufrechterhalten.

### Streitigkeiten zwischen Lothringen, Trier und Saarbrücken
Bei weiteren Hoheitsstreitigkeiten um die Herrschaft Dillingen im 14. Jahrhundert konnte sich das Erzbistum Trier unter Erzbischof Balduin von Luxemburg, einem der einflussreichsten Reichsfürsten seiner Zeit und einer der bedeutendsten Trierer Kurfürsten, wieder gegen Lothringen durchsetzen. Herzog Rudolf von Lothringen, der sich noch 1333 durch demonstrative Abwesenheit auf dem Mannengericht in Merzig geweigert hatte, die Trierer Oberhoheit über Dillingen und Siersberg anzuerkennen, musste im Jahr darauf vertraglich Balduins Lehenshoheit anerkennen. Erst mit dem Tod Erzbischof Balduins geriet die Trierische Lehenshoheit über Dillingen und Siersberg allmählich in Vergessenheit und Lothringen erhob neue Ansprüche, sodass die Streitigkeiten weiterhin virulent blieben, da Siersberg und Dillingen als Stützpunkte an der mittleren Saar von strategischer Bedeutung waren.
Eine Lehensabhängigkeit der Herren von Dillingen und Siersberg unter die Grafen von Saarbrücken seit dem Jahr 1388 ist belegt. Über diese Lehensabhängigkeit gab es dann im 16. Jahrhundert Streitigkeiten zwischen den Herren von Dillingen und den Grafen von Saarbrücken vor dem Reichskammergericht, dem obersten Gericht des Heiligen Römischen Reiches deutscher Nation in Speyer, da die Herren von Dillingen nur noch die Lehensabhängigkeit von Lothringen anerkennen wollten. Der Konflikt konnte außergerichtlich durch Tauschgeschäfte bereinigt werden und die Saarbrücker Grafen schieden aus der Lehnshoheit über Dillingen aus. Dillingen blieb fortan Lothringen und seiner „Bailliage d´Allemagne“, dem deutschen Bellistum in Wallerfangen auf der anderen Saarseite unterstellt.

### Aussterben des Hauses Dillingen und Siersberg
Das Geschlecht der Herren von Dillingen und Siersberg erlosch im Mannesstamm mit dem Tod des kinderlos verstorbenen Lantwein von Dillingen-Siersberg im Jahr 1554 oder 1555.
Bezüglich des Ortes Pachten sind im späten Mittelalter zwei Grundherrschaften zu nennen: Das adelige Damenstift in Fraulautern und die Deutschordenskomturein in Beckingen.
Die Pachtener Besitzungen gelangten durch Schenkungen an die beiden religiösen Gemeinschaften.

### Dieffler Vogteihoheit
Der Ort Diefflen als Teil des Nalbacher Tales unterstand einer Vogtei:
- vor 1327 – 1336 Nikolaus von Kastel I.
- vor 1344 – ? Rupprecht von Saarbrücken
- vor 1388 – vor 1405 Nikolaus von Kastel II.
- vor 1405 – vor 1425 Johann von Lewenstein I.
- vor 1425 – 1439 Johann von Lewenstein II.
- nach 1439 – vor 1478 Krapp von Saarburg
- 1478 – nach 1509 Heinrich von Ratsamshausen
- vor 1514 – nach 1522 Heinrich von Harancourt
- vor 1522 – 1527 Jacob von Harancourt
- 1527 – vor 1545 Johann Ludwig Graf von Nassau-Saarbrücken (Mitvogt Johann von Braubach)
- 1548 – nach 1560 Alexander von Braubach
- nach 1560 – 1633 Wilhelm Marzloff von Braubach
- 1633 – ca. 1664 Kurpfalz verwaltet das Lehen selbst
- nach 1664 – 1681 Charles Henri Gaspard de Lénoncourt-Blainville
- 1681 – 1697 Unter Verwaltung der Réunionskammer in Metz
- nach 1697 – 1711 Kurpfalz verwaltet das Lehen selbst
- 1711–1750 Johann Wilhelm Ludwig von Hagen zur Motten
- nach 1750–1791 Karl Emmerich von Hagen und dessen Bruder Johann Hugo von Hagen[20]

## Frühe Neuzeit

### Lehensübergabe an das Haus Braubach

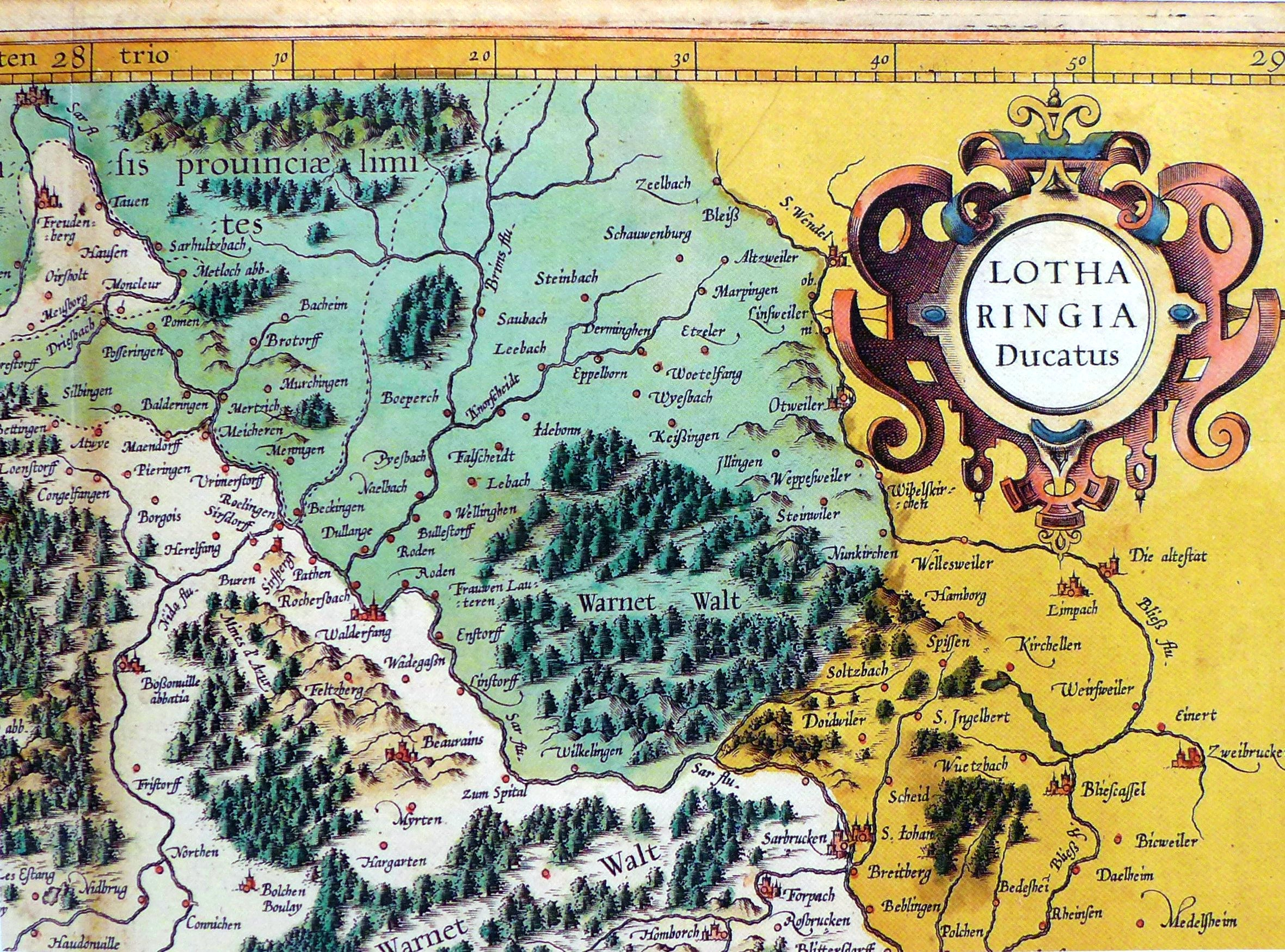
Lage Dillingens auf einem Ausschnitt aus der Lothringen-Karte (nördlicher Teil) des Gerhard Mercator von 1564–1585 (Landesarchiv Saarbrücken, Sammlung Hellwig)

Mit dem Tod des kinderlos verstorbenen Lantwein von Dillingen-Siersberg im Jahr 1554 oder 1555 ging die Herrschaft Dillingen an den Sohn seiner Schwester Lyba geb. von Dillingen-Siersburg über, die mit Johann von Braubach, Amtmann des lothringischen Amtes Saargemünd, verheiratet war: Alexander von Braubach, lothringischer Amtmann zu Saaralben. 1557 folgte die Belehnung Alexanders von Braubach durch den pfälzischen Kurfürsten Ottheinrich aus der Familie der Wittelsbacher mit Gütern im Nalbacher Tal, die Alexander von Braubach bereits 1548 gekauft hatte. Hiermit beginnt die feudalrechtliche Verflechtung Dillingens mit dem Nalbacher Tal, zu dem auch Diefflen gehörte. Schon in der nächsten Generation starb die Familie von Braubach als Herren von Dillingen im Jahr 1633 aus. Im Frauenstamm wurde die Herrschaft Dillingen durch eine Braubachsche Tochter an Franz von Savigny, Baron de Lemont, übertragen.

### Frühneuzeitliche Hexenprozesse
In der frühen Neuzeit breitete sich auch in Dillingen und Umgebung der Hexenwahn aus, der besonders in den Jahren zwischen 1570 und 1634 stark wütete. Besonders der herzoglich lothringische Oberrichter Nikolaus Remigius gelangte bei der Ausrottung der vermeintlichen Hexen und Teufelsanbeter zu trauriger Berühmtheit. Der umfangreichste Prozess in Dillingen wurde im Jahr 1603 geführt. Innerhalb des Prozesses kam es zu einer regelrechten Denunziationswelle von angeblichen Komplizen der drei angeklagten Frauen und einer immer ausufernderen Phantasieschilderung der angeblich angewandten Schadenszauber. Der Prozess endete mit der Hinrichtung der Angeklagten.
Die Hexenprozesse des Nalbacher Tales, zu dem Diefflen gehörte, wurden in Dillingen geführt, die Hinrichtungen allerdings dann in Nalbach vollstreckt (1575 sowie 1591/1592 mehrere Personen des Nalbacher Tales / unbekannter Ausgang des Verfahrens, 1595 ein Mann aus Diefflen, 1595 eine Frau aus Piesbach, 1602 ein Mann aus Körprich, ca. 1605 jeweils ein Mann aus Piesbach und Körprich, 1609 ein Mann aus Diefflen, der angeblich mit seinem Pferd sexuell verkehrt haben soll und deshalb auch zusammen mit seinem Pferd hingerichtet wurde, 1611 ein Mann und eine Frau aus Körprich / unbekannter Ausgang des Verfahrens sowie mehrere Anschuldigungen in den Jahren 1602 und 1611). Den Vollzug der Hinrichtungen (Verbrennung bei lebendigem Leibe) besorgte jeweils ein Henker (Nachrichter) aus Roden.

## Dreißigjähriger Krieg

### Zerstörungen durch französische und kaiserliche Truppen

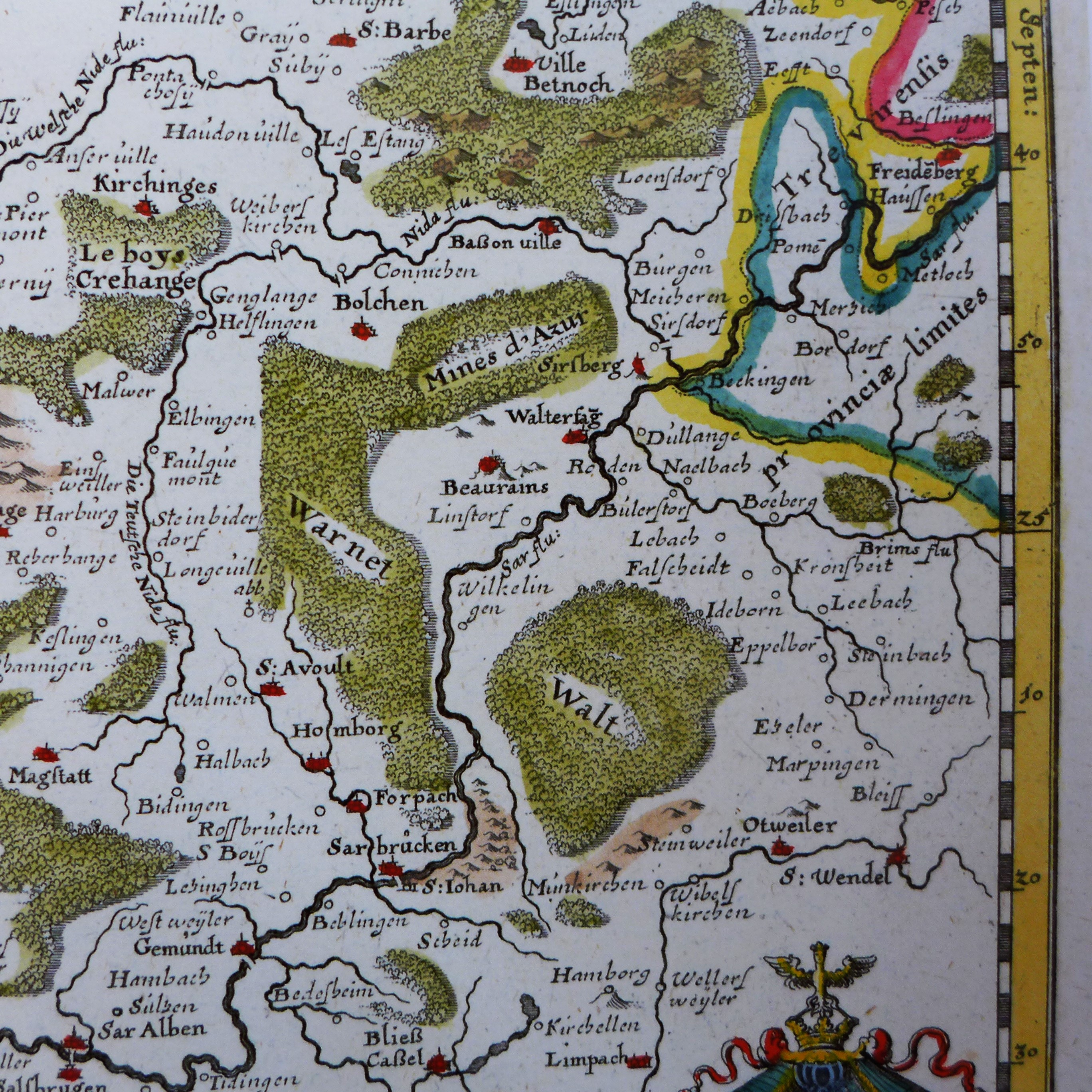
Dillingen auf einer Karte von Willem Janszoon Blaeu: Lotharingia Ducatus, vulgo Lorraine, 1645 (Kartenausschnitt)

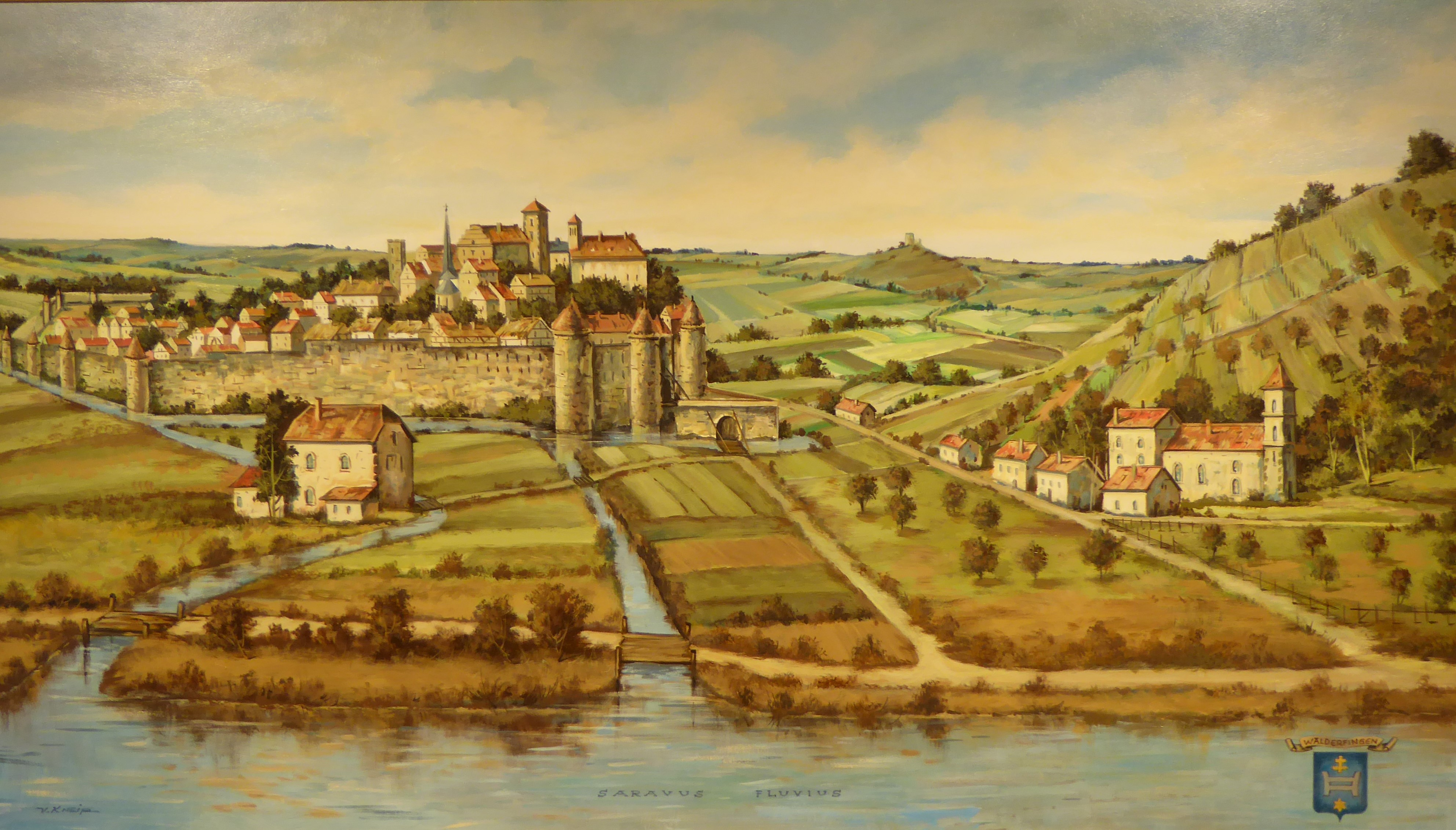
Wallerfangen, Rekonstruktion der Stadtanlage vor der Zerstörung vom Dillinger Saarufer aus; rechts der Lumpenbach; links der Mühlenbach (Heimatmuseum Wallerfangen)

Zwischen 1618 und 1648 gab es in Dillingen und seiner Umgebung schwere Verwüstungen im Dreißigjährigen Krieg, vor allem in der letzten Kriegsphase ab 1635.
Durch die Parteinahme des lothringischen Herzogs Karl IV. auf der Seite des deutschen Kaisers Ferdinand II. besetzte Frankreichs König Ludwig XIII. Lothringen. 1624/1625 kam es an der Saar zu ersten großen militärischen Einquartierungen, also schon Jahre vor dem offiziellen Kriegseintritt Frankreichs im Jahr 1635. Dabei wurden die Schlösser Dillingen und Siersberg von französischen Soldaten besetzt.

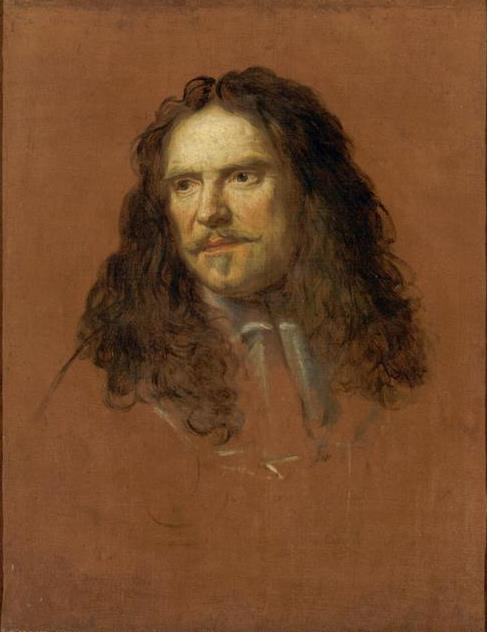
Henri de La Tour d’Auvergne, vicomte de Turenne (1611–1675)
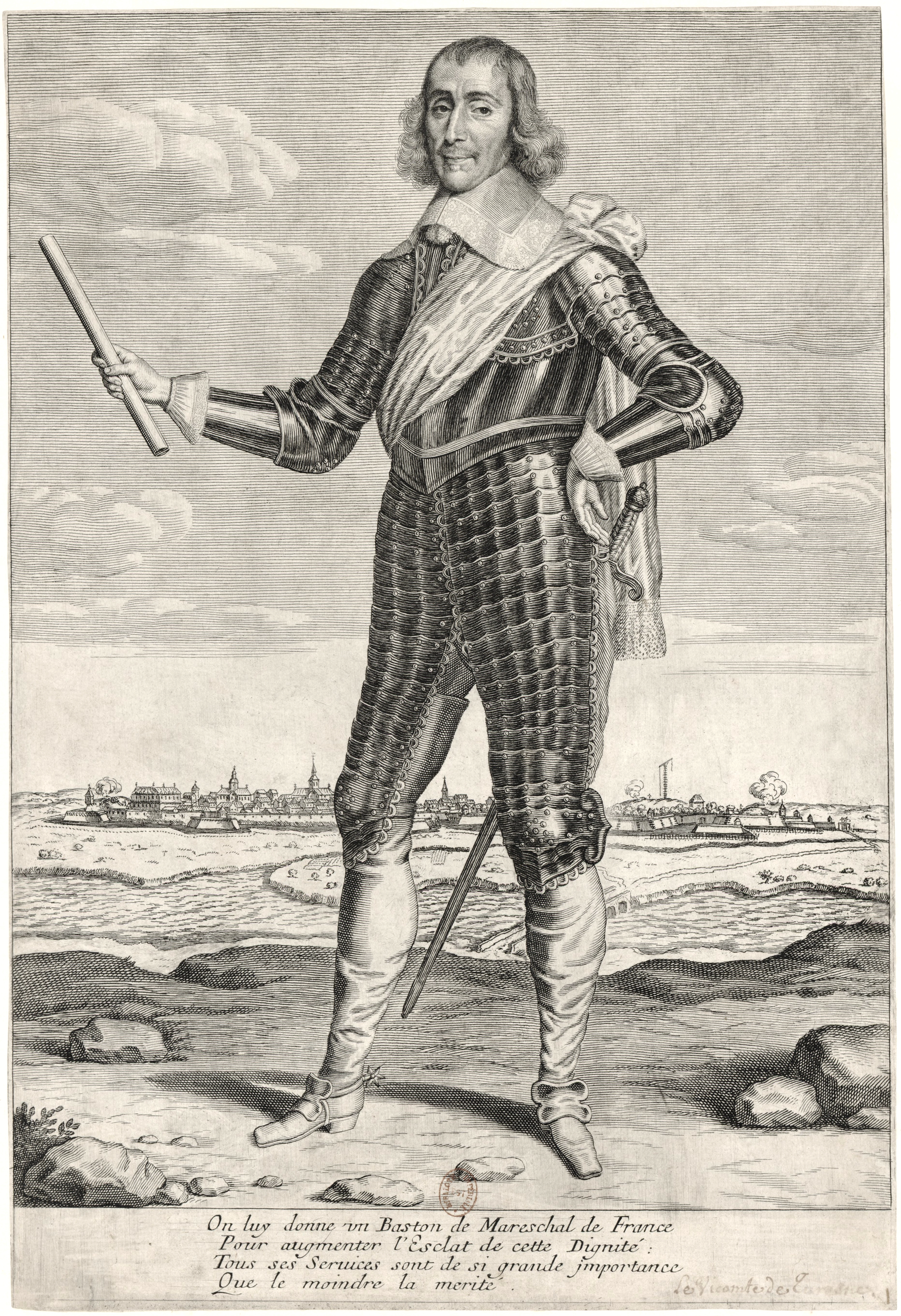
Abraham de Fabert (1599–1662)
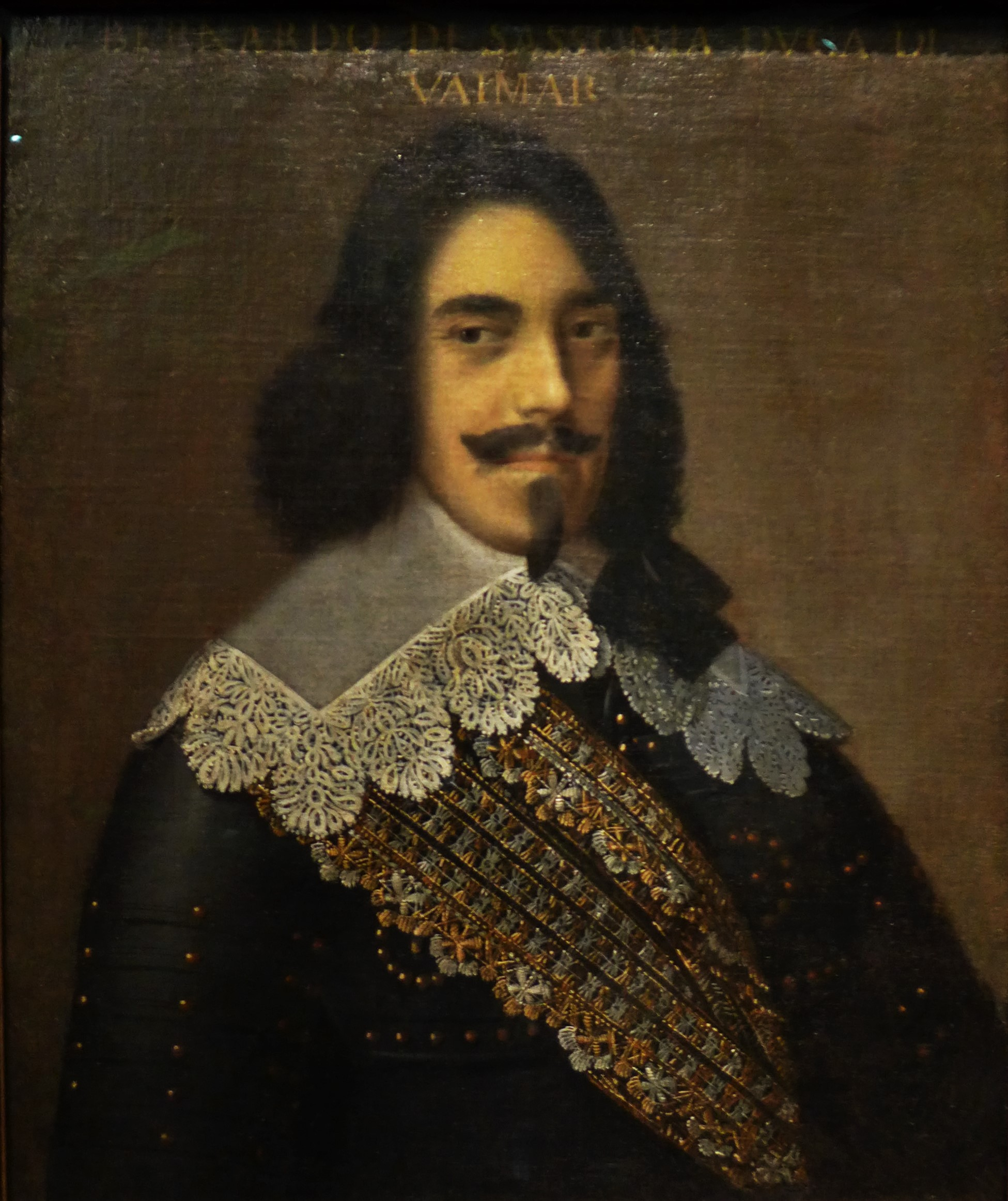
Bernhard von Sachsen-Weimar (1604–1639)

Ende September 1635 trafen im Gebiet von Dillingen die vor dem kaiserlichen Heer flüchtenden Franzosen unter La Valette, Henri de La Tour d’Auvergne, vicomte de Turenne und Abraham de Fabert und die mit ihnen verbündeten Schweden unter Bernhard von Sachsen-Weimar ein, um über eine Fassbrücke und zwei Furten die Saar zu überqueren und in die damals befestigte Stadt Wallerfangen zu fliehen. Den Saarübergang befehligte der französische Marschall Turenne. Dabei kam es zu Gefechten und die kaiserlichen Truppen konnten dem Gegner Verluste zufügen. Unter anderen kam der schwedische Oberst Bernholf von Crailsheim zu Tode.
Kurze Zeit später gelang auch den Kaiserlichen unter Matthias Gallas der Saarübergang bei Dillingen. Nach mehreren Gefechten und fünf Sturmangriffen konnte Wallerfangen eingenommen werden und wurde von kroatischen Söldnern geplündert. Bei diesen Plünderungen wurde auch Dillingen nicht verschont. Die Einwohner hatten versucht, wenigstens einen Teil ihres Besitzes im Schloss vor den Marodeuren in Sicherheit zu bringen, doch auch hier kam es zur Einnahme und Plünderung.
Auch nach dem Abzug der kaiserlichen Truppen aus dem Dillinger Gebiet blieben Überfälle, Plünderungen und Kriegskontributionen weiter virulent.

### Kriegsbedingter Bevölkerungsrückgang
Dazu gesellten sich Hungersnöte und Seuchen. Den überlebenden Bevölkerungsresten blieb kaum noch eine Existenzgrundlage. Bei einer Bevölkerungszählung zwecks Besteuerung des deutschen Bellistums des Herzogtums Lothringen im Jahr 1643 wurden in Dillingen inklusive Flüchtlinge noch 18 Menschen gezählt. Während der furchtbaren Jahre von 1632 und 1656 weist das Schöffenbuch von Pachten keinerlei Eintragungen mehr auf, das von Dillingen keine zwischen den Jahren 1633 und 1647.
Der Abt Philipp Gretsch von Wadgassen berichtet auf einer Kirchenrechnung aus dem Jahr 1652, dass es in der Gegend wegen der großen Hungersnot sogar zu Kannibalismus gekommen sei. Das Gebiet um Dillingen mit dem Amt Siersberg verlor durch den Krieg über 70 % seiner Bevölkerung (Vergleichsjahre: 1590 / 1667). Während in anderen Teilen Deutschlands der Dreißigjährige Krieg mit dem Westfälischen Frieden von Münster und Osnabrück 1648 zu Ende ging, schwelte der Konflikt in Lothringen weiter. Dillingen, als Teil Lothringens, lag nicht im Geltungsbereich der Bestimmungen des Westfälischen Friedens. Es kam weiterhin zu Überfällen durch marodierende Söldnerheere der Lothringer oder Franzosen. Erst mit dem Frieden von Vincennes bei Paris im Jahr 1661 endete der Krieg zwischen Frankreich und Lothringen.
Bei einer Bevölkerungszählung aus dem Jahr 1667 des Amtes Siersberg sind für Dillingen noch 15 und für Pachten 16 Haushaltungen verzeichnet. Für das Nalbacher Tal, zu dem Diefflen gehörte, wurden laut Bericht des Nalbacher Maiers an den Trierer Kurfürsten aus dem Jahr 1664/65 nur noch 47 Haushaltungen gezählt (Verlust von 65 % der Vorkriegsbevölkerung).

## Absolutismus im 17./18. Jahrhundert

### Verwüstungen im Holländischen Krieg
Wenige Jahre nach dem Friedensschluss von Vincennes 1661 wurde Dillingen wieder Operationsgebiet des Holländischen Krieges (1672–1678/79). Im Jahr 1670 hatte der französische König Ludwig XIV. ganz Lothringen besetzt. Dabei vertrieb ein französisches Heer unter dem Marschall François de Créquy (1624–1687) den lothringischen Herzog Karl IV. (1604–1675) und eroberte innerhalb kurzer Zeit dessen Festungen.
In Folge des Krieges, in den auch Kurtrier und das Heilige Römische Reich hineingezogen wurden, kam es in Dillingen zu schweren Verwüstungen des Dorfes und des Schlosses und zu brutalen Drangsalierungen der Einwohner durch die Soldateska.
Als Mitte Mai 1677 Karl V. von Lothringen, ein Neffe und offizieller Nachfolger Karls IV. von Lothringen, der 1675 gestorben war, als kaiserlicher Heerführer einen Vorstoß nach Lothringen unternahm, um Frankreich das Herzogtum wieder abzunehmen, wurde Dillingen mitsamt seinem Schloss von den Österreichern unter Graf Starhemberg erobert, die vorherigen französischen Besatzer in Gefangenschaft geführt und der Kommandant des Dillinger Schlosses gehängt.

### Lehensherrschaft Lénoncourt-Blainville

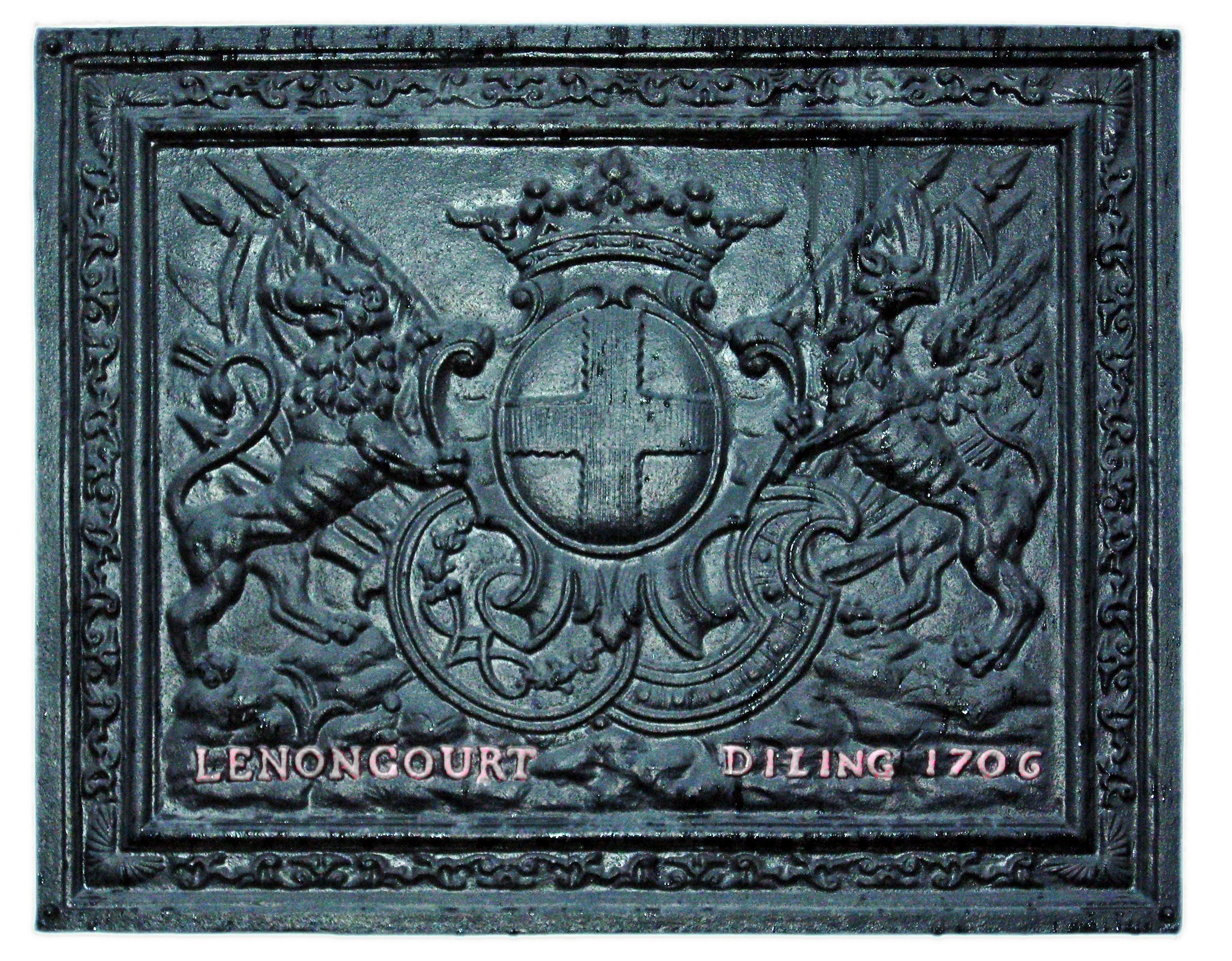
Dillinger Takenplatte mit dem Wappen des Marquis de Lénoncourt, 1706, 106 cm × 93 cm, 92,8 kg

Nach dem Aussterben der Herrschaft Dillingen im Mannesstamm durch den Tod des Franz de Savigny und seiner Frau Anna Magdalena (geb. von Braubach), die nur eine Tochter, Antoinette de Savigny, hatten, kam Dillingen im Jahr 1657 an deren Ehemann François de Lénoncourt, Marquis de Blainville, der einer einflussreichen lothringischen Familie entstammte. Da im Nalbacher Tal das kurpfälzische Recht galt, das eine weibliche Erbfolge ausschloss, schied dieses Territorium mit der Ortschaft Diefflen aus dem Besitz der Familie aus. Erst im Jahr 1665 konnte das Nalbacher Tal wiedererlangt werden.
Auf die Familie Lénoncourt geht die Gründung der Eisenhütte Dillingen zurück. Ihr Familienwappen ist heute das Firmenlogo der Dillinger Hütte. Allerdings hielt sich François de Lénoncourt, der bereits 1664 starb, meist am lothringischen Hof in Nancy auf und ließ seine Frau mit dem einzigen Sohn Charles Henri Gaspard in Dillingen alleine. Charles Henri Gaspard de Lénoncourt trat unverzüglich die Herrschaft an, die bis zu seinem Tod 1713 andauerte. Auf Grund einer vertrauensvollen Beziehung zum lothringischen Herrscherhaus wurde er dessen Gesandter am französischen Königshof in Versailles und stand in persönlichem Kontakt zu König Ludwig XIV. Nach dem Frieden von Ryswyk im Jahr 1697, der den Pfälzischen Erbfolgekrieg Ludwigs XIV. beendete, wurde Lénoncourt Gesandter Lothringens am päpstlichen Hof in Rom. Ebenfalls wurde er unter der Regentschaft des lothringischen Herzogs Leopold (1690–1729) in den Rang eines Staatsrates und Groß-Kammerherrn erhoben.

### Merkantilismus und aufgeklärter Absolutismus

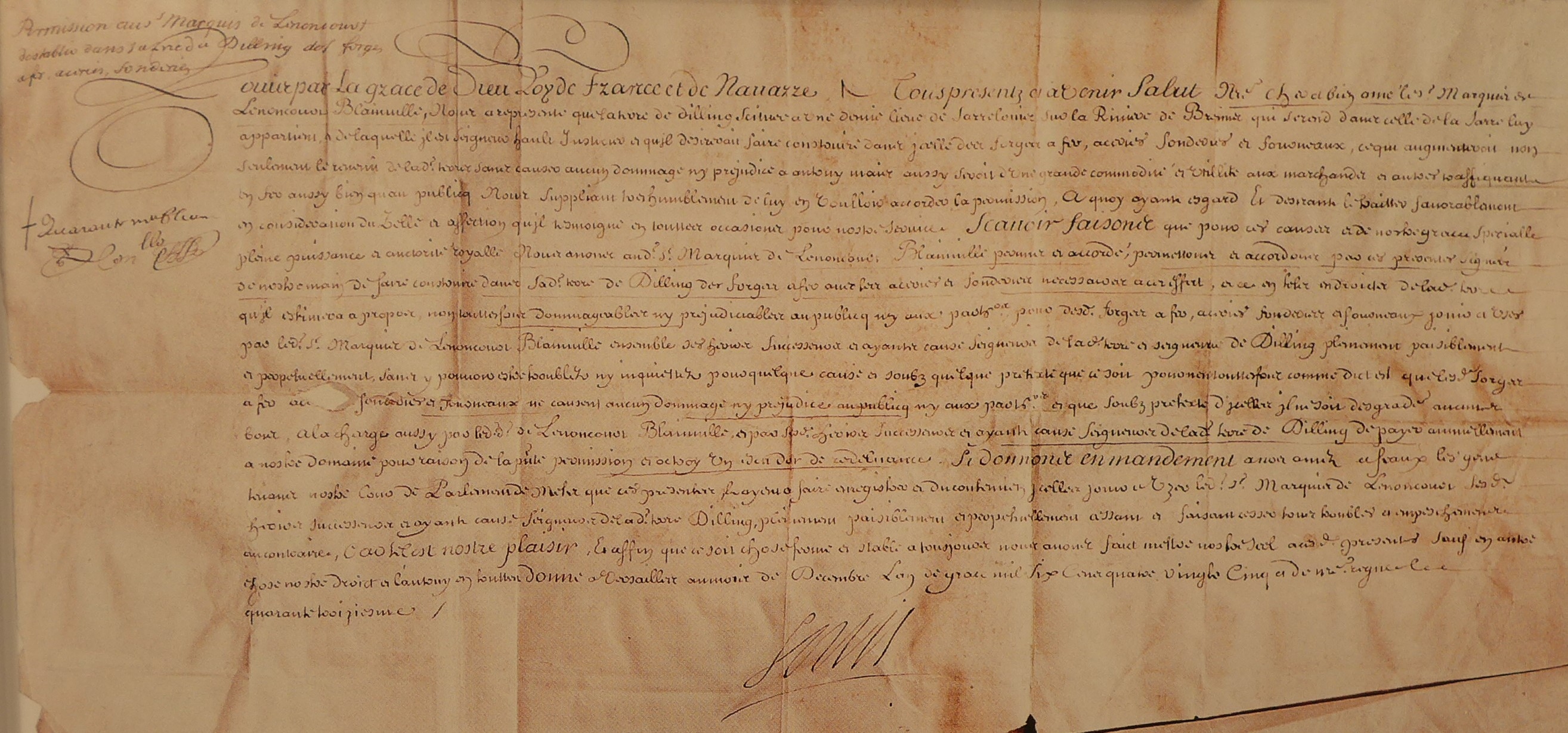
Gründungsurkunde der Dillinger Hütte aus dem Jahr 1685 mit der Unterschrift Ludwigs XIV.

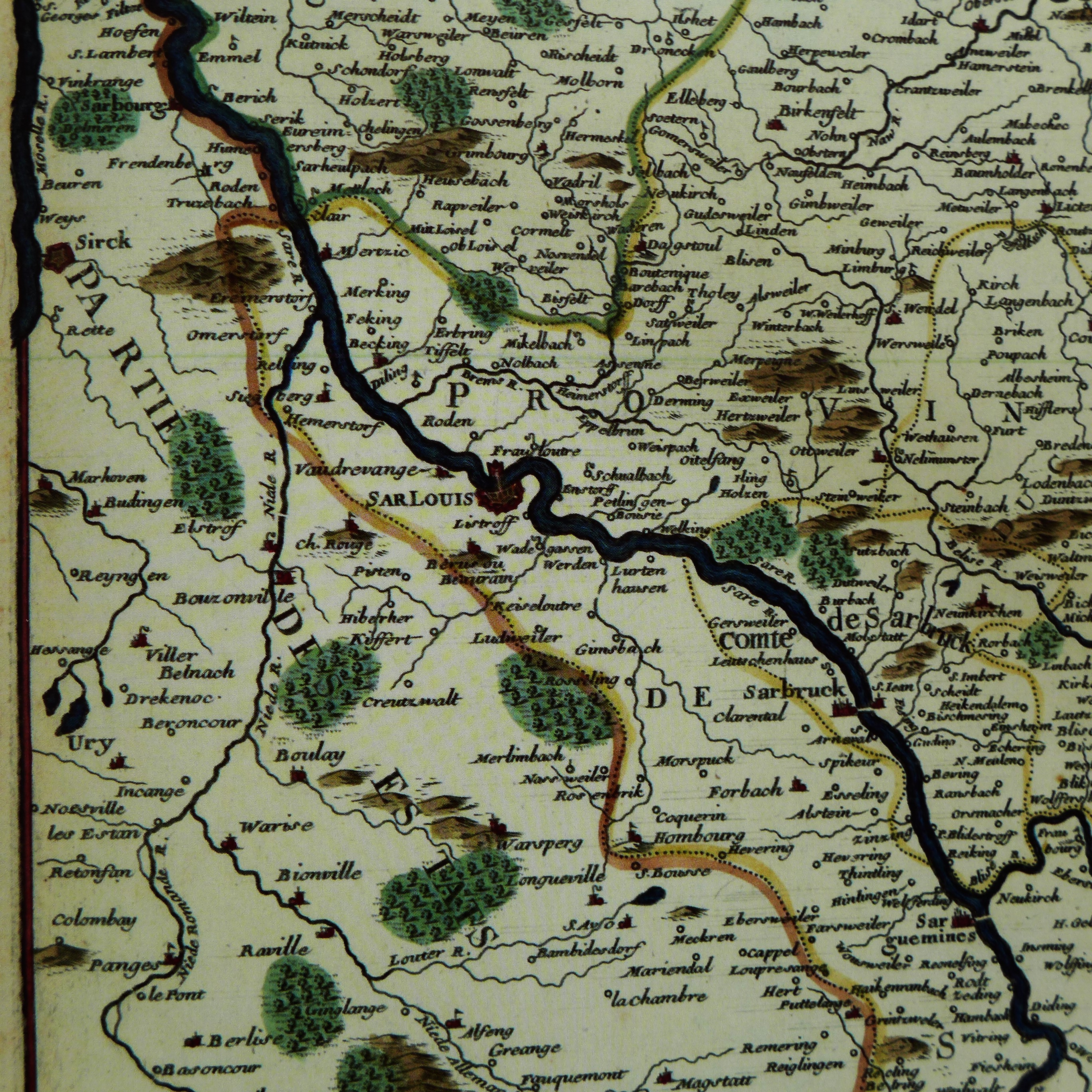
Dillingen auf einer historischen Karte der Saar von 1705, Nicolas de Fer (Hrsg. und Verleger), P. Starck (Stecher): Le Cours de la Sare aux Environs de la quelle se Trouve (sic!) Diverses Provinces qui Composent la Province de la Sare ou Lorraine Allemande, ca. 1: 380.000, 23,8 cm × 33,7 cm, Stadtarchiv Saarlouis

Charles Henri Gaspard de Lénoncourt ließ im Geist des Merkantilismus und des aufgeklärten Absolutismus die Grundstücksgrenzen neu vermessen. Zu den 376 Morgen Ackerland und den 130 Fudern Wiesen, die sich im Nutzungseigentum der Bauern befanden, fügte er zur Verbesserung der wirtschaftlichen Grundlage seiner Untertanen noch aus seinem eigenen Herrschaftsbesitz 260 Morgen hinzu. Zur Linderung der Futternot in der Zeit zwischen Winterende und erster Mahd durften die Bauern ihre Pferde und Rinder in seinen Wäldern weiden lassen.
Durch die Reunionspolitik Ludwigs XIV. war Lénoncourt gezwungen worden, die Herrschaft Dillingen im Jahr 1681 bei der Reunionskammer in Metz der Oberlehensherrschaft der französischen Krone zu unterstellen.
Die folgenreichste Entscheidung Charles Henri Gaspard de Lénoncourts war es jedoch, die heute noch bestehende Dillinger Hütte gegründet zu haben. Einige seiner Vorfahren hatten sich bereits als Inhaber von Eisenhämmern in Lothringen betätigt. Im Dezember 1685 erteilte König Ludwig XIV. in Versailles Marquis de Lénoncourt-Blainville die Erlaubnis zur Errichtung von Eisenhütten und Schmelzen in Dillingen:
„Ludwig, durch Gottes Gnade König von Frankreich und Navarra, allen gegenwärtigen und zukünftigen Gruß! Unser Teurer und sehr Lieber, der Sieur Marquis de Lénoncourt-Blainville, hat uns unterbreitet, daß das Gebiet von Dillingen, eine halbe Meile von Saarlouis entfernt an dem Flüßchen Prims gelegen, die sich in die Saar ergießt, ihm gehört und daß er auch darüber Hochgerichtsherr ist. Er wünscht nun, in diesem Gebiet Eisenhütten, Stahlwerke, Schmelzen und Hochöfen zu erbauen, wodurch nicht nur sein Ertrag aus der genannten Herrschaft – ohne daß andere irgend einen Schaden oder Nachteil erleiden – gesteigert werde, sondern auch für die Kaufleute und Eisenhändler wie schließlich auch für die Gesamtheit große Erleichterungen und viel Nutzen erwachsen würde. Er hat uns daher untertänigst gebeten, ihm die Erlaubnis hierzu geben zu wollen. Wir zogen dies alles in Erwägung und wollen ihm gnädig sein in Anbetracht seiner Ergebenheit und seines Eifers, den er bei allen Gelegenheiten für unseren Dienst zeigte.“
Im Weiteren bestimmte Ludwig XIV., dass der Dillinger Hüttenwald durch Lénoncourt und seine Rechtsnachfolger erhalten bleiben müsse, der Betrieb der Hüttenwerke niemandem Schaden zufügen dürften und bis zum Ende des Bestehens der Hüttenwerke an die königliche Domänenkasse für die erteilte Erlaubnis, ein Grundzins von 1 Écu in Gold zu zahlen wäre. Abschließend ordnete der König an, dass die Räte des Metzer Parlamentshofes diese königliche Genehmigung zu registrieren hätten und zu gewährleisten hätten, dass der Hüttenbetrieb ohne Störungen und Behinderungen laufen könnte.

### Diefflen unter kurpfälzischer Herrschaft
Diefflen, als Teil des Nalbacher Tales, wurde zwischen den Jahren 1699 und 1711 Lénoncourt, als letztem lothringischen Vogt im Nalbacher Tal entzogen und unter die Selbstverwaltung der Kurpfalz gestellt.

### Diefflen unter der Herrschaft Hagen zur Motten
Im Jahr 1711 wurde Diefflen, das zur kurpfälzischen Vogtei des Nalbacher Tales gehörte (mit Körprich, halb Bettstadt und dem Unterdorf in Nalbach), durch den pfälzischen Kurfürsten Johann Wilhelm von der Pfalz (auch „Jan Wellem“ genannt; 1658–1716) dem Freiherrn Johann Wilhelm Ludwig von Hagen zur Motten (Schloss La Motte) als Mannlehen und seit 1714 als Erblehen übergeben. Dieses Lehen blieb bis zur Französischen Revolution bestehen. Diefflen zählte nach einer Einwohnerliste des Nalbacher Tales um die Mitte des 18. Jahrhunderts 54 Familien und umfasste ein Gebiet von 503 ha.

### Erster Aufschwung der Eisenindustrie

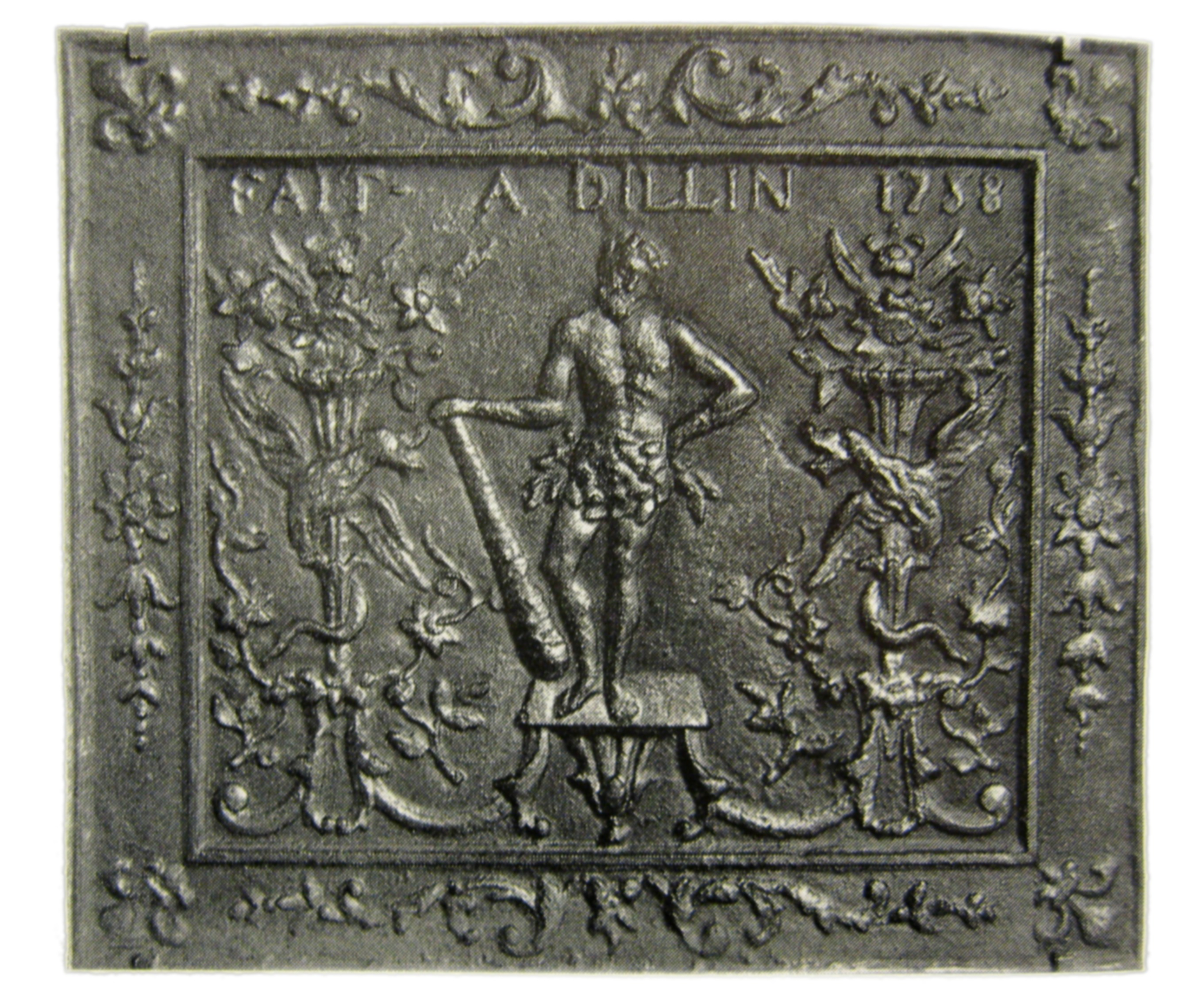
Dillinger Takenplatte von 1758, Herkules-Motiv mit Blütenfüllhörnern und Greifen, produziert unter Charles François de Tailfumyr, Seigneur de Cussigny

Durch den Frieden von Rijswijk im Jahr 1697, der die französischen Reunionen rückgängig machte und das Herzogtum Lothringen wieder restituierte, wurde die Herrschaft Dillingen dem Königreich Frankreich wieder entrissen. Dadurch erfuhr das neue Dillinger Eisenwerk durch Zollgrenzen nach Norden und Osten in seiner wirtschaftlichen Expansion empfindliche Einschränkungen. Eine ungewöhnliche Ausweitung des Absatzmarktes erfuhr die Eisenhütte durch den Amerikanischen Unabhängigkeitskrieg 1778–1783, als die französische Kriegsmarine die gesamte Eisenproduktion des Werkes über mehrere Jahre hin aufkaufte, um damit die Nordamerikaner in ihrem Kampf gegen England unterstützen zu können.

### Wechselnde Adelsherrschaften und wachsender Einfluss der französischen Krone

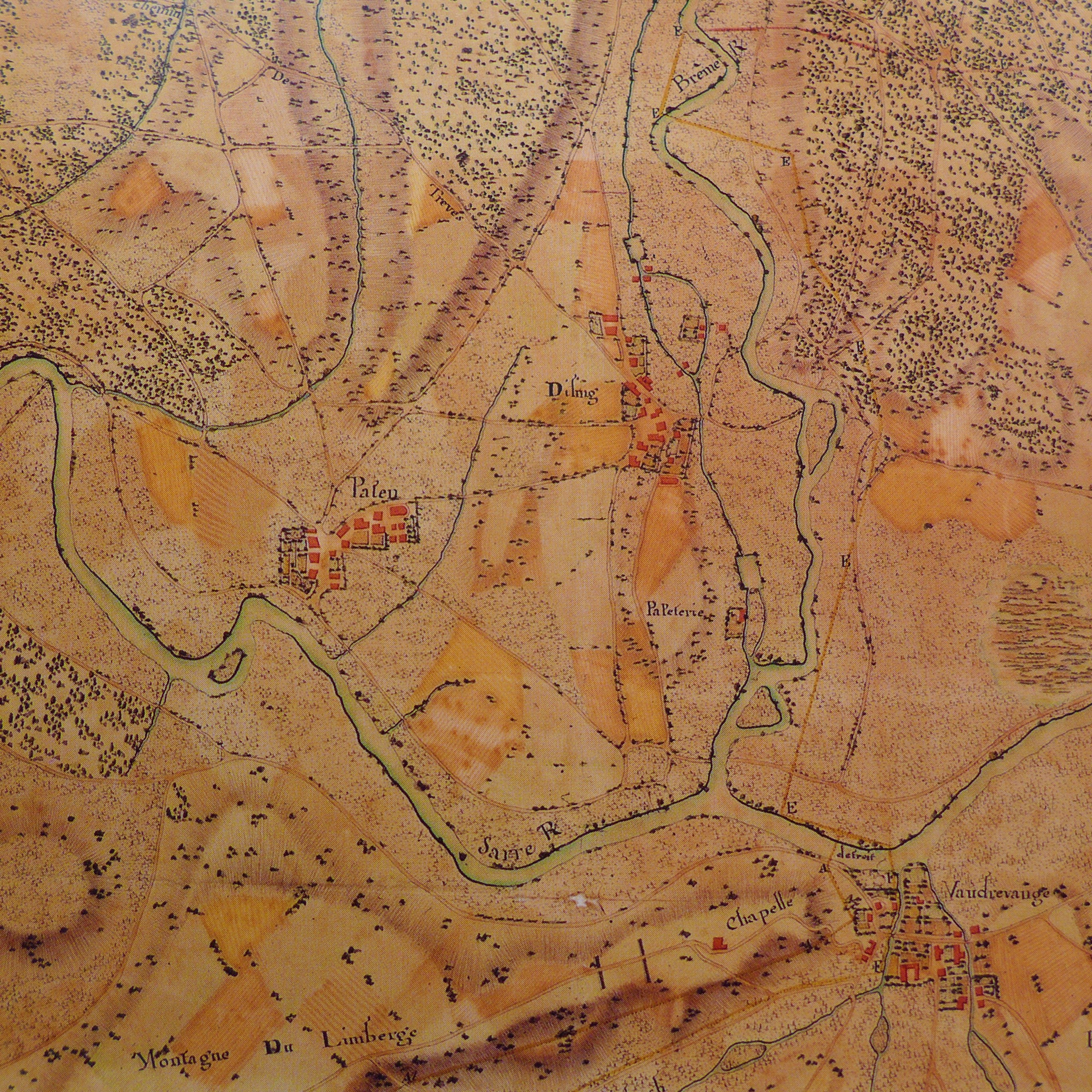
Dillingen und Pachten, Carte des environs de Sarrelouis, 1765 (Städtisches Museum und Stadtarchiv Saarlouis)

Lage Dillingens im Herzogtum Lothringen um 1756

Im Jahr 1743 war die Herrschaft Dillingen mit den dazugehörigen Eisenwerken von der Familie Lénoncourt an den Marquis François Toussaint de Viray, Generaladvokat des Herzogs von Lothringen am obersten Gerichtshof des Herzogtums Lothringen, verkauft worden. Dieser verkaufte Dillingen bereits drei Jahre später, am 3. März 1746 an seinen Schwager Charles François de Tailfumyr, Seigneur de Cussigny.

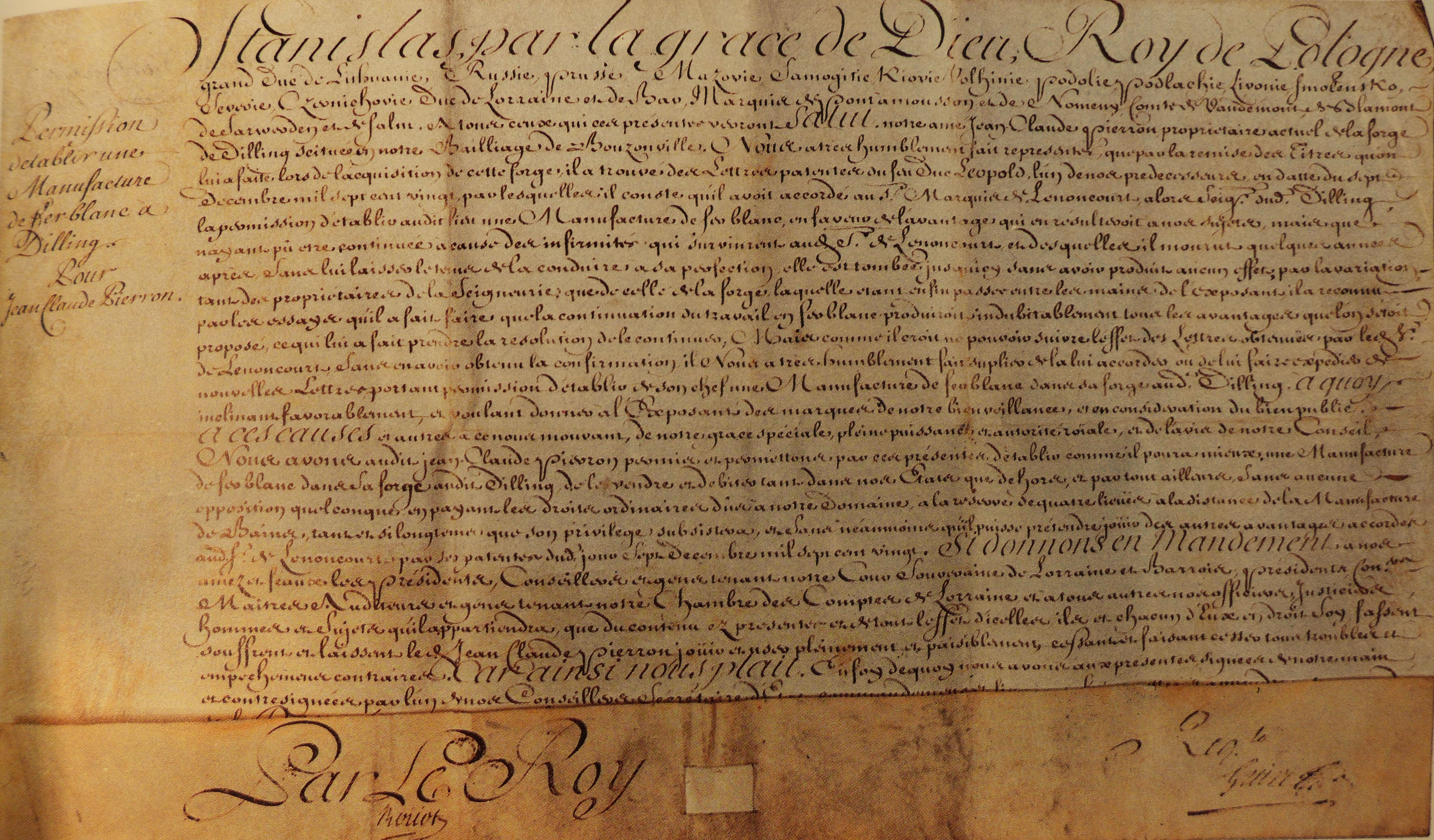
Stanislaus I. Leszczyński, König von Polen und Herzog von Lothringen: Erneuerung der Weißblechkonzession der Dillinger Hütte am 22. Oktober 1759

Als der Herzog von Lothringen und Bar (seit 1729–1737) und damit Lehensherr Dillingens und Pachtens, Franz III. Stephan (1708–1765), im Jahr 1736 die Kaisertochter Maria Theresia heiratete, musste er am 13. Februar 1737 auf Lothringen und Bar verzichten und wurde im Tausch dafür als Franz II. Großherzog der Toskana (1737–1765) sowie ab 21. November 1740 Mitregent in den Habsburgischen Erblanden und seit 1745 als Franz I. Kaiser des Heiligen Römischen Reiches.
Im diplomatischen Einvernehmen zwischen dem Kaiser und der französischen Krone wurde Stanislaus I. Leszczyński, der Schwiegervater des französischen Königs Ludwig XV., nun zum Herzog von Lothringen und Bar ernannt.
Obwohl Dillingen und Pachten als Teil des Herzogtums Lothringen erst mit dem Tod des polnischen Königs und lothringischen Herzogs Stanislaus I. Leszczyński (1677–1766, seit 1736 Herzog von Lothringen und Bar) vertraglich an die französische Krone fallen sollten, waren schon im Jahr 1748 durch Anordnung alle öffentlichen Akten und Kirchenbücher in französischer Sprache zu führen.
Mit dem Tode Stanislaus I. Leszczyńskis am 23. Februar 1766 übernahm Frankreich die Herrschaft Lothringens und damit auch über Dillingen und Pachten. Somit verlief die Staatsgrenze zwischen Frankreich und dem Heiligen Römischen Reich deutscher Nation zwischen Dillingen und Diefflen.

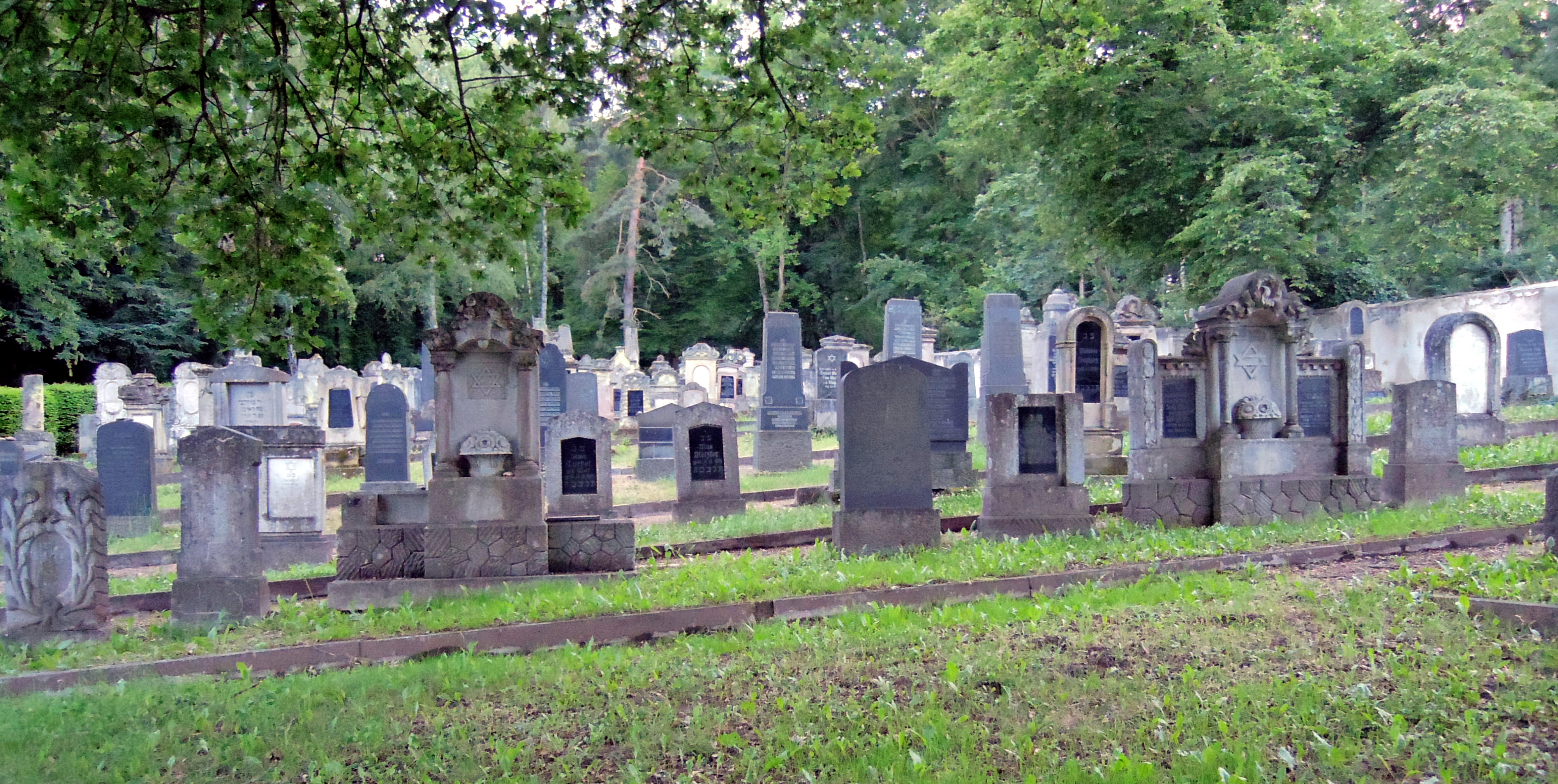
Diefflen, Jüdischer Friedhof

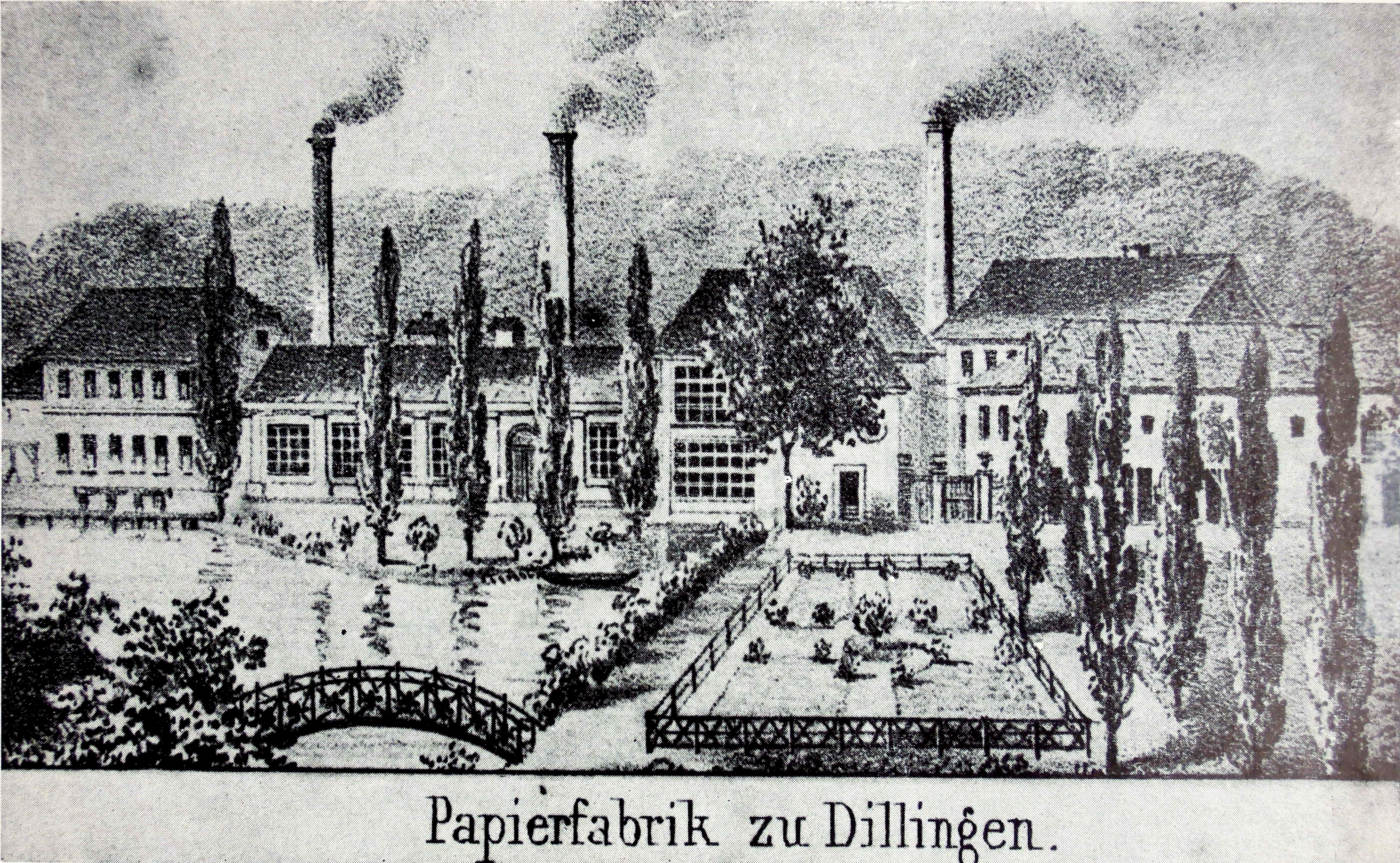
Dillingen, Papiermühle, Mitte 19. Jahrhundert

Der Dillinger Lehensnehmer Tailfumyr ließ, als getaufter Jude, auf Dillinger Bann im Jahr 1755 an der Grenze zu Diefflen im Dillinger Wald einen jüdischen Friedhof anlegen. Unter seiner Herrschaft fand auch eine Besitztrennung zwischen Herrschaft und Hüttenbetrieb statt. Die Hüttenwerke verkaufte Tailfumyr im Jahr 1754. Im Jahr 1757–59 errichtete Tailfumyr mit Erlaubnis des lothringischen Herzogs Stanislaus I. Leszczyński in Dillingen die Dillinger Papiermühle mit Druckerei. Die Dillinger Papiermühle war bis 1864 neben der Dillinger Hütte wichtigster Arbeitgeber der Umgebung.
Infolge der Scheidung von seiner Frau, der Marquise Toussaint de Viray, musste Tailfumyr im Jahre 1762 allerdings die Herrschaft Dillingen öffentlich versteigern lassen.

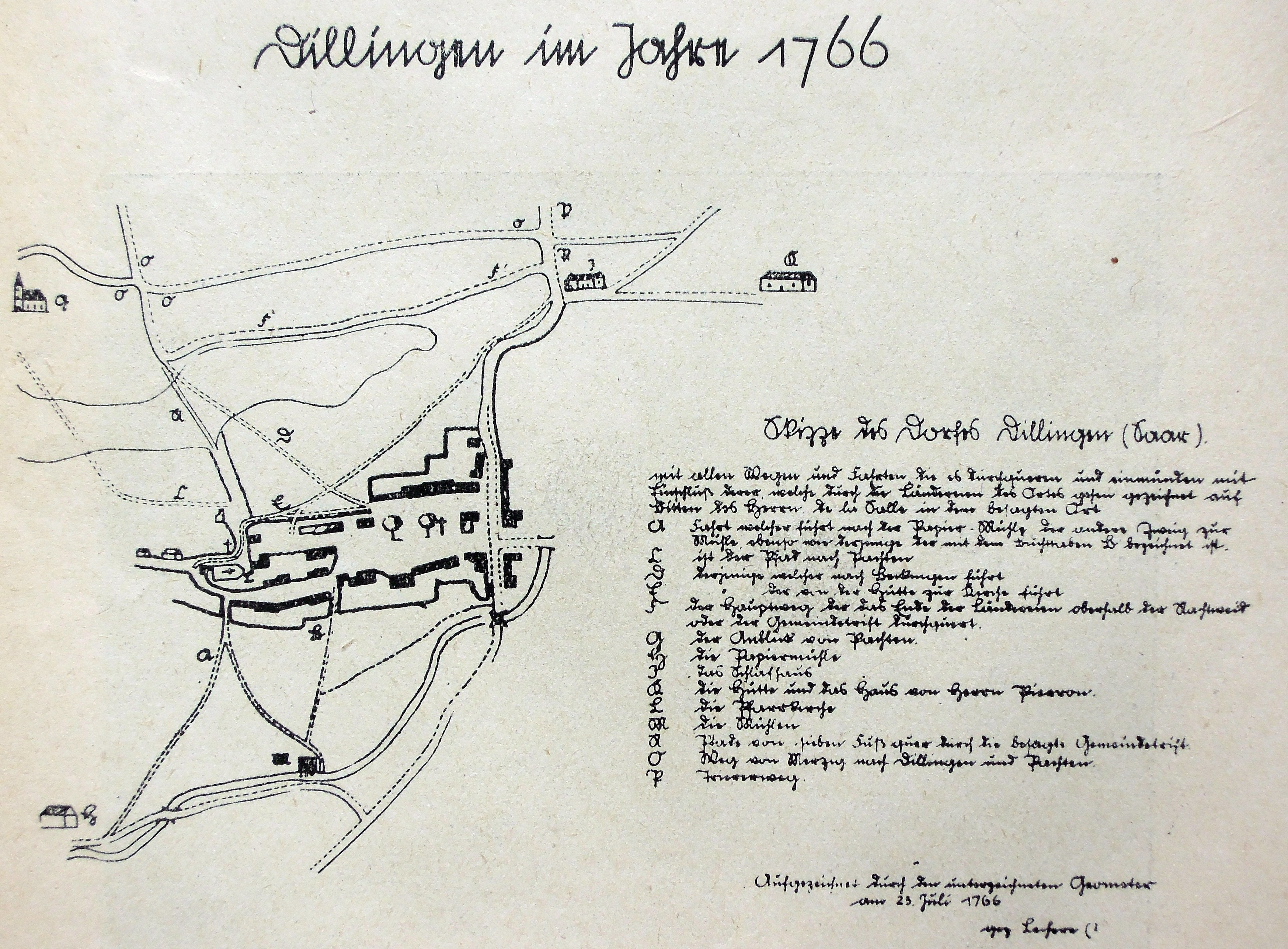
Dillingen im Jahr 1766

Dabei ging Dillingen für 147.710 Franken an die Eheleute Louise Charlotte geb. d´Osquet und Albert Lasalle, den vermögenden Sohn des zeitweiligen Pächters der Dillinger Hütte und Steuerpächters unter König Ludwig XV., Georg Theodor Lasalle. Albert Lasalle, der besonders durch die Verpflegungsorganisation der französischen Armee reich geworden war, wurde im Jahr 1763 unter Vermittlung des Trierer Kurfürsten Johann Philipp Reichsgraf von Walderdorff durch Kaiser Franz I. von Habsburg-Lothringen (1745–65) in den Reichsfreiherrenstand erhoben. Damit durfte er sich Seigneur von Dillingen nennen. Nach seinem Tod im Alter von 47 Jahren im Jahr 1769 wurde er in der damaligen Dillinger Luzienkirche (heute St. Johannes der Täufer) bestattet.
Lasalles Ehefrau Louise Charlotte geb. d´Osquet verkaufte am 3. April 1787 die Baronie Dillingen für 200.500 Franken an den Baron Phillipp Wilhelm Justus von Mandell, Ludwigsritter und Oberst im Regiment Nassau-Kavallerie.

### Erhebung Dillingens zum französischen Herzogtum
Wohl wegen Streitigkeiten mit den Hüttenbesitzern verkaufte von Mandell die Herrschaft Dillingen schon am 22. Januar 1789 an den Fürsten Ludwig von Nassau-Saarbrücken zu einem Preis von 225.000 Franken. Der Fürst wollte mit dem Besitz Dillingen seine zweite nicht standesgemäße Ehefrau Katharina Kest ausstatten, die zuvor Kammerzofe der früheren Maitresse des Fürsten, Frau von Dorsberg, gewesen war. Zur Herrschaft Dillingen gehörten auch Rechte in den Ortschaften Pachten, Itzbach (heute Siersburg), Fickingen (heute Saarfels), Bettingen (heute Schmelz), Diefflen und Nalbach.
Fürst Ludwig von Nassau-Saarbrücken erreichte beim französischen König Ludwig XVI. durch „lettres patentes“ vom April 1789 aus Versailles die Erhebung der bisherigen Baronie Dillingen zum Herzogtum.
Infolgedessen wurde begonnen, das bisherige Dillinger Schloss durch Balthasar Wilhelm Stengel, dem Sohn von Friedrich Joachim Stengel, zu einer herzoglichen Residenz umzubauen.

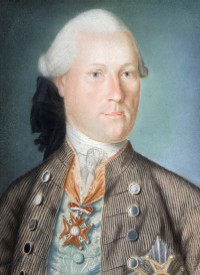
Fürst Ludwig von Nassau-Saarbrücken, Herzog zu Dillingen
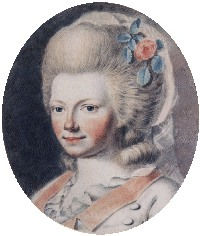
Katharina Kest, Herzogin zu Dillingen
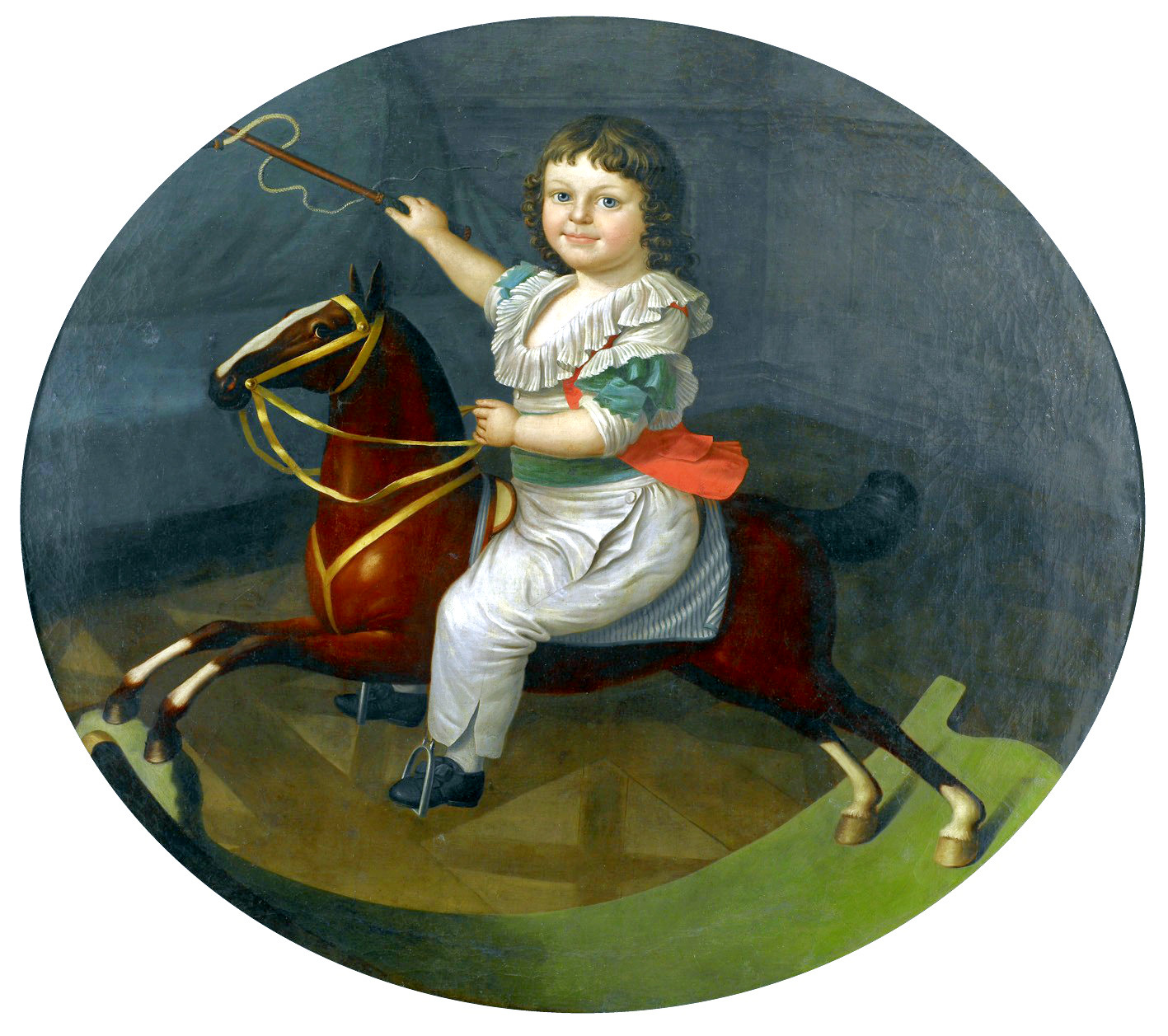
Adolph, Herzog von Dillingen

Erst einige Jahre nach dem Tod seiner Frau Wilhelmine von Schwarzburg-Rudolstadt (1751–1780) hatte Ludwig am 28. Februar 1787 Katharina „zur rechten Hand“ geheiratet. Vor dieser offiziellen Vermählung entstammten der Beziehung bereits sechs Nachkommen, die ihre Herkunft aus der zuvor am 1. September 1774 geschlossenen morganatischen Ehe („zur linken Hand“) legitimierten.
Nur der jüngste Sohn, Adolph von Ottweiler (1789–1812), kam somit als vollständig legitimer Nachkomme des Fürstenhauses zur Welt. Dementsprechend lautet der Saarbrücker Kirchenbucheintrag für Adolph Reichsgraf von Ottweiler aus dem Jahr 1789 gleichzeitig „Prinz von Nassau und Herzog von Dillingen“.
Durch die Wirren der Französischen Revolution mussten der Fürst und die Fürstin von Nassau-Saarbrücken im Jahr 1793 vor den eindringenden Revolutionstruppen fliehen und der französische Staat zog das Herzogtum Dillingen ein. Ludwig, der gesundheitlich bereits angeschlagen war, nahm Wohnsitz im Kurmainzer Exil in Aschaffenburg. Dort verstarb er 1794. Der Erbprinz Heinrich folgte ihm 1797, er hinterließ keine Nachkommen. Der Anspruch auf die nassauischen Lande fiel gemäß Erbvertrag an einen Verwandten, Karl Wilhelm von Nassau-Usingen. Ob Adolph von Ottweiler im Herzogtum Dillingen hätte sukzedieren sollen, ist unklar. Nachdem er sich im März 1812 als Freiwilliger zu Napoleons Russlandfeldzug gemeldet hatte, wurde er am 16. August 1812 in der Schlacht bei Smolensk durch einen Schulterschuss und während eines nachfolgenden Krankentransports so schwer verwundet, dass er in der Nacht vom 9./10. Dezember 1812 in Vilnius seinen Verletzungen und Erfrierungen erlag.

## Französische Revolution

### Dillingen im Ancien Régime
Die großen sozialen und politischen Umwälzungen der Französischen Revolution begannen sich schon in den 1750er Jahren bemerkbar zu machen. So kam es zu verstärkten Widersetzlichkeiten der Bauern im Dillinger Raum hinsichtlich der Erfüllung der Frondienste und der herrschaftlichen Abgaben. Um Kosten für den Neubau der Deutschordenskomturei im nahen Beckingen, die vom Kurfürsten von Köln, Clemens August I. von Bayern, in seiner Funktion als Hochmeister des Ordens angeordnet worden war, zu erwirtschaften, sollte ein Großteil des Pachtener Waldes abgeholzt werden. Daraufhin strengten die Pachtener einen Gerichtsprozess an, der zum Amt Busendorf (heute Bouzonville) verwiesen wurde. Der Pachtener Wald wurde dennoch abgeholzt; die heutige „Pachtener Heide“ entstand.
Im Jahr 1786 kam es zum Zusammengehen der Pachtener Bauern mit den Einwohnern des Nachbarortes Beckingen, um gemeinsam gegen drückende Lasten der Leibeigenschaft zu protestieren. Der Konflikt, der vor das Parlament in Metz gelangte, endete jedoch ohne spürbaren Erfolg für die Bauern. Im Folgejahr 1787 verweigerten die Pachtener Bauern Frondienste an einer Baustelle.
Nach einer vorangegangenen Kanzelankündigung im sonntäglichen Gottesdienst kam es in Pachten am 8. März 1789 und in Dillingen am Folgetag zu Volksversammlungen, bei der Beschwerdeschriften (Cahiers de Doléances) mit zahlreichen Kritikpunkten verfasst und unterschrieben wurden.
Heftig moniert wurde in der Dillinger Beschwerdeschrift die Generalfinanzpacht, mit deren Hilfe alle staatlichen Monopolabgaben eingezogen wurden. Innerhalb der Liste der staatlichen Monopole wurde besonders die sogenannte „Gabelle“, die Salzsteuer, von den Dillinger Untertanen angefeindet: „Diese Salzsteuer verteuert das Salz derart, dass sich die Armen wochenlang nicht einmal Salz für die Suppe kaufen können, dass mancher arme Familienvater über die Grenze gehen muss, um das dortige billigere Salz zu kaufen.“ Verhasst waren den Dillingern auch die weiter bestehenden Zollschranken zwischen den lothringischen und den altfranzösischen Gebieten: „Wir sind doch Untertanen des einen Königs.“ Weitere Kritikpunkte sind die Eisensteuer, die Ledersteuer, fehlende infrastrukturelle Maßnahmen (angemahnter Brücken- und Straßenbau nach Saarlouis sowie die Errichtung notwendiger Hochwasserdämme), die drückenden Frondienste, herrschaftliche Abgaben wie der neue Kartoffelzehnt, übermäßige Taubenhaltung durch die adelige Herrschaft, die dazu führe, dass den Bauern das Saatgut auf den Feldern weggepickt würde, die Sperrung der herrschaftlichen Wälder und die Abgaben für die Kirche.
Ähnliche Beschwerdepunkte werden auch im Pachtener Beschwerdebrief geäußert und noch um Kritikpunkte wie Besthaupt (Abgabe des besten oder zweitbesten Stückes Vieh beim Todes des Haushaltsvorstandes), Verkaufssteuer, Ein- und Auszugsgeld, Bannrecht (Bannwein, Bannmühle, Bannofen), Bau- und Transportfronen sowie landwirtschaftliche Hilfsdienste für die Niederlassung des Deutschen Ordens in Beckingen ergänzt. Abschließend forderten die Pachtener Einwohner die französische Regierung in ihrem Beschwerdeschreiben auf, Abhilfe hinsichtlich der angesprochenen Kritikpunkte zu schaffen und die adeligen Forderungen an sie auf ihre reale Berechtigung zu überprüfen.

### Dillingen ab 1789
Als Dillinger Delegierte für die Wahl der Abgeordneten zur französischen Nationalversammlung wurden der Tagelöhner Conrad Bernard und der Schmied Philipp Hector gewählt. In Pachten wurden als Delegierte Simon Hector und Adam Reiter gewählt.
In der französischen Nationalversammlung wurde in der Sitzung vom 4. August 1789 der Forderung der Beschwerdeschriften aus allen Provinzen Frankreichs entsprochen und alle Sonderrechte des Adels und des Klerus mit sofortiger Wirkung aufgehoben. Die Beschneidung der Feudalherrschaft wurde von der Dillinger Bevölkerung mit dem Pflanzen eines Freiheitsbaumes, Musik und Tanz sowie fröhlichem Zechen gefeiert.
In der Dillinger Papiermühle und Druckerei wurde 1790 ein Patriotischer Bericht von dem Departement der Mosel an die Einwohner auf dem Lande gedruckt, der propagandistisch die Errungenschaften der Französischen Revolution feiert. Als der Dillinger Ortspfarrer 1791 den Eid auf die revolutionäre Verfassung Frankreichs verweigerte, entzog ihm der Dillinger Gemeindevorstand den Zugang zur Kirche. Theis floh im Jahr 1792/1793 nach Trier, nachdem ihm von Revolutionsanhängern zugesetzt worden war. Bei einem Versuch, nach Dillingen zurückzukehren wurde Theis von den Franzosen verhaftet und ins rechtsrheinische Gebiet abgeschoben. Erst im Jahr 1803 wurde Theis amnestiert und konnte nach Dillingen zurückkehren.
Der Pfarrer von Pachten, Christoph Hauck, hatte im Gegensatz zu Theis den Eid auf die Revolutionsverfassung abgelegt und konnte in seiner Pfarrei in Pachten bleiben. Für zahlreiche revolutionsfeindliche katholische Einwohner galt Hauck deshalb als Verräter am Glauben. Sie boykottierten seine Sakramentenspendungen und ließen ihre Kinder in Nalbach, Düppenweiler, Bietzen oder Merzig taufen oder zur Erstkommunion gehen. Auch in der Folgezeit kam es zu Boykotten von konstitutionellen (geschworenen) Geistlichen, die nach Dillingen versetzt worden waren, durch die Bevölkerung. Kirchengeräte und Pfarrkapital wurden durch die Revolutionsbehörden eingezogen bzw. in Assignaten (Papiergeld) zwangsumgetauscht. Dillingen war 1790 der Diözese Metz unterstellt worden (nach der Eingliederung ins Königreich Preußen wurde die Pfarrei provisorisch dem Bistum Trier unterstellt. Dies wurde 1821 durch die päpstliche Bulle „De salute animarum“ bestätigt).
Die noch bestehenden Feudalrechte auf den Ländereien, die den Dillinger Bauern vom Fürsten von Nassau-Saarbrücken zugeteilt worden waren, wurden immer kritischer hinterfragt. So ließ man über den Abgeordneten Lasalle im Jahr 1791 bei der französischen Regierung in Paris nachfragen, ob diese Rechte noch Geltung hätten. Dabei wurde ihnen mitgeteilt, dass dies noch so sei. Das heißt, dass auch noch im Jahr 1791 Abgaben an den Fürsten geleistet wurden.
Erst unter dem massiven Druck der Bevölkerung verfügte Fürst Ludwig von Nassau-Saarbrücken und Herzog zu Dillingen am 20. Januar 1793 die Abschaffung der Leibeigenschaft sowie eine Minderung der Feudallasten und hoffte, damit seine Herrschaft noch sichern zu können: „Da wir nun durch gegenwärtige Erlasse und Erleichterungen den Untertanen den deutlichsten Beweis Unserere Landesväterlichen Liebe geben, so halten Wir Uns auch im Voraus versichert, daß dieselben sich hierdurch zur ferneren, schuldigen Treue, Vertrauen und Ergebenheit gegen Uns und Unser Fürstliches Haus werden verbunden erachten und zum Wohlstand des Landes alles, was an ihnen liegt, mit allen Kräften beitragen.“
Noch im selben Jahr flohen der gesundheitlich angeschlagene Ludwig und seine Frau Katharina im Mai vor der Französischen Revolution ins Kurmainzer Exil nach Aschaffenburg. Dort verstarb Ludwig im Jahr 1794. Seine sterblichen Überreste wurden in der Schlosskirche zu Usingen beigesetzt. Herzogin Katharina von Dillingen starb im Jahr 1829 in Mannheim. Der französische Staat zog das Herzogtum Dillingen ein. Der Gutsbesitz wurde verpachtet.
Verwaltungsmäßig wurden Dillingen und Pachten zunächst dem Kanton Beckingen (später zum Kanton Rehlingen), zum Arrondissement Diedenhofen (heute Thionville) und zum Moseldépartement mit der Hauptstadt Metz zugeordnet. Zeitweilig, vor der Bildung der Arrondissements, gab es noch eine Distriktsverwaltung in Saarlouis, der in Dillingen Verwaltungsrechte zustanden. Diefflen, als Teil des Nalbacher Tales, gehörte zum Kanton Lebach, zum Arrondissement Saarbrücken und zum Saardépartement mit der Hauptstadt Trier.

### Dillingen in den Revolutionskriegen
Mit dem Ausbruch der Koalitionskriege 1792 und der Kriegserklärung des revolutionären Frankreich an Österreich und Preußen wurde das Dillinger Gebiet zeitweilig zum Kriegsschauplatz. Preußen und Österreich, die sich bereits 1791 mit der Pillnitzer Deklaration zu einem gemeinsamen Vorgehen gegen das revolutionäre Frankreich entschlossen hatten, rückten an, mussten sich aber nach der Kanonade bei Valmy wieder über die Reichsgrenzen zurückziehen. Dabei belagerten österreichische Truppen im Dillinger Umland (Nalbacher Tal, Düppenweiler, Lebach) die französischen Stellungen und die Festung Saarlouis. Einzelne Vorstöße wurden auch gegen Dillingen unternommen. Als die Österreicher in Dillingen befahlen, den revolutionären Freiheitsbaum umzuhauen, erschoss ein Dillinger Republikaner einen österreichischen Soldaten. Der Täter wurde entdeckt und sofort hingerichtet.
Bei der Besetzung Dillingens durch die Österreicher kam es zu Zerstörungen in der Dillinger Hütte, die als französischer Rüstungsbetrieb demoliert wurde, und der Papiermühle.
Im Zuge der sogenannten „Levée en masse“, die während des Ersten Koalitionskrieges in Frankreich eingeführt wurde, wurden die jungen Männer Dillingens im Alter von 15 bis 35 Jahren in die französische Revolutionsarmee eingezogen. Daraufhin emigrierten ca. 40 junge Dillinger sofort. Die übrigen Gezogenen wurden nach Pfalzburg (heute Phalsbourg / Département Moselle) verbracht, wo einigen die Flucht gelang. Die scharmützelhaften Kämpfe zwischen Franzosen und Österreichern zogen sich im Dillinger Raum bis zum Jahr 1794 hin.
Erst im Juli 1794 gelang den Franzosen der Durchbruch bis an den Rhein. Im Zusammenhang mit den religionspolitischen Bestrebungen des Jahres 1793, das Christentum abzuschaffen, wurde am 8. Juni 1794 im nahen Saarlouis das Fest der Göttin der Vernunft begangen. In Dillingen kam es zur Schändung des Missionskreuzes durch Auswärtige.
Am 17. Oktober 1797 wurde Diefflen, als Teil des Nalbacher Tales, wie alle linksrheinischen Territorien in einem geheimen Zusatzartikel des Friedensvertrages von Campo Formio, der zwischen Frankreich, vertreten durch Napoléon Bonaparte, und dem römisch-deutschen Kaiser Franz II. geschlossen wurde, Frankreich zugeschlagen.
Der Friede beendete den am 20. April 1792 von Frankreich begonnenen Ersten Koalitionskrieg. Eine offizielle Regelung dieser Grenzverschiebung wurde auf dem Rastatter Kongress (9. Dezember 1797 bis 23. April 1799) getroffen, der jedoch aufgrund des Ausbruches des Zweiten Koalitionskrieges nicht regulär beendet wurde.
Dillingen, Pachten und Diefflen wurden nach der Eroberung der linksrheinischen deutschen Territorien durch die französischen Revolutionsarmeen im Jahr 1794 ab dem Jahr 1798 Teil des neugeschaffenen Département de la Sarre (dt. Saardepartement). Völkerrechtlich erfolgte die Abtretung durch den Frieden von Lunéville am 9. Februar 1801. Das Saardepartement erstreckte sich von der Nordeifel bei Blankenheim bis in das heutige Saarland. Der größte Teil des 4935 Quadratkilometer umfassenden Gebietes gehörte zuvor zum Kurfürstentum Trier. Innerhalb des Saardepartements gehörte das heute Dillinger Stadtgebiet zum Arrondissement Saarbrücken und zum Kanton Lebach. Die Präfektur des Département de la Sarre befand sich in Trier.

## 19. Jahrhundert

### Angliederung an das Königreich Preußen
In der Silvesternacht 1813/1814 war es dem preußischen Generalfeldmarschall Gebhard Leberecht von Blücher gelungen, in Höhe der Burg Pfalzgrafenstein den Rhein mit rund 50.000 preußischen und russischen Soldaten zu überqueren. Mit dieser Aktion begann das Ende der napoleonischen Herrschaft über Dillingen. In seiner Schrift „An die Bewohner des linken Rheinufers“ vom 1. Januar 1818 machte Blücher der Bevölkerung die neue politische Situation unmissverständlich und drastisch klar: „Ich werde euer Eigenthum sichern. Jeder Bürger, jeder Landmann bleibe ruhig in seiner Wohnung, jeder Beamte an seinem Platz, und setze ungestört seine Dienstverrichtung fort. Von dem Augenblick des Einrückens der verbündeten Truppen muß jedoch alle Verbindung mit dem französischen Reiche aufhören. Wer sich dieser Anordnung nicht fügt, begeht Verrath an den verbündeten Mächten, wird vor ein Militairgericht gestellt und erleidet die Todesstrafe.“
Bereits am 11. Januar 1814 war Blücher bis zur Saar vorgestoßen und hatte die Franzosen unter Marschall Auguste Frédéric Louis Viesse de Marmont zur Flucht gezwungen. Durch den Vormarsch der preußischen Truppen wurde auch die durch das heutige Dillinger Stadtgebiet verlaufende französische Telegraphenlinie von Metz nach Mainz unterbrochen.
Nachdem Napoleon Bonaparte zur Abdankung gezwungen worden war, wurde mit dem Bourbonen Ludwig XVIII. der erste Pariser Frieden am 31. Mai 1814 geschlossen, laut dessen Bestimmungen Frankreich auf die Staatsgrenzen von 1792 beschränkt wurde. Das deutschsprachige Dillingen und Pachten sollten demnach bei Frankreich verbleiben.

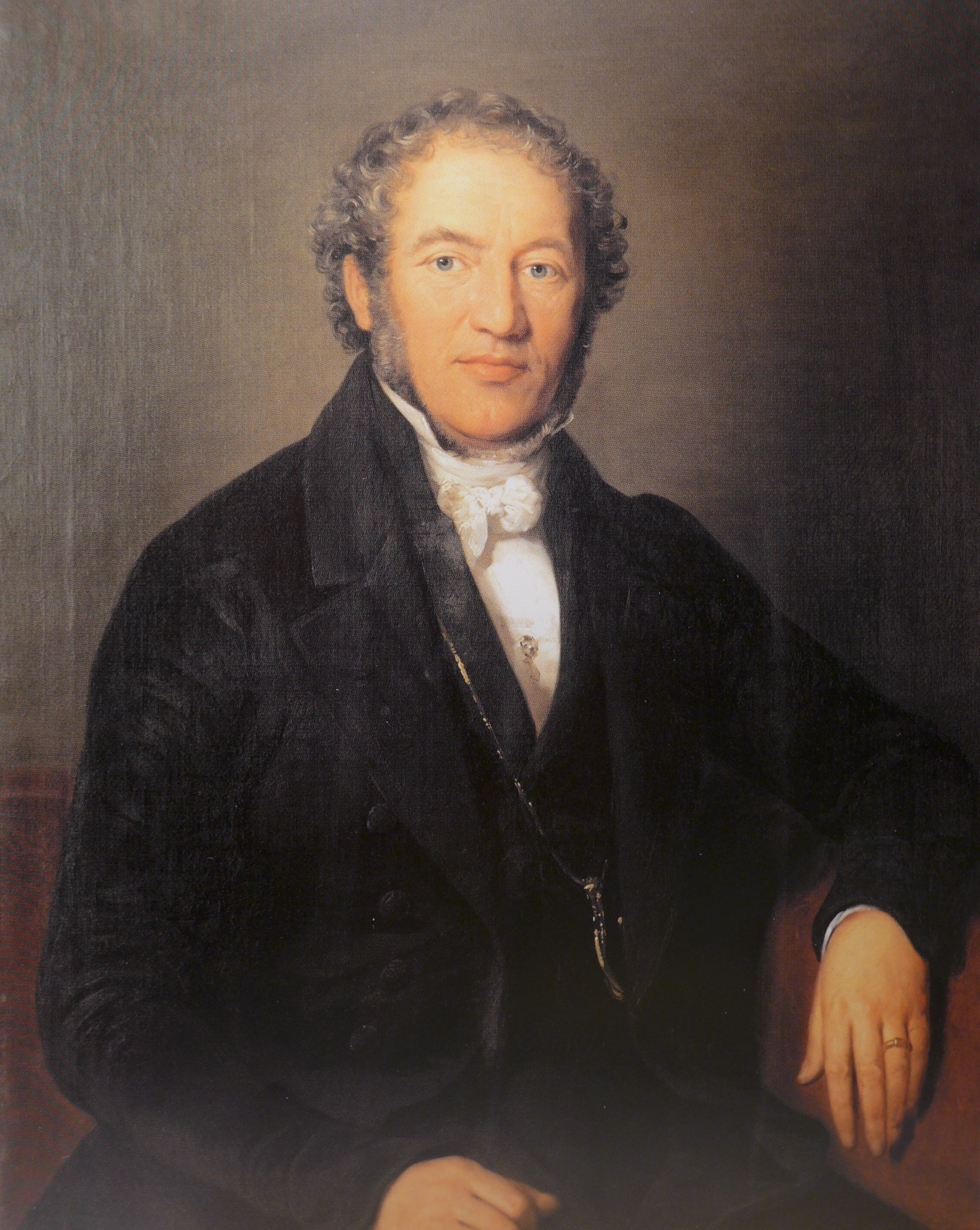
Heinrich Böcking (1785–1862), Initiator des Übergangs Dillingens an das Königreich Preußen, Gemälde von Louis Krevel, ca. um 1830, Katalogbestand des Saarland-Museums

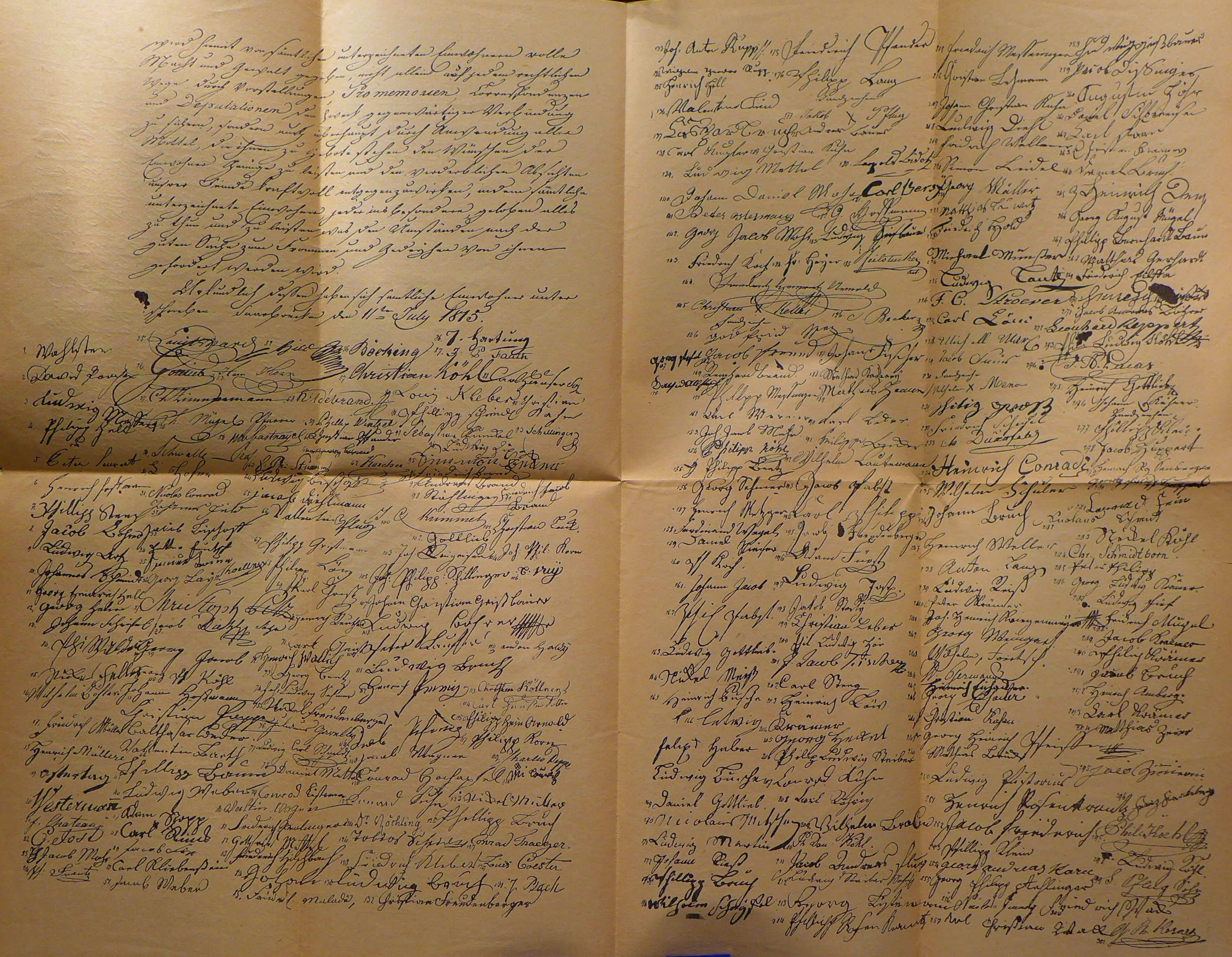
Unterschriftenaktion von Bürgern aus Saarbrücken und St. Johann an der Saar vom 11. Juli 1815 zum Anschluss der Saartalorte an das Königreich Preußen (Innenblatt)

Nach der Rückkehr Napoleons und dessen endgültiger Niederlage bei Waterloo am 18. Juni 1815 sowie seiner Verbannung auf die Insel St. Helena wurden im Zweiten Pariser Frieden Dillingen und Pachten von Frankreich abgetrennt und an das Königreich Preußen (Rheinprovinz) übergeben.
Dabei hatten mehrere Bittschriften von Kaufleuten aus Saarbrücken und St. Johann und eine Unterschriftenaktion unter Federführung des Saarbrücker Bürgermeisters Heinrich Böcking, die den Anschluss der Saarorte an das Königreich Preußen zum Ziel hatten, einen nicht unerheblichen Anteil.
Als im Zuge der Befreiungskriege 1814/15 die Frage der künftigen staatlichen Zugehörigkeit der Saarorte diskutiert wurde, war Böcking neben Philipp Fauth der herausragendste Verfechter einer Angliederung an Preußen. So gehörte Böcking verschiedenen Delegationen an, insbesondere der im Sommer 1815 zur Pariser Friedenskonferenz entsandten Deputation. Mit dem Unterhändler Preußens in den Pariser Friedensverhandlungen im Jahre 1815, Karl August Freiherr von Hardenberg, stand man in engstem Kontakt.
Im Artikel I, Absatz 1 des Zweiten Pariser Friedens wurde der Grenzverlauf dementsprechend definiert und am 20. November 1815 von König Friedrich Wilhelm III. von Preußen, Kaiser Franz I. von Österreich und Zar Alexander I. von Russland paraphiert:

„Von Perle läuft sie durch Launsdorf, Wallwick, Schardorff, Niederweiling, Pellweiler, so daß alle diese Ortschaften mit ihren Kirchspielen bey Frankreich verbleiben, bis nach Houvre, und folgt sodann den ehemahligen Gränzen des Fürstenthums Saarbrücken, dergestalt, daß Saar-Louis, und der Lauf der Saar mit den zur Rechten der oben bezeichneten Linie liegenden Ortschaften und ihren Kirchspielen außerhalb der Französischen Gränze bleiben. Von den Gränzen des ehemahligen Fürstenthums Saarbrücken bleibt die Demarcations-Linie die nähmliche, die gegenwärtig Deutschland von den Departements der Mosel und des Nieder-Rheins scheidet, bis an die Lauter, welche ferner bis an ihren Ausfluß in den Rhein die Gränze bildet. Das gesammte Gebieth am linken Ufer der Lauter, mit Inbegriff der Festung Landau, wird mit Deutschland vereiniget. Jedoch bleibt die Stadt Weißenburg, welche von diesem Fluße durchschnitten wird, ganz bey Frankreich, mit einem Umkreise von nicht mehr als tausend Französischen Klaftern auf dem linken Ufer der Lauter, welche die zur bevorstehenden Abgränzung zu ernennende Commission näher bestimmen wird.“

Am 30. November 1815 erfolgte durch einen offiziellen Festakt der preußischen Regierung in der Saarbrücker Ludwigskirche die feierliche Besitzergreifung der Saarorte durch den königlich-preußischen Kommissarius Mathias Simon im Auftrag König Friedrich Wilhelms III.
Während eines Aufenthaltes in Saarbrücken erteilte der Staatskanzler Karl August von Hardenberg am 27. November 1815 dem in preußischen Diensten stehenden Oberappellationsrat Mathias Simon, der bisher in Trier als Richter fungiert hatte, die Vollmacht, das neue Gebiet unter dem Titel Großherzogtum Niederrhein für Preußen in Besitz zu nehmen. Dillingen, Pachten (ohne Diefflen) wurden von Simon zusammen mit dem Umland der Festung Saarlouis am 2. Dezember 1815 im Rahmen einer Feier in der Saarlouiser Kirche St. Ludwig in Besitz des preußischen Königs Friedrich Wilhelm III. genommen:

„Ich Endes Unterschriebener, Königlich-Preußischer Oberappelations-Rath im Grosherzogthum Niederrhein, Kraft vorstehender Vollmacht, Königlich Preußischer Kommissarius, zur Besitz-Ergreifung der von Frankreich an Preußen abgetretenen Gebiete, Oerter und Plätze, und bis zur definitiven Organisation mit der Oberverwaltung dieser Gebiete, Oerter und Plätze, beauftraget.

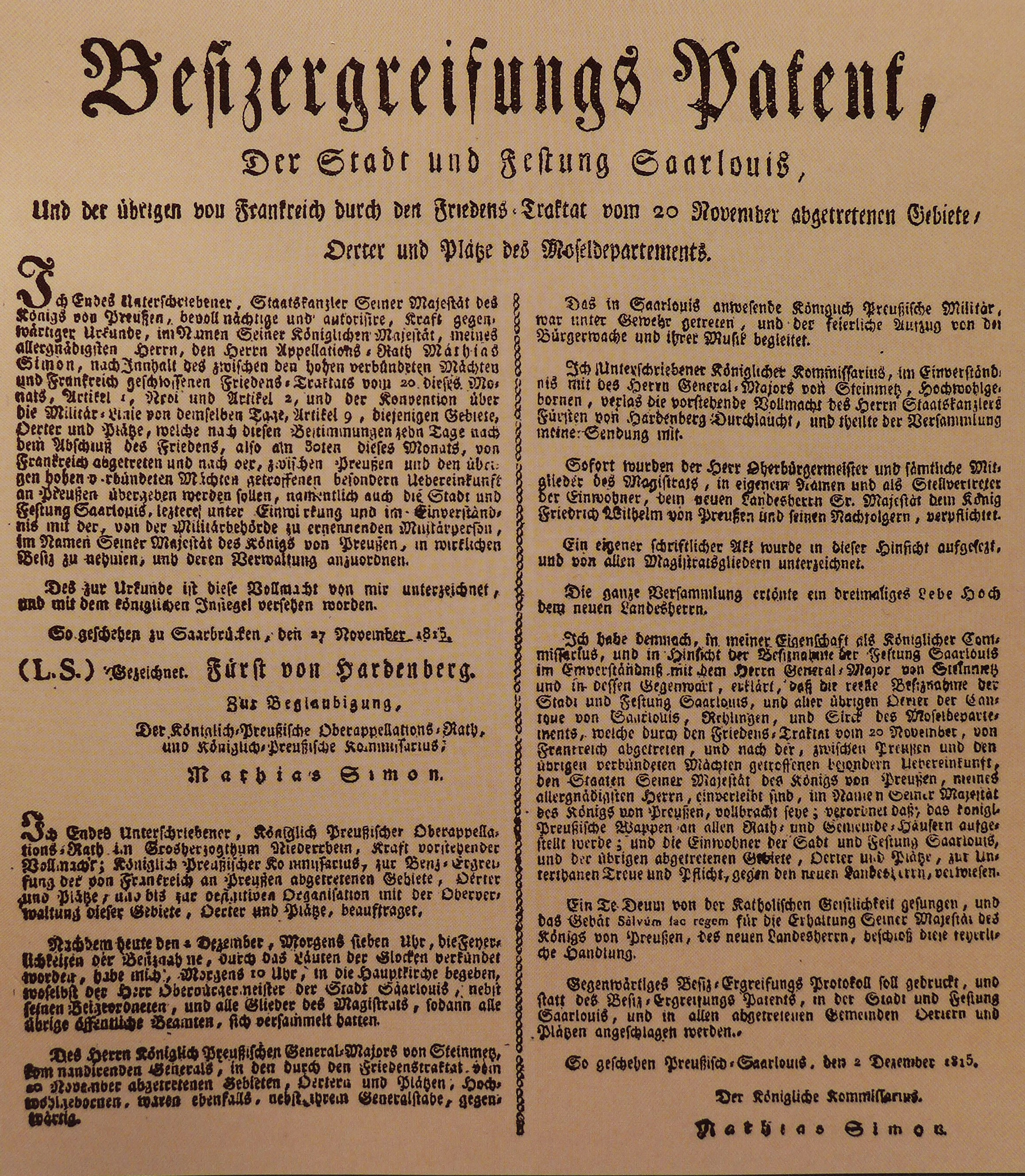
Besitzergreifungspatent der Stadt und Festung Saarlouis und der übrigen von Frankreich durch den Friedens-Traktat vom 20. November abgetrennten Gebiete, Oerter und Plätze des Moseldepartements vom 2. Dezember 1815 (Kreisarchiv Saarlouis)

Nachdem heute den 2 Dezember, Morgens sieben Uhr, die Feyerlichkeiten der Besitznahme, durch das Läuten der Glocken verkündet worden, habe (ich) mich um 10 Uhr, in die Hauptkirche begeben, woselbst der Herr Oberbürgermeister der Stadt Saarlouis, nebst seinen Beigeordneten, und alle Glieder des Magistrats, sodann alle übrigen öffentlichen Beamten, sich versammelt hatten.
Des Herrn Königlich Preußischen General-Majors von Steinmetz, kommandierenden Generals, in den durch den Friedenstraktat vom 20 November abgetretenen Gebieten, Oertern und Plätzen, Hochwohlgebornen, waren ebenfalls, nebst ihrem Generalstabe, gegenwärtig.
Das in Saarlouis anwesende Königlich Preußische Militär, war unter Gewehr getreten, und der feierliche Aufzug von der Bürgerwache und ihrer Musik begleitet.
Ich Unterschriebener Königlicher-Kommissarius, im Einverständnis mit des Herrn General-Majors von Steinmetz, Hochwohlgebornen, verlas die vorstehende Vollmacht des Herrn Staatskanzlers Fürsten von Hardenberg Durchlaucht, und theilte der Versammlung meine Sendung mit.
Sofort wurden der Herr Oberbürgermeister und sämtliche Mitglieder des Magistrats, in eigenem Namen und als Stellvertreter der Einwohner, dem neuen Landesherrn Sr. Majestät dem König Friedrich Wilhelm von Preußen und seinen Nachfolgern, verpflichtet.
Ein eigener schriftlicher Akt wurde in dieser Hinsicht aufgesetzt, und von allen Magistratsmitgliedern unterzeichnet.
Die ganze Versammlung ertönte ein dreimaliges Lebe-Hoch dem neuen Landesherrn.
Ich habe demnach, in meiner Eigenschaft als Königlicher Kommissarius, und in Hinsicht der Besitznahme der Festung Saarlouis im Einverständniß mit dem Herrn General-Major von Steinmetz und dessen Gegenwart, erklärt, daß die reelle Besitznahme der Stadt und Festung Saarlouis, und aller übrigen Oerter der Kantone von Saarlouis und Rehlingen, und Sirck des Moseldepartements, welche durch den Friedens-Traktat vom 20 November, von Frankreich abgetreten, und nach der, zwischen Preußen und den übrigen verbündeten Mächten getroffenen besondern Uebereinkunft, den Staaten Sr. Majestät des Königs von Preußen, meines allergnädigsten Herrn, einverleibt sind, im Namen Seiner Majestät des Königs von Preußen, vollbracht seye; verordnet, daß das königl. Preußische Wappen an allen Rath- und Gemeinde-Häusern aufgestellt werde; und die Einwohner der Stadt und Festung Saarlouis, und der übrigen abgetretenen Gebiete, Oerter und Plätze, zur Unterthanen Treue und Pflicht, gegen den neuen Landesherrn, verwiesen.
Ein Te Deum von der katholischen Geistlichkeit gesungen, und das Gebät Salvum fac regem für die Erhaltung Seiner Majestät des Königs von Preußen, des neuen Landesherrn, beschloß diese feyerliche Handlung.
Gegenwärtige Besitz-Ergreifungs Protokoll soll gedruckt, und statt des Besitz-Ergreifungs Patents, in der Stadt und Festung Saarlouis, und in allen abgetretenen Gemeinden, Oertern und Plätzen angeschlagen werden.
So geschehen Preußisch-Saarlouis, den 2 Dezember 1815. Der Königliche Kommissarius Mathias Simon“

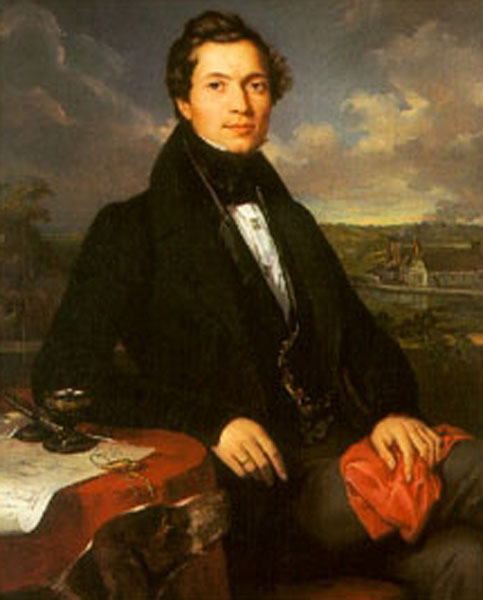
Carl Friedrich Stumm (1798–1848), Gemälde von Louis Krevel (1801–1876) aus dem Jahr 1836

Der preußische König Friedrich Wilhelm III. besuchte im August 1817 persönlich Dillingen und unterstützte die Dillinger Hütte in Zusammenarbeit mit dem preußischen Staatskanzler Karl August Freiherr von Hardenberg bei der Materialbeschaffung. Beide betrieben den wirtschaftlichen Einstieg der Familie Stumm im Jahr 1818 bei den Hüttenwerken, um die hohe französische Kapitalbeteiligung bei dem nun preußisch gewordenen Unternehmen massiv einzuschränken. Bis zum Jahr 1828 gelang Carl Friedrich Stumm eine 60-prozentige Beteiligung am Dillinger Unternehmen.

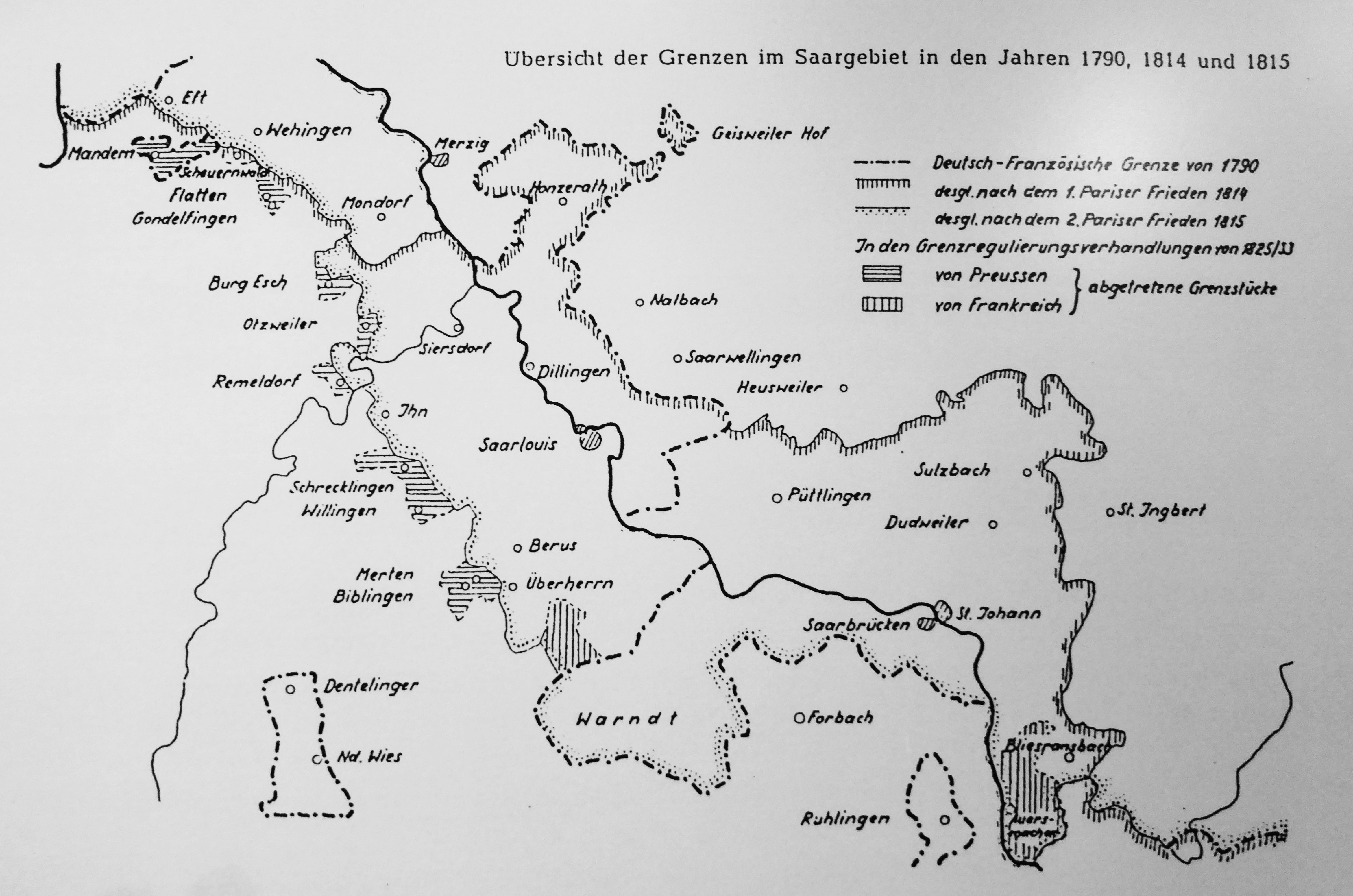
Historische Grenzziehungen im Dillinger Umland

Im Jahr 1816 wurde das heutige Stadtgebiet Dillingens in den neugegründeten preußischen Landkreis Saarlouis eingegliedert.

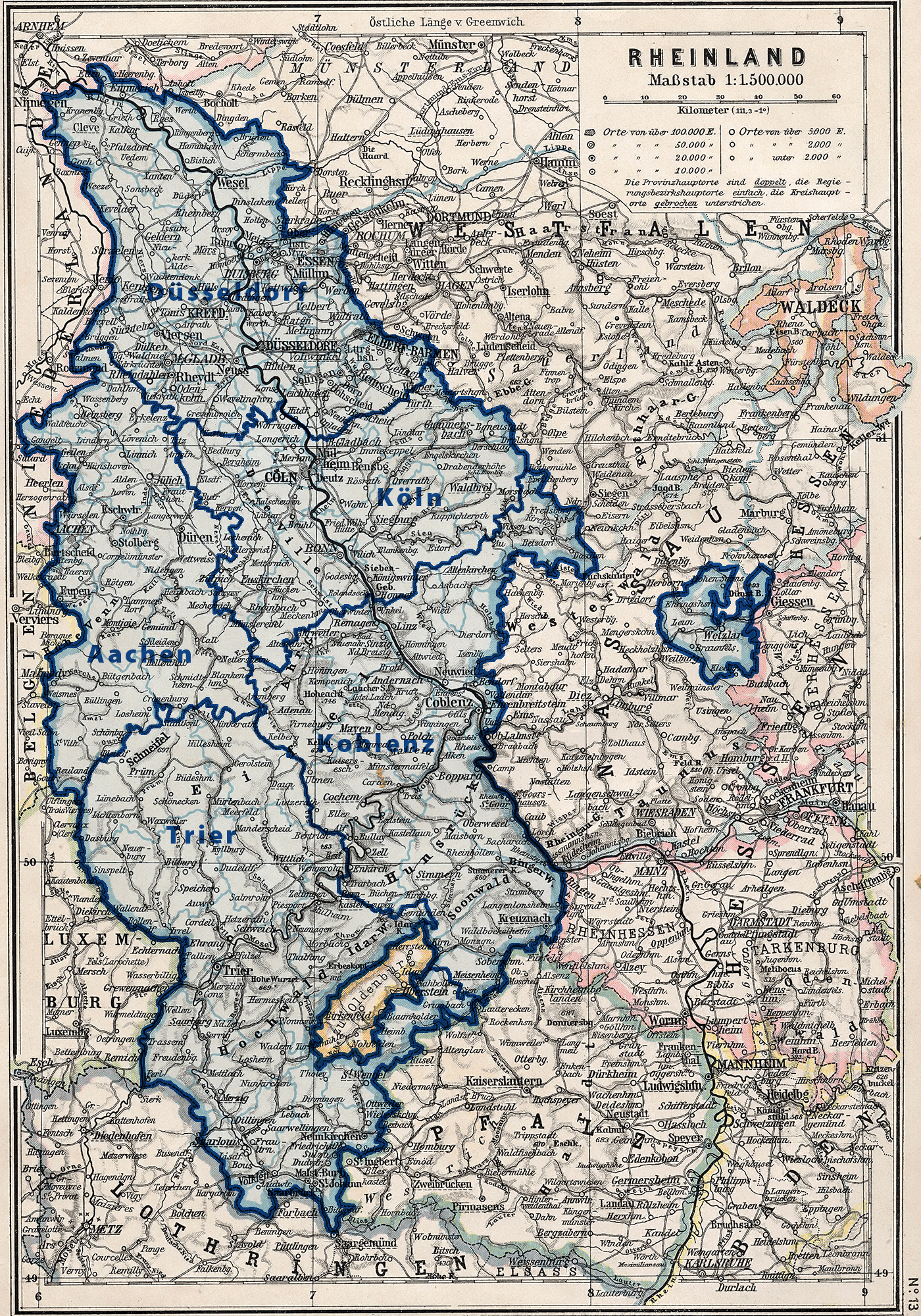
Lage Dillingens innerhalb der Rheinprovinz, Regierungsbezirk Trier, Karte von 1905

Diefflen, das zur Bürgermeisterei Nalbach gehörte, war durch den ersten Pariser Frieden nicht mehr Teil Frankreichs. Es unterstand einer österreichisch-bayerischen Landesadministrationskommission, die am 16. Januar 1814 mit Sitz in Kreuznach installiert worden war. Dies war als Provisorium gedacht, da noch nicht abschließend geklärt war, welcher Macht Diefflen als Teil der zurückgewonnenen linksrheinischen deutschen Gebiete zufallen sollte. Das bedeutete, dass die östliche Banngrenze von Dillingen und Pachten und die westliche Banngrenze von Diefflen für mehr als ein Jahr zugleich Staatsgrenze war.
Diefflen, als Teil des Nalbacher Tales, kam am 1. Juli 1816 vom Kreis Ottweiler zum Kreis Saarlouis unter preußische Verwaltung. Am selben Tag waren die Dieffler Einwohner zusammen mit allen Einwohnern des Nalbacher Tales aus der Untertänigkeit des Kaisers von Österreich entlassen und dem König von Preußen unterstellt worden.
Laut Volkszählung des Jahres 1821 hatte Diefflen 83 Häuser, 89 Haushaltungen und 455 Einwohner.
Von 1821 bis 1829 wurde Diefflen von der Bürgermeisterei Fraulautern aus in Personalunion verwaltet, da die aus sechs Dörfern bestehende Samtgemeinde Nalbacher Tal (als Rechtsform 1815 gegründet) die Verwaltungskosten für das Bürgermeisteramt nicht aufbringen konnte. Ab 1830 ging die Bürgermeisterverwaltung des Nalbacher Tales von Fraulautern an Saarwellingen (Personalunion) über und dauerte bis zum 31. Dezember 1899 an.

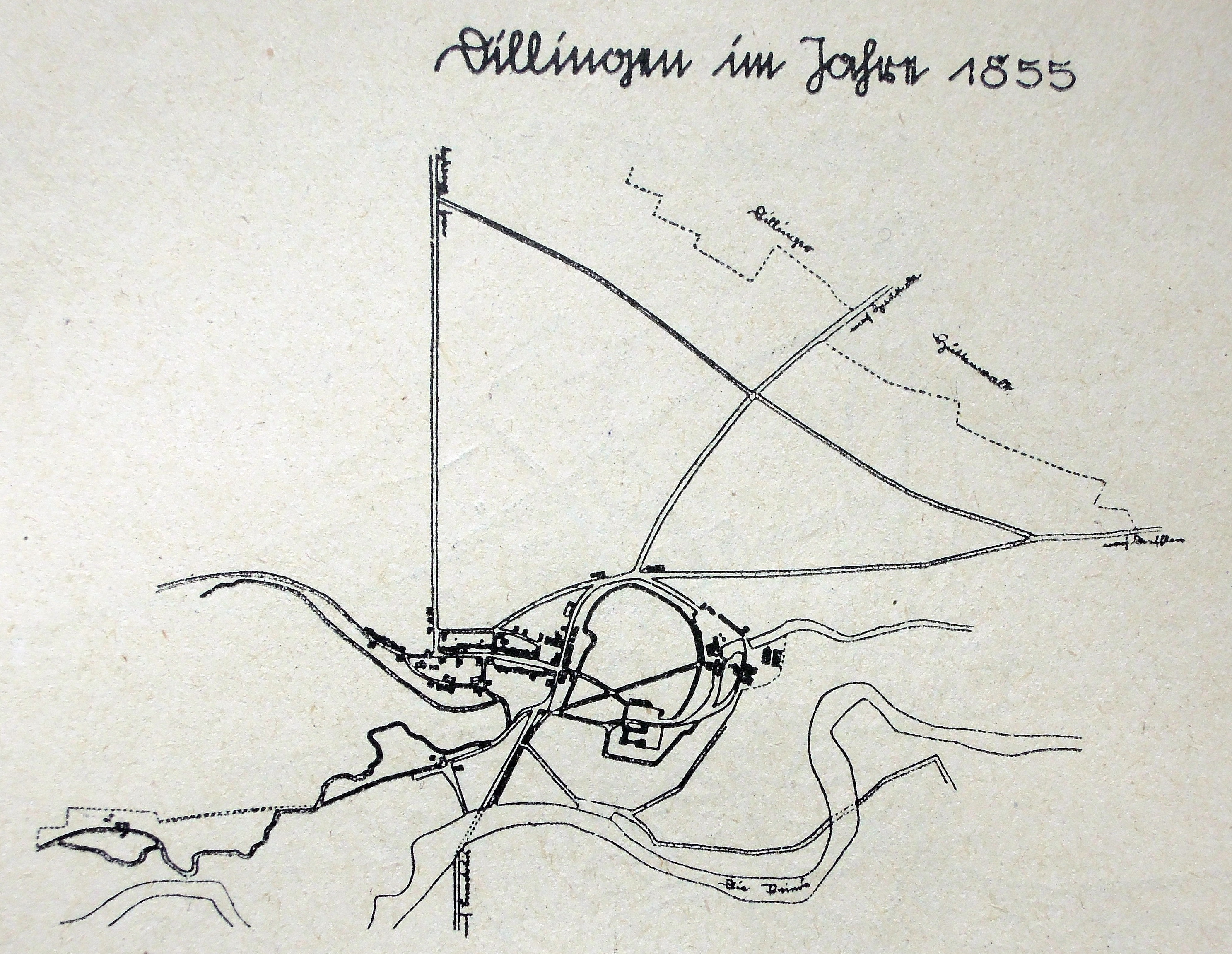
Dillingen im Jahr 1855

Am 25. April 1854 kam es durch die drei Dieffler Mitglieder des Samtgemeinderates der Samtgemeinde Nalbacher Tal zur Beantragung der Auflösung der Samtgemeinde und die Trennung ihrer Ländereien. Ebenfalls wurde dies durch ein Gesuch an den Regierungspräsidenten in Trier begründet: „Die Armut der Ortschaften ist zum Spott und Sprichwort der Umgegend geworden. Weil alles noch gemeinschaftlich ist, erfolgt keine Veredelung des Landes und der Gewinn sei daher sehr gering, auch ruhe kein Segen darauf (...) Weil Reichtum der höchste Segen des Lebens ist, würde durch ihn die Armut aus dem Lande gejagt und dadurch Moral und Sittlichkeit veredelt und der Ort Diefeln (sic!) in die Situation gestellt, sich aus dem Staube zu erheben“.
Die Gemeindetrennung wurde daraufhin am 1. September 1854 mit 7 gegen 2 Stimmen der Nalbacher Samtgemeinderatsmitglieder beschlossen und am 16. Juni 1858 durch den König von Preußen, Friedrich Wilhelm IV., auf Schloss Babelsberg genehmigt. Die bürgermeisteramtliche Verwaltung blieb allerdings in Nalbach bzw. bis 1899 in Saarwellingen. (Erst 1969 erfolgte die bürgermeisteramtliche Trennung von Nalbach und die Angliederung an die Stadt Dillingen Saar.)
Zu Beginn des 19. Jahrhunderts war die Infrastruktur in einem schlechten Zustand. Auch die wirtschaftliche Entwicklung der Dillinger Hütte wird vom preußischen Baumeister Karl Friedrich Schinkel, der im April 1826 das Saartal bereiste, kritisch bewertet:

„Bei Dillingen sahen wir auf der Fortsetzung unserer Reise ein Walzwerk, wo eine große Masse von Eisen- und Kupferblechen zwischen schön abgedrehten ungeheuren Walzen gefertigt wird, sonst befand sich das große Werk sehr in der Kindheit.“

Erst im Jahr 1840 wurde eine steinerne Primsbrücke errichtet. Mit der Straßenpflasterung begann man in den 1860er Jahren. Der Übergang über die Saar war im Gemeindegebiet durch eine Furt und eine Fähre gewährleistet. Die nächste Saarbrücke befand sich in Saarlouis. Verzögert durch den Ersten Weltkrieg konnte die erste Saarbrücke erst im Jahr 1929 durch Sir Ernest Wilton, den britischen Präsidenten der Regierungskommission des Saargebietes, dem Verkehr übergeben werden.

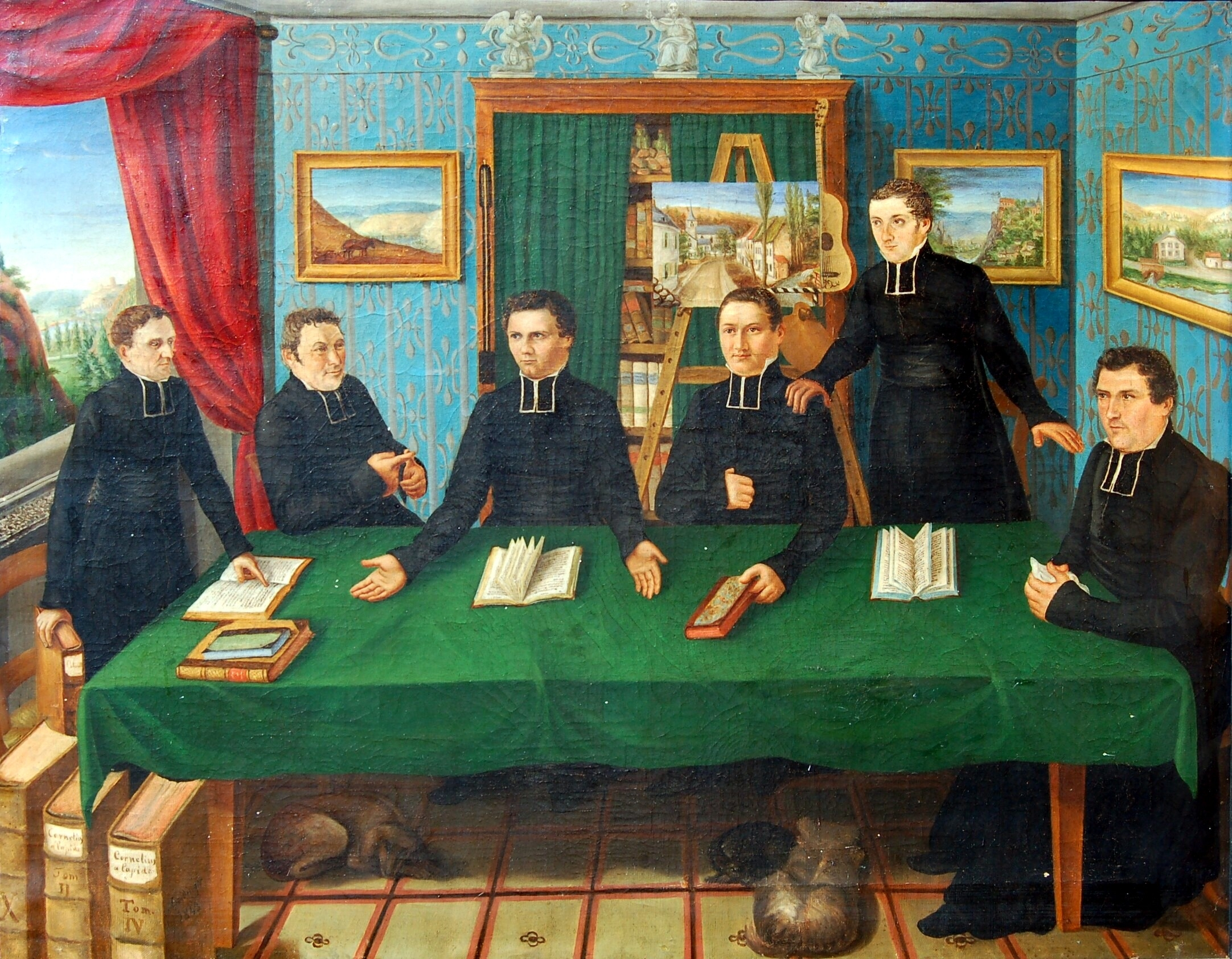
Franz Xaver Leidinger (1810–1890): Konferenz von Pastor Philipp Schmitt (3. v. l.) mit Amtskollegen aus dem Saartal (1843, 84 cm × 63 cm, Pfarrhaus Beckingen)

Zur Jahrhundertmitte beschreibt der Dillinger Pfarrer Philipp Schmitt die Gemeinde folgendermaßen: „Dillingen liegt in einer sehr schönen Gegend der Prims, über welche hier eine steinerne Brücke führt, nicht fern von ihrer Mündung. Es zählt 1.305 Einwohner und hat zwei Schulen. Das Dorf ist berühmt wegen seiner beiden großen Fabriken. Diese werden durch einen aus der Prims abgeleiteten Kanal betrieben und beschäftigen jede gegen 200 Menschen. Ihre Produkte gehen durch das ganze Gebiet des deutschen Zollvereins. Beide Fabriken gehören anonymen Gesellschaften. Die Blechfabrik besteht seit 1685. Sie verkauft Schwarzblech und Weißblech und bereitet sich ihre Eisen sowie ihre Maschinen selbst. Sie hat Hilfswerkstätten zu Geislautern, Bettingen und Münchweiler, welche derselben Gesellschaft gehören. Die Papierfabrik besteht seit 1758, bereitet das schönste Papier in Deutschland, liefert täglich 400 Ries und versendet es bis Königsberg und Krakau. Ein sehr schöner Punkt in Dillingen ist der Heiligenberg. Nirgendwo stellt sich dem Blicke das Tal der Saar und der Prims so schön dar wie hier. Man sieht von dieser kleinen Anhöhe 20 Ortschaften und die Saar zeigt sich achtmal.“

### Dillingen während des Deutsch-Französischen Krieges

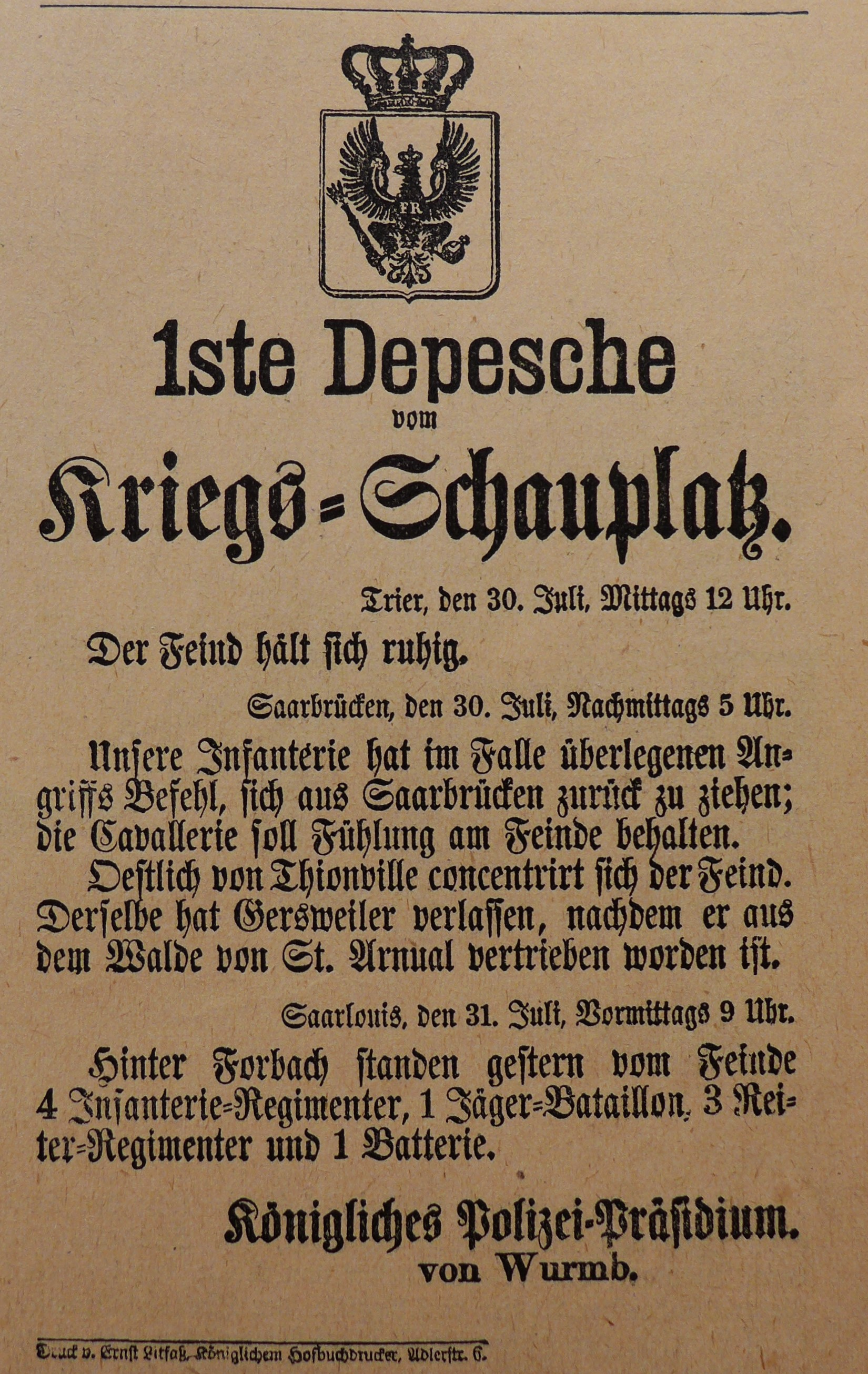
Erste Kriegsdepesche zu den Kriegsereignissen in der unmittelbaren Umgebung Dillingens, 30./31. Juli 1870, Druck von Ernst Litfaß

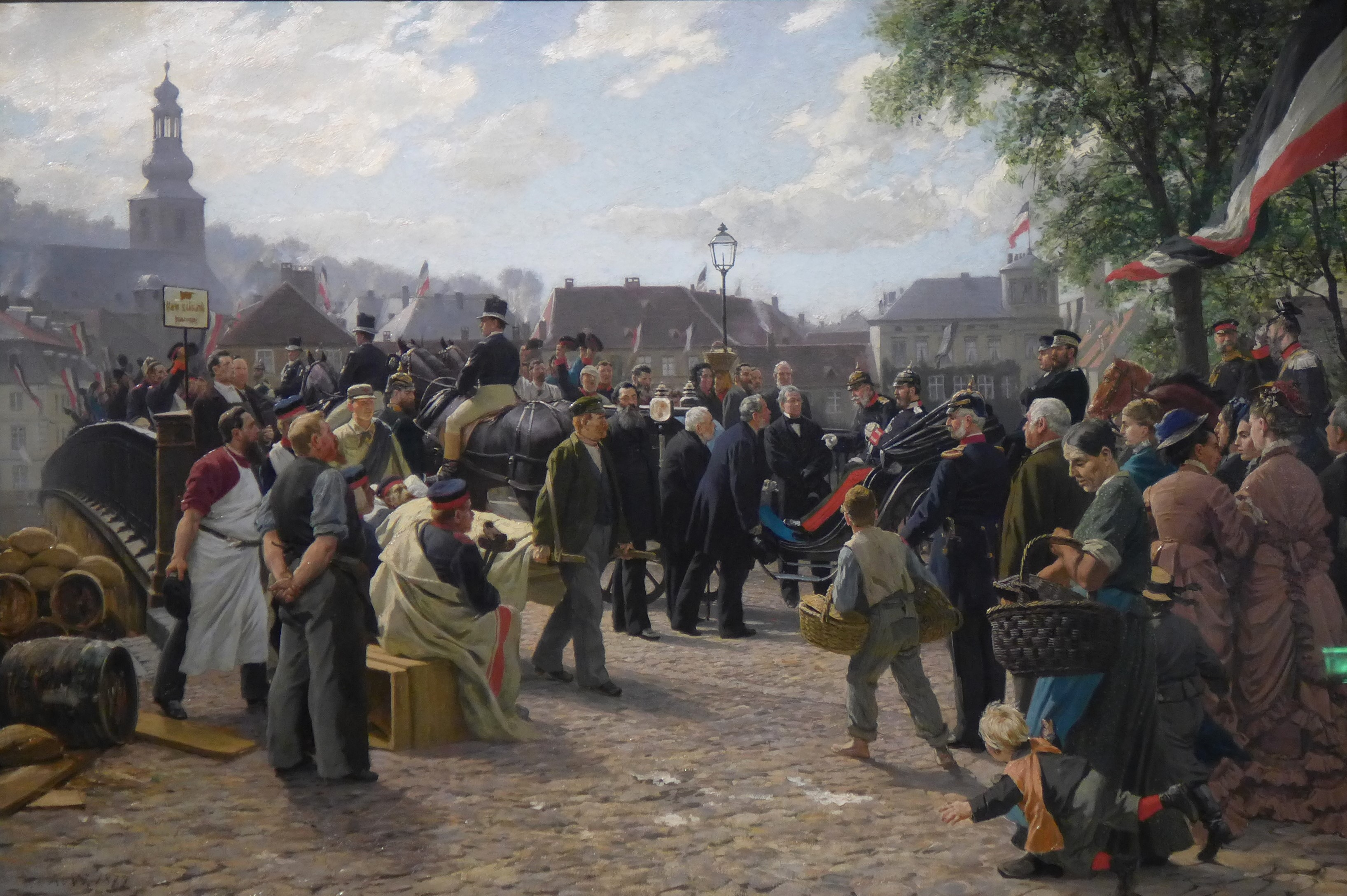
Anton von Werner, Farbskizze zum Saarbrücker Rathauszyklus „Ankunft König Wilhelms I. in Saarbrücken am 9. August 1870“, Saarbrücken und St. Johann waren zu Beginn des Deutsch-Französischen Krieges von den Franzosen besetzt worden. Drei Tage nach der Erstürmung der Spicherer Höhen durch die Truppen des Norddeutschen Bundes in der Schlacht bei Spichern zog der preußische König Wilhelm I. siegreich über die Alte Brücke in Saarbrücken ein. Damit war die unmittelbare Kriegsgefahr für Dillingen und die übrigen Saarorte gebannt (Deutsches Historisches Museum, Zeughaus, Berlin)

Der Deutsch-Französische Krieg von 1870 bis 1871, eine militärische Auseinandersetzung zwischen Frankreich einerseits und dem Norddeutschen Bund unter der Führung Preußens sowie den mit ihm verbündeten süddeutschen Staaten Bayern, Württemberg, Baden und Hessen-Darmstadt andererseits, brachte weitreichende Folgen für Dillingen.
Auslöser war der Streit zwischen Frankreich und Preußen um die Frage der spanischen Thronkandidatur eines Hohenzollernprinzen. Der preußische Ministerpräsident Otto von Bismarck ließ die Emser Depesche, mit der er darüber informiert worden war, dass König Wilhelm I. französische Forderungen abgelehnt hatte, in provokant verkürzter Form veröffentlichen. Dies erregte auf beiden Seiten nationalistische Empörung und veranlasste den französischen Kaiser Napoleon III. am 19. Juli 1870 zur Kriegserklärung an Preußen.
Unmittelbar nach Bekanntwerden der Kriegserklärung kam es in Dillingen und den übrigen Orten des Saartales zu Hamsterkäufen der Bevölkerung und einem enormen Preisauftrieb. Ab dem 20./21. Juli wurde das Saarlouiser Landratsamt wegen der Kriegsgefahr durch Landrat Heinrich Friedrich von Selasinsky nach Dillingen verlegt.
Die Bevölkerung Dillingens, Pachtens und Diefflens durchlebte in den Jahren 1870/71 und auch darüber hinaus eine harte Zeit. Während im Frühsommer 1870 eine große Dürre den landwirtschaftlichen Ertrag großen Schaden zufügte, verdarb eine anschließende Nässephase die herbstliche Kartoffelernte.
Dazu kamen die kriegsbedingten Forderungen des Militärs nach Fuhrengestellung, Vorspannleitungen und Biwakplätzen auf den landwirtschaftlichen Nutzflächen. Die Bevölkerung musste die Soldaten und deren Pferde mit Naturalien versorgen und ihnen Quartier bieten. Dillingen alleine hatte 115 Offiziere, 3.546 Soldaten und 2.132 Pferde zu beherbergen und zu versorgen. Damit überstieg der Militäranteil die Zahl der Einwohner Dillingens (2.417). Darüber hinaus war der Anteil armer Tagelöhnerfamilien in Dillingen sehr hoch: Von 2.417 Dillinger waren 392 Familien mit 1.900 Menschen (= 78,6 % der Gemeindebevölkerung) ohne selbständiges bzw. festangestelltes Auskommen in der Landwirtschaft.
Die Dillinger Fabriken waren kriegsbedingt geschlossen. Neben den unmittelbar Wehrpflichtigen waren in Dillingen 49 Männer zur Landwehr einberufen worden. Insgesamt musste der Kreis Saarlouis im Jahr 1870 657.854 Mark an Kriegskosten aufbringen.
Auch waren zahlreiche Verwundete zu versorgen. Für ihre selbstlose Tätigkeit wurde die Dillingerin Margaretha Schaeffner im Jahr 1872 mit dem Königlich-Preußischen Verdienstkreuz für Frauen und Jungfrauen ausgezeichnet.
Die Verleihung erfolgte auf persönlichen Vorschlag der preußischen Königin Augusta, die anschließend vom König bestätigt bzw. vollzogen wurde.
Nicht unerhebliche Folgen für die Bevölkerung hatte auch die schusstechnisch bedingte Rasur der Landschaft, Sprengung von Gebäuden und die künstliche Aufstauung der Saar auf knapp 7 m zum Zwecke einer militärischen Inundation im weiten Umkreis der nahegelegenen Festung Saarlouis. Dabei waren die Schleusen unter der Brücke vor dem Deutschen Tor in Saarlouis durch Versatzbalken geschlossen und gleichzeitig flussabwärts die drei Nadelwehre der Saar bei Gersweiler gezogen worden.
Auf dem Limberg legte das Militär Verschanzungen an, um den über die Hochfläche des Saar-Nied-Gaues denkbarerweise vorrückenden Feind daran hindern zu können, dort Kanonen in Richtung Dillingen und Saarlouis aufstellen zu können. Alle Saarschiffe und Boote wurden versenkt, damit der Feind sie nicht nutzen konnte.
Ab dem 2. November wurden ca. 80.000 französische Kriegsgefangene über Dillinger Gleisgebiet nach Trier transportiert.
Zusätzlich zu den beschriebenen Kriegsfolgen breitete sich eine epidemische Viehseuche in Dillingen und im ganzen Kreis Saarlouis aus: die Rinderpest. Grund dafür war, dass die Militärverwaltung zur Versorgung der Truppen massenhaft infizierte Rinderherden aus osteuropäischen Gebieten hinter den Truppen ins deutsch-französische Grenzgebiet getrieben hatte. Ein großer Viehsammelplatz befand sich in der Umgebung des Bahnhofes Saarlouis. Wegen der Truppenkonzentration im Saartal erreichte die Seuche hier ihren Kulminationspunkt. Der aggressive Rinderpestvirus aus der Gattung Morbillivirus kann bis zu fünf Monate in Heu, Stroh oder in der Erde überleben und führt in bis zu 90 % der Fälle zum Tod.
Die Tiere verendeten innerhalb kürzester Zeit oder mussten notgeschlachtet und wegen weiterer Seuchengefahr in sogenannten Schindkaulen verscharrt werden. Material, das mit den infizierten Tieren in Berührung gekommen war, musste entseucht oder verbrannt werden. Weiden durften monatelang nicht mehr benutzt werden. Dillingen und die umgebenden Gemeinden wurden ab dem 1. Oktober 1870 durch Verordnung der Trierer Regierung mit weitreichenden Maßnahmen zum Sperrgebiet erklärt. So waren etwa größere öffentliche Ansammlungen von Mensch und Tier verboten worden. Dennoch flammte die eingeschleppte Seuche immer wieder auf. In Dillingen und den anderen Orten des Kreises Saarlouis fielen der kriegsbedingten Seuche 1.123 Tiere zum Opfer.
Kriegsentschädigungen der Bevölkerung durch den Staat wurden nur teilweise und sehr schleppend geleistet.

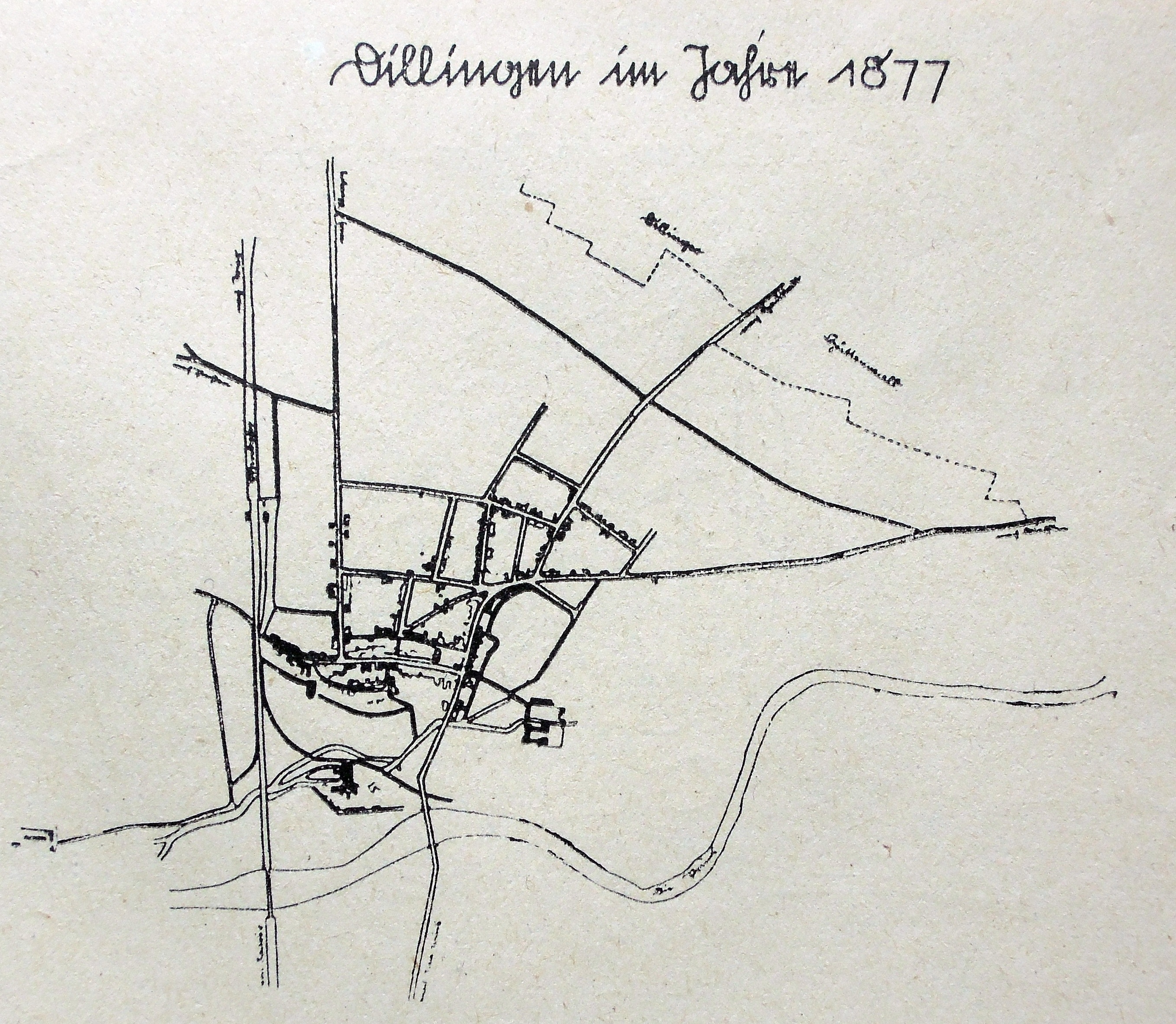
Dillingen im Jahr 1877

### Prosperitätsphase nach der Reichsgründung 1871

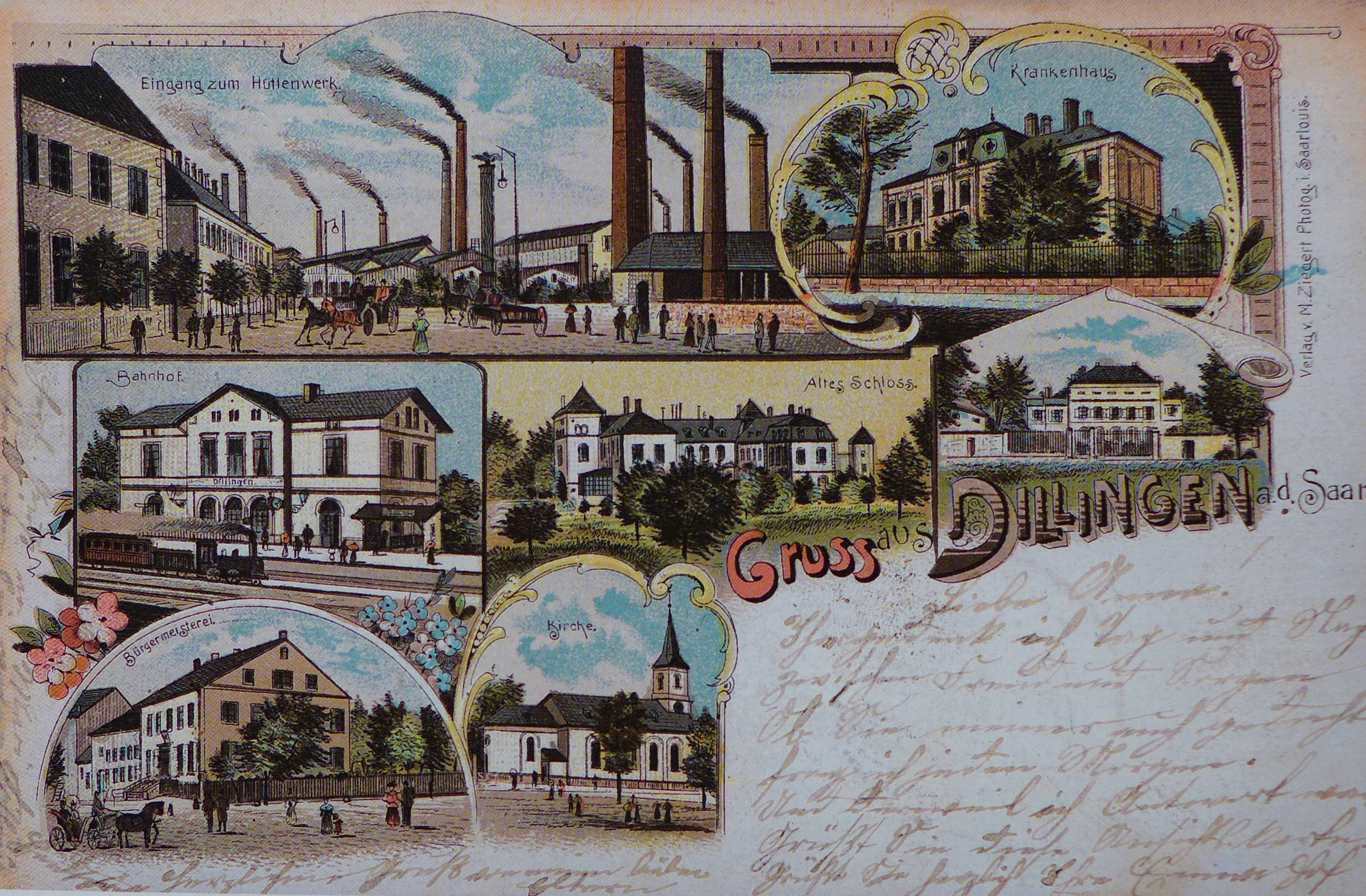
Postkarte Dillingen a.d. Saar aus dem Jahr 1898

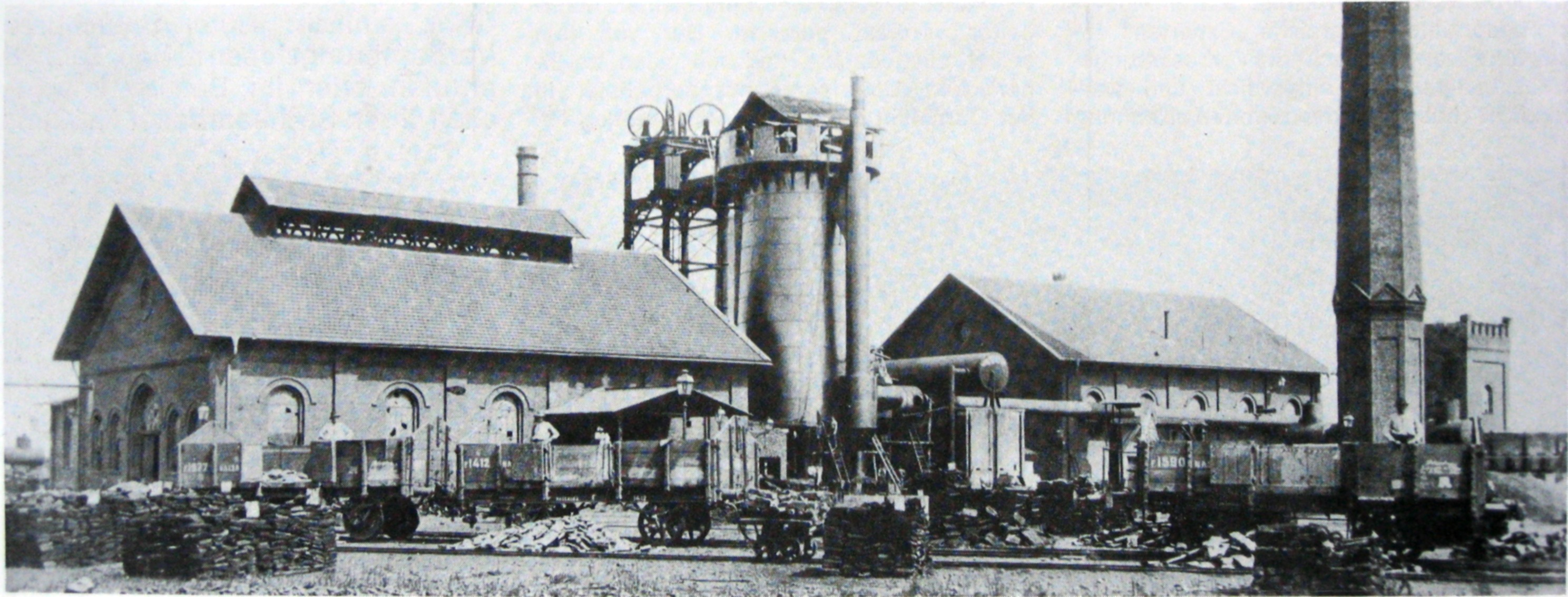
Dillinger Hochofen 1869 bis 1884

Mit dem Beginn der Panzerplatten-Fabrikation auf der Dillinger Hütte in den 1870er Jahren wuchs der Wohlstand der Gemeinde Dillingen stark an. Die Einwohnerzahl erhöhte sich von 1877 bis zur Jahrhundertwende von 2600 auf 5300. Die Gemeinden Pachten und Diefflen erlebten ebenfalls einen starken Bevölkerungsanstieg und entwickelten sich allmählich von Bauerndörfern zu Industriearbeitersiedlungen mit Nebenerwerbslandwirtschaft. Im Jahr 1876 zerstörte am 13. August ein Großbrand die größtenteils noch strohgedeckten Bauernhäuser Diefflens zu etwa 50 Prozent. Die Folgen waren so verheerend, dass ein Bericht des Saarlouiser Landratsamtes Diefflen noch im Jahr 1892 als ärmste Landkreisgemeinde einordnete.
Bereits im Jahr 1858 war Dillingen an das Eisenbahnnetz (Saarbrücken-Trier) angeschlossen worden. 1901 wurde Dillingen mit der Eröffnung der Linien Dillingen-Busendorf (heute Bouzonville) und Dillingen-Primsweiler Verkehrsknotenpunkt.

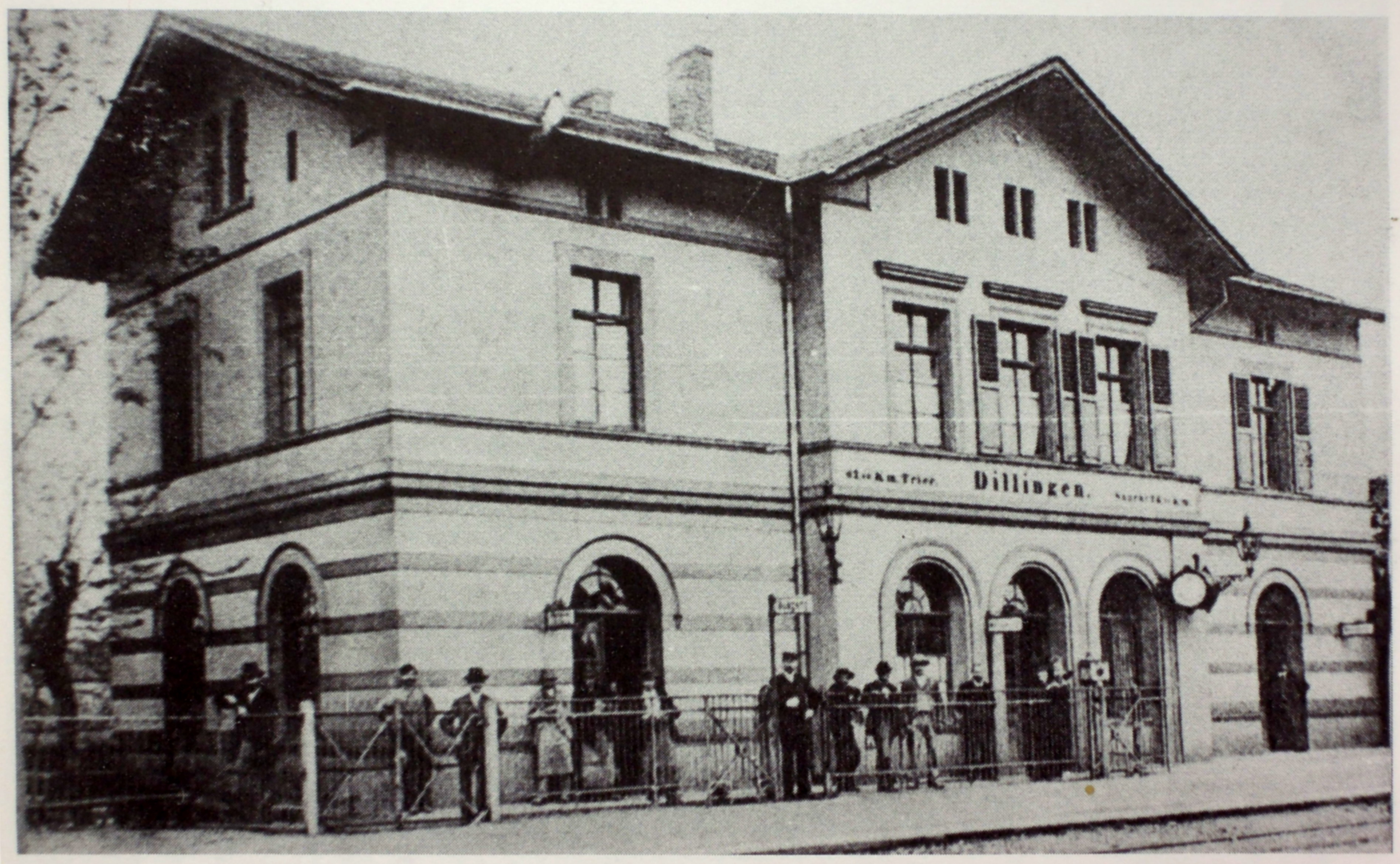
Erstes Dillinger Bahnhofsgebäude

Durch den vermehrten Zuzug evangelischer Arbeitskräfte in die bisher rein katholische Gemeinde Dillingen kam es 1908 zur Gründung einer eigenen evangelischen Volksschule, für die 1911–1913 ein eigenes Gebäude in der Karcherstraße errichtet wurde.
Am 1. April 1897 schieden die Gemeinden Dillingen und Pachten aus dem Verband der Bürgermeisterei Fraulautern aus und wurden zu einer selbständigen Bürgermeisterei Dillingen vereinigt. Zusammen hatten beide Gemeinden nun 5.667 Einwohner. Die Dillinger Hütte, die die Gründung einer eigenen Bürgermeisterei Dillingen aus wirtschaftlichen Gründen massiv forciert hatte, beschäftigte zu dieser Zeit 2.528 Menschen.

Innerhalb weniger Jahre wurde aus ländlichen Gemeinden blühende Gemeinwesen:

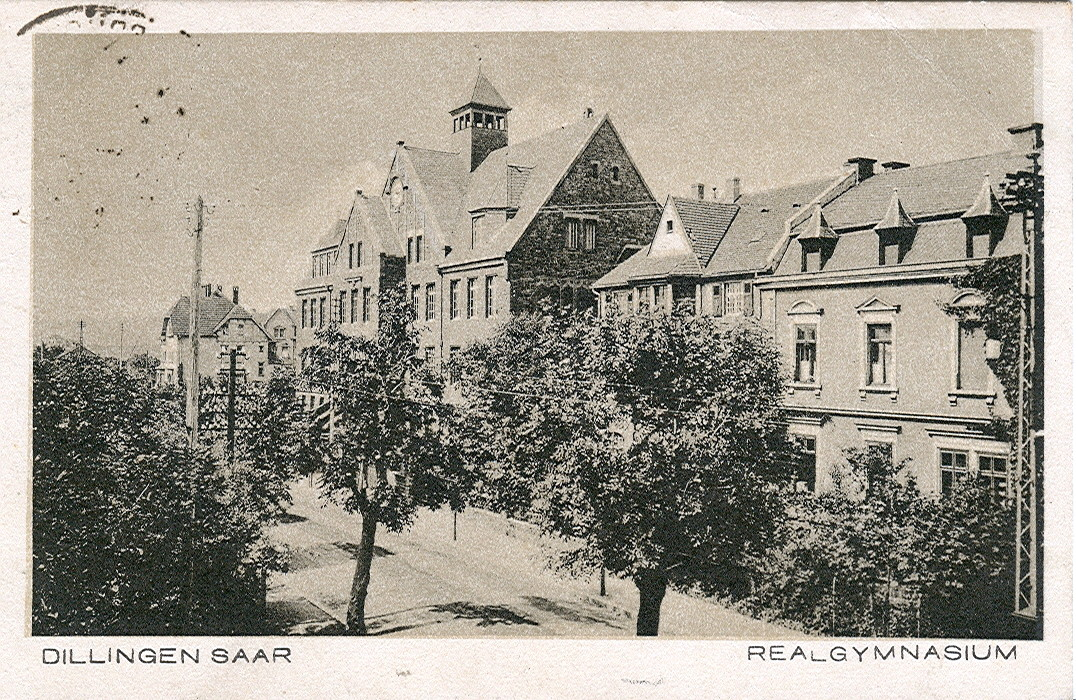
Dillingen – Realgymnasium

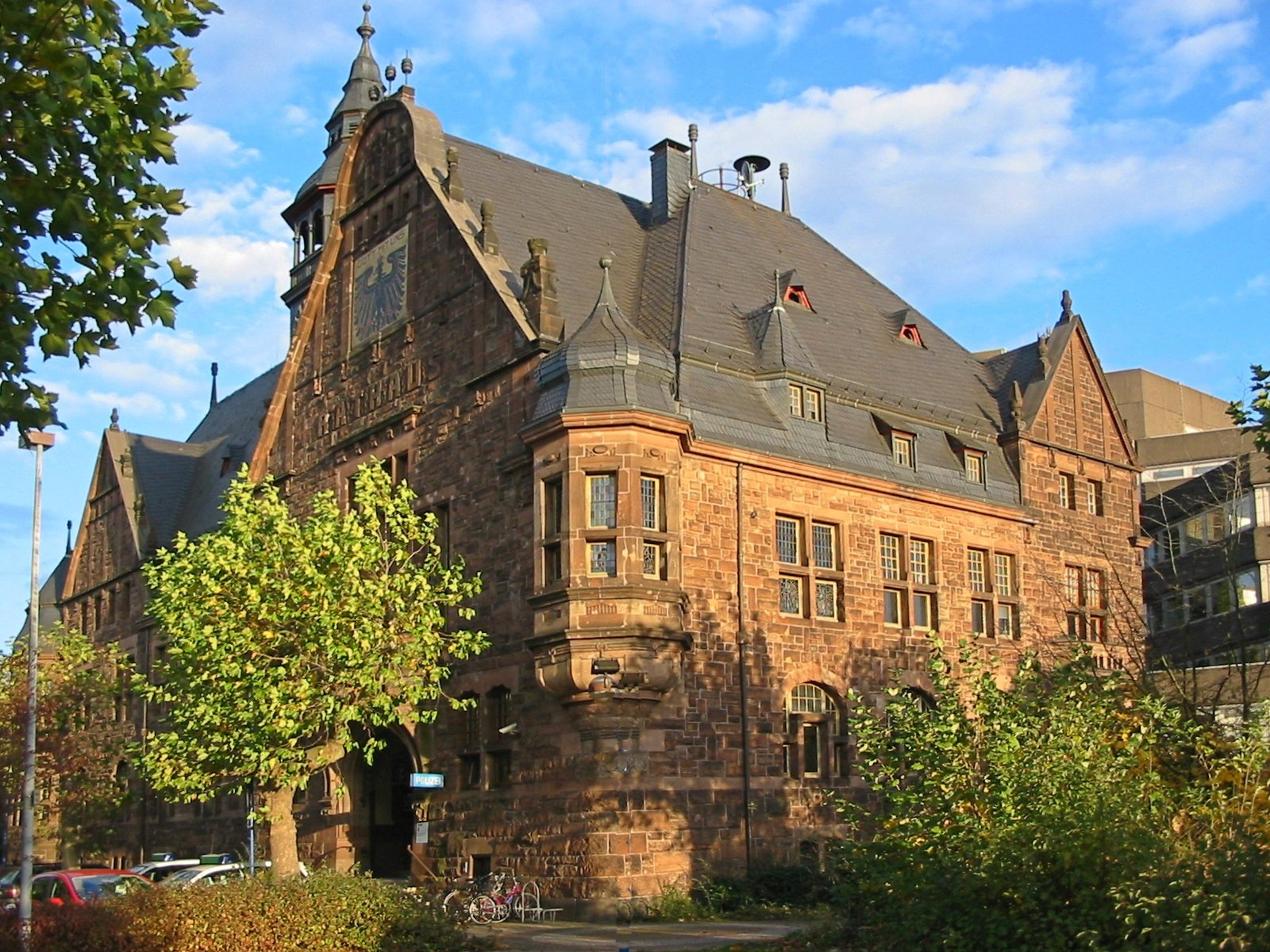
Altes Rathaus Dillingen, heute Polizeiwache

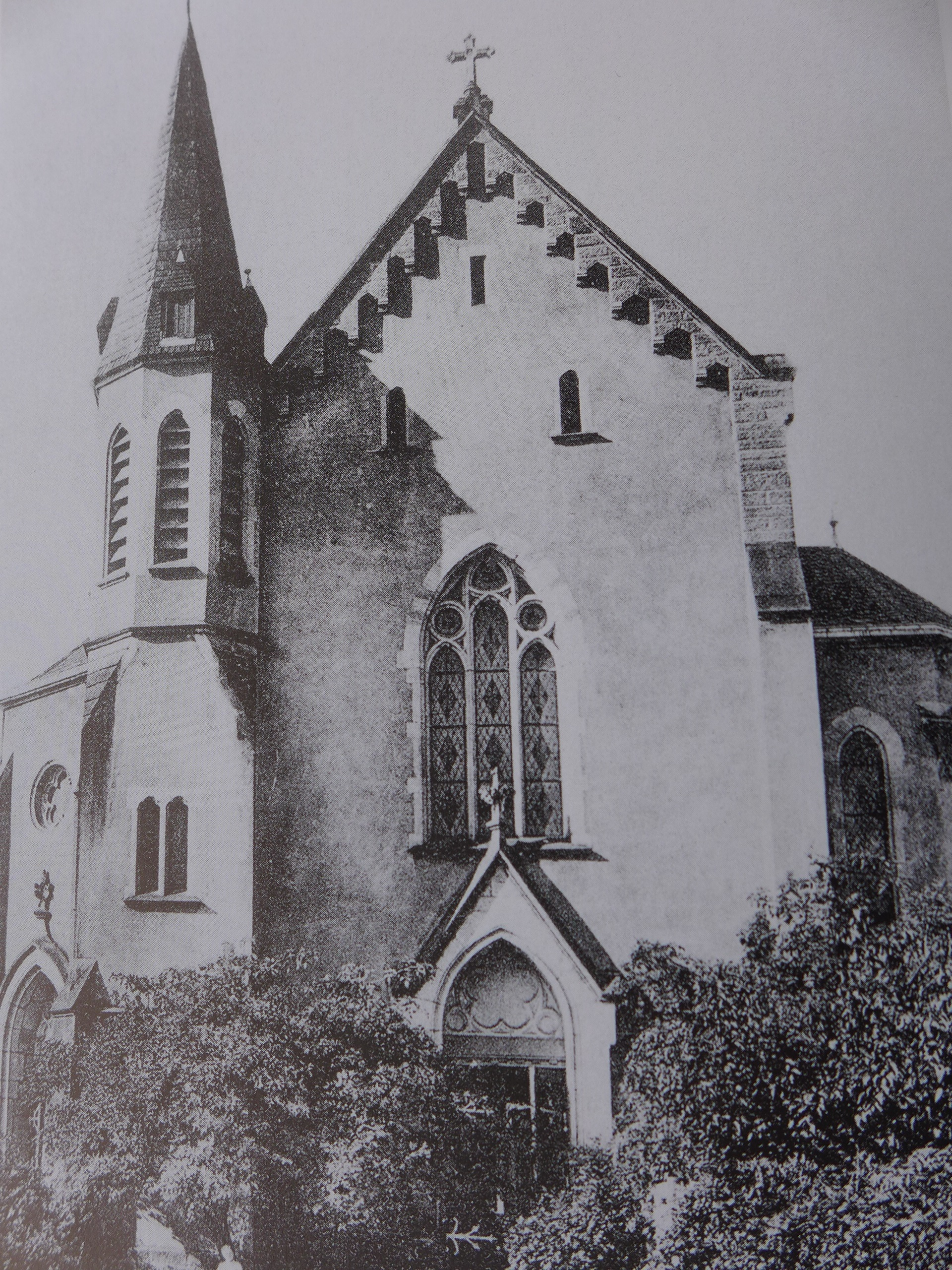
Neogotische Pfarrkirche St. Josef und St. Wendelin, Diefflen, um 1900

- 1897: Einführung der elektrischen Straßenbeleuchtung
- 1899: Bau des Schlachthofes
- 1902: Bau einer zentralen Wasserversorgung
- 1902: Einrichtung eines Realgymnasiums
- 1902: Anlage des Volksgartens
- 1904: Anlage einer zentralen Kanalisation mit Kläranlage
- 1906: Bau einer Turnhalle und eines Feuerwehrgerätehauses
- 1907: Bau einer Volksschule in Pachten
- 1907: Bau eines Gymnasiums
- 1907: Neubau des Rathauses
- 1913: Neubau eines zentralen Schlacht- und Viehhofes[95]

Ebenfalls in diese Zeit der Prosperität Dillingens, Pachtens und Diefflens fallen die Neubauten der im historistischen Stil errichteten Pfarrkirchen: St. Maximin in Pachten (Neogotik; 1891–1892, Turmdachzerstörung durch Orkan 1895, danach Wiederaufbau), Saardom (Hl. Sakrament) (Neoromanik, 1911–1913) und evangelische Kirche (neoromanische Einzelformen, 1902, abgerissen 1967, danach Neubau durch das Architektenbüro Wandel, Hoefer und Lorch) in Dillingen, St. Josef und St. Wendelinus in Diefflen (Neogotik, 1899–1900).
Der von der Gemeinde Dillingen ausgearbeitete Fluchtlinienplan für die Anlage von Straßen und Plätzen wurde im Jahr 1924 durch den Kölner Stadtbauinspektor unter Oberbürgermeister Konrad Adenauer, Alfred Stooß, durch einen Generalbebauungsplan ergänzt.

### Preußischer Kulturkampf gegen die katholische Kirche
Im Kulturkampf, dem Konflikt zwischen dem Königreich Preußen bzw. später dem Deutschen Kaiserreich unter Reichskanzler Otto von Bismarck und der katholischen Kirche unter Papst Pius IX. war Dillingen als hauptsächlich katholisch geprägte Gemeinde stark betroffen. Die Auseinandersetzungen eskalierten ab 1871, wurden bis 1878 aber beendet und 1887 diplomatisch beigelegt.

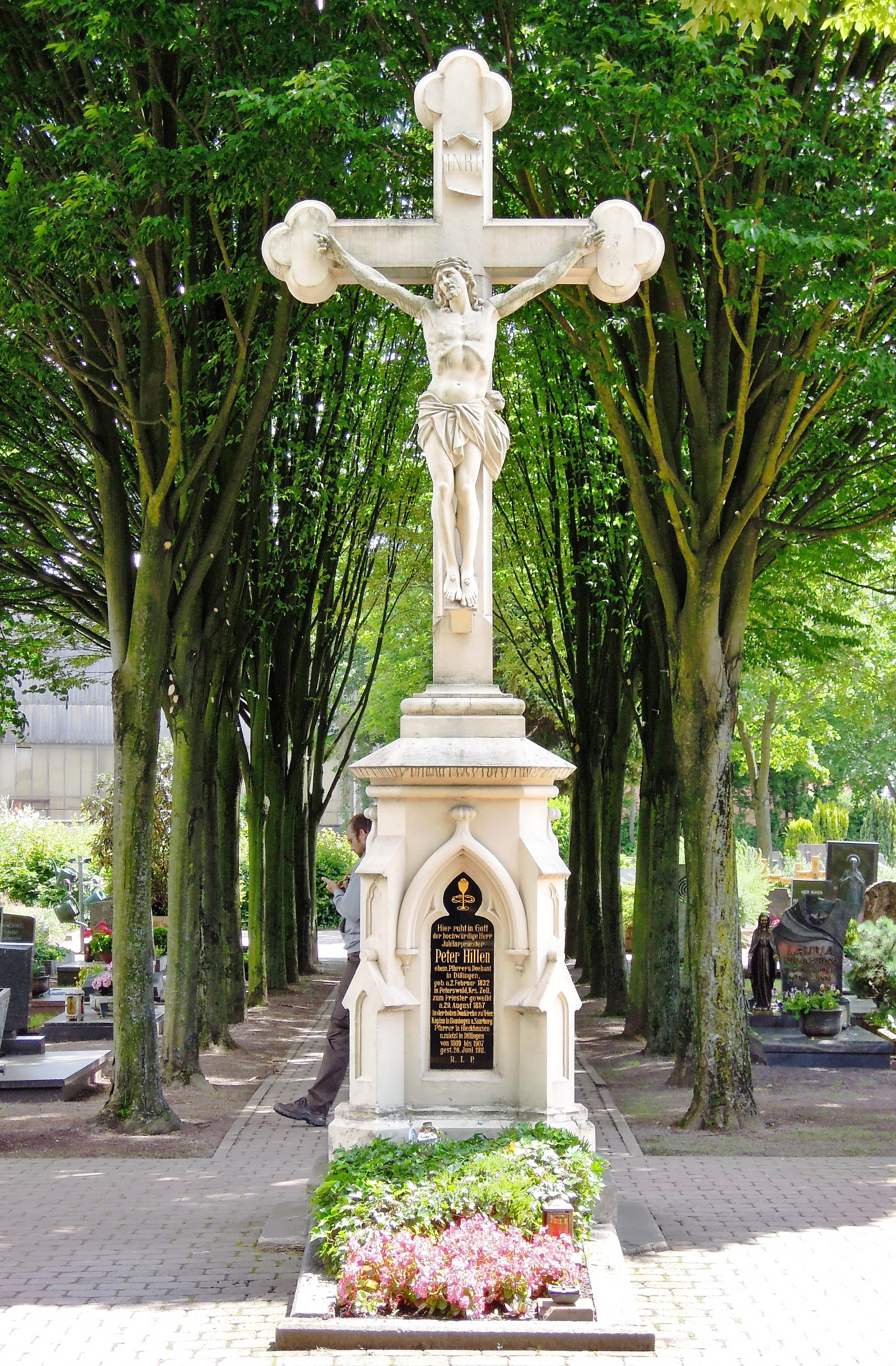
Friedhof St. Johann, Hillenkreuz

Als Folge des Kulturkampfes wurde die seit 1868 vakante Pfarrstelle in Pachten nicht mehr besetzt. Dem Dillinger Pfarrer Peter Hillen wurde das Gehalt gesperrt. Die dringend notwendige Verwirklichung von Kirchenneubauplänen für Pachten, Dillingen und dem von Nalbach aus pfarrlich verwalteten Diefflen rückten dadurch in weite Ferne, obwohl die Bevölkerung immer stärker anwuchs und die bestehenden Kirchengebäude nicht mehr ausreichten. Die sozial-karitative Tätigkeit der Kirche in Dillingen, Pachten und Diefflen war verunmöglicht worden.
Die Kulturkampf-Verhältnisse in Dillingen verstärkten die antipreußischen Ressentiments der katholischen Bevölkerung Dillingens weiterhin. In Dillingen und in vielen Orten in der Umgebung kam es zu Protestversammlungen, die die Zentrumspartei organisiert hatte. Am 5. Mai 1874 wurde der ohne staatliche Anmeldung seit Herbst 1873 in Dillingen angestellte Kaplan Julius Wilhelm Imandt (1846–1915) verhaftet und in Saarbrücken ins Gefängnis gesperrt. Daraufhin versammelten sich in Dillingen mehrere hundert Menschen vor dem Pfarrhaus zu einer Protestkundgebung. Pfarrer Hillen forderte aber die Bevölkerung zur Ruhe gegenüber der preußischen Regierung Bismarck auf, sodass es zu keiner Eskalation kam. Nachdem das Königreich Preußen Hillen das Gehalt gesperrt hatte, wurde er von freiwilligen Spenden der Dillinger Bevölkerung versorgt. Imandt blieb bis Juli 1874 in Haft, wurde im September 1874 aus Preußen ausgewiesen. Nach einer heimlichen Rückkehr ging er anschließend in Absprache mit Bischof Matthias Eberhard ins Exil nach Österreich, hielt sich dann in Bayern und Belgien auf und konnte erst nach dem Abflauen des Kulturkampfes an die Saar zurückkehren, wo er von 1888 bis 1912 Pfarrer in Roden wurde.
Das Amt des Küsters und Organisten hatte bisher ein staatlich angestellter Lehrer mitversorgt. Nun wurde ihm unter Androhung von beruflichen Konsequenzen durch den Staat die Mitarbeit in der Pfarrei verboten. Auch die Anstellung des Organisten Meiser stieß auf Schwierigkeiten, da Meiser Angehöriger der katholischen Zentrumspartei war.
Die Verbitterung der katholischen Bevölkerung hielt noch lange an, wurde dann aber durch die wirtschaftliche Prosperitätsphase in den sogenannten Gründerjahren, die den Wohlstand auch in Dillingen erheblich ansteigen ließen, gemildert.

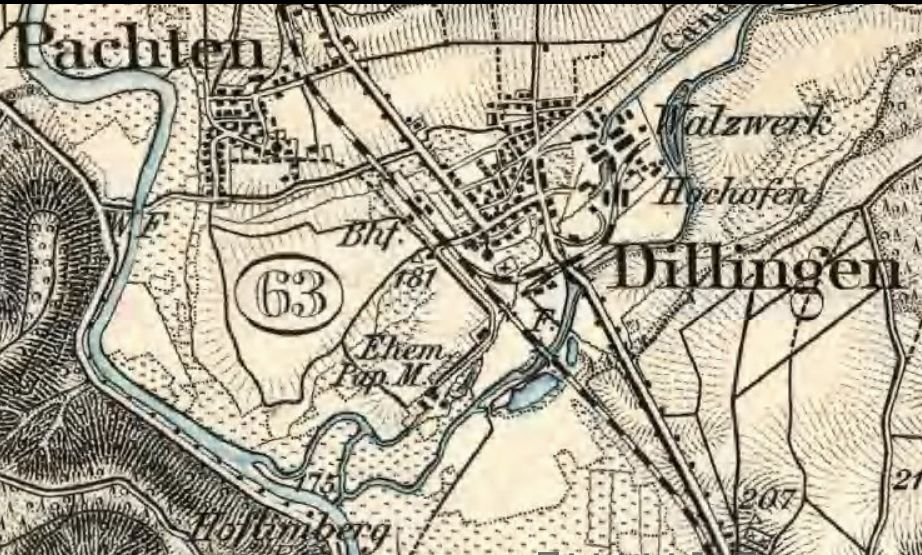
Reichsamt für Landesaufnahme, 1893

## Frühes 20. Jahrhundert

### Erster Weltkrieg

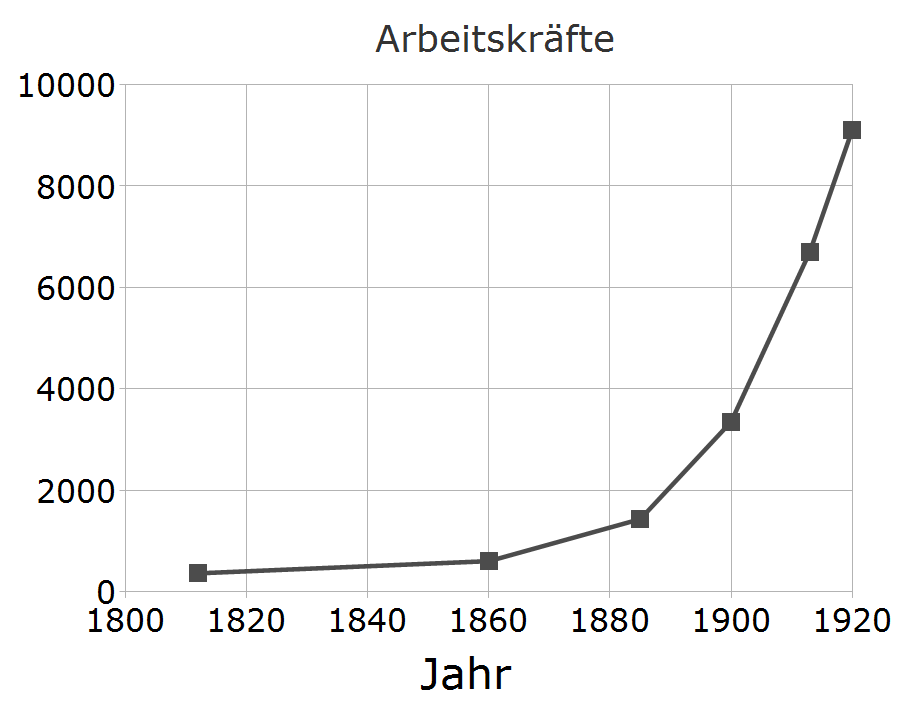
Arbeitskräfteanstieg bei der Dillinger Hütte im 19. und frühen 20. Jahrhundert

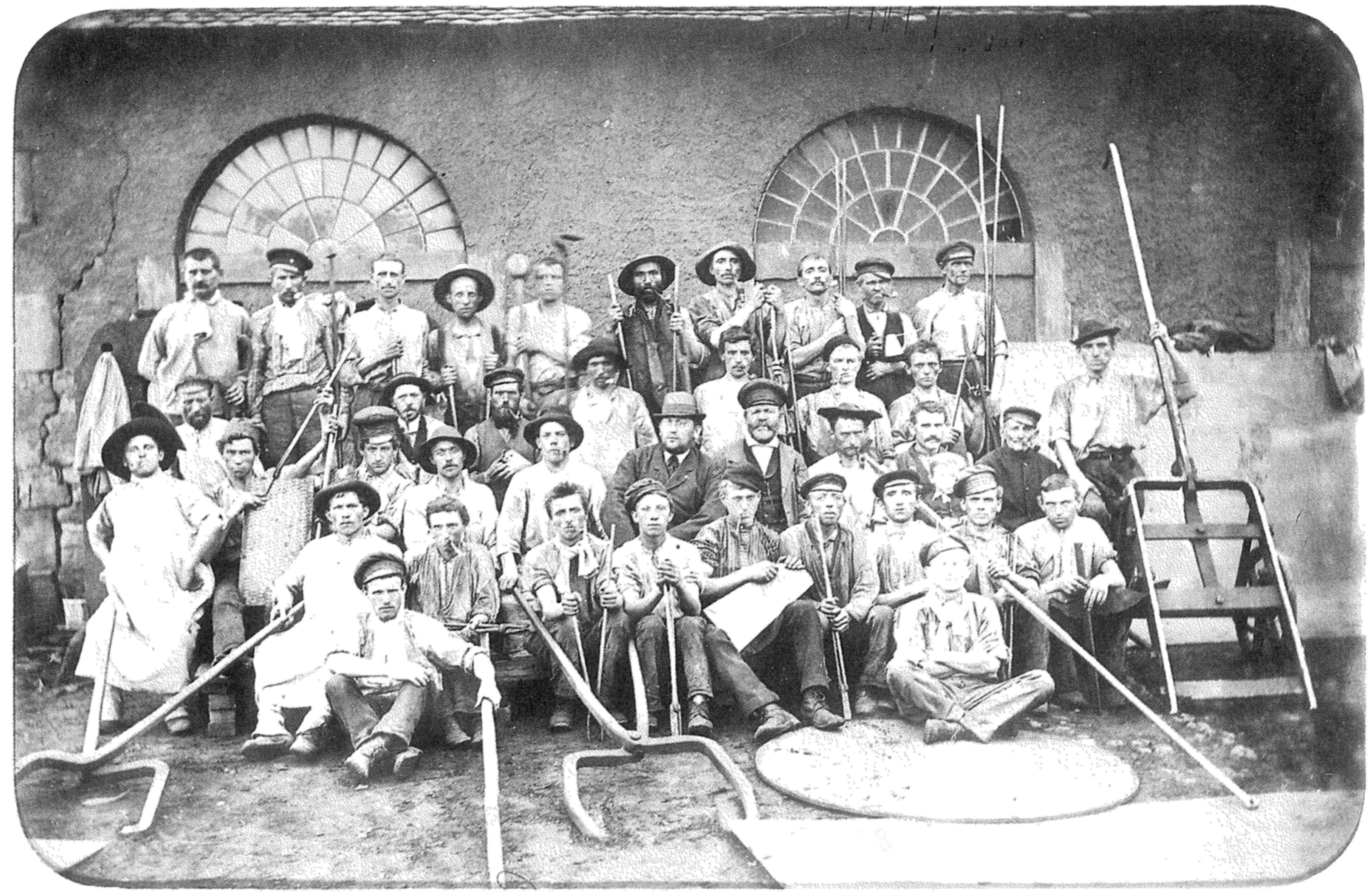
Dillinger Walzer, um 1900

Kurz vor dem Ersten Weltkrieg standen bei der Dillinger Hütte 6.725 Menschen in Lohn und Brot (Eisenwerksarbeiter der Gesamtregion: 31.000). Die gesamte Einwohnerschaft Dillingens (noch ohne Diefflen und Pachten) stieg auf mehr als 9.000 Menschen an. Durch den Aufbau einer Marine unter Kaiser Wilhelm II. und schon zuvor unter Kaiser Wilhelm I. erlangte die Dillinger Hütte eine zentrale Stellung hinsichtlich der Rüstungsproduktion im Deutschen Reich. Sie stellte als einziges Unternehmen im Reich Schiffsbleche und Panzerplatten her.

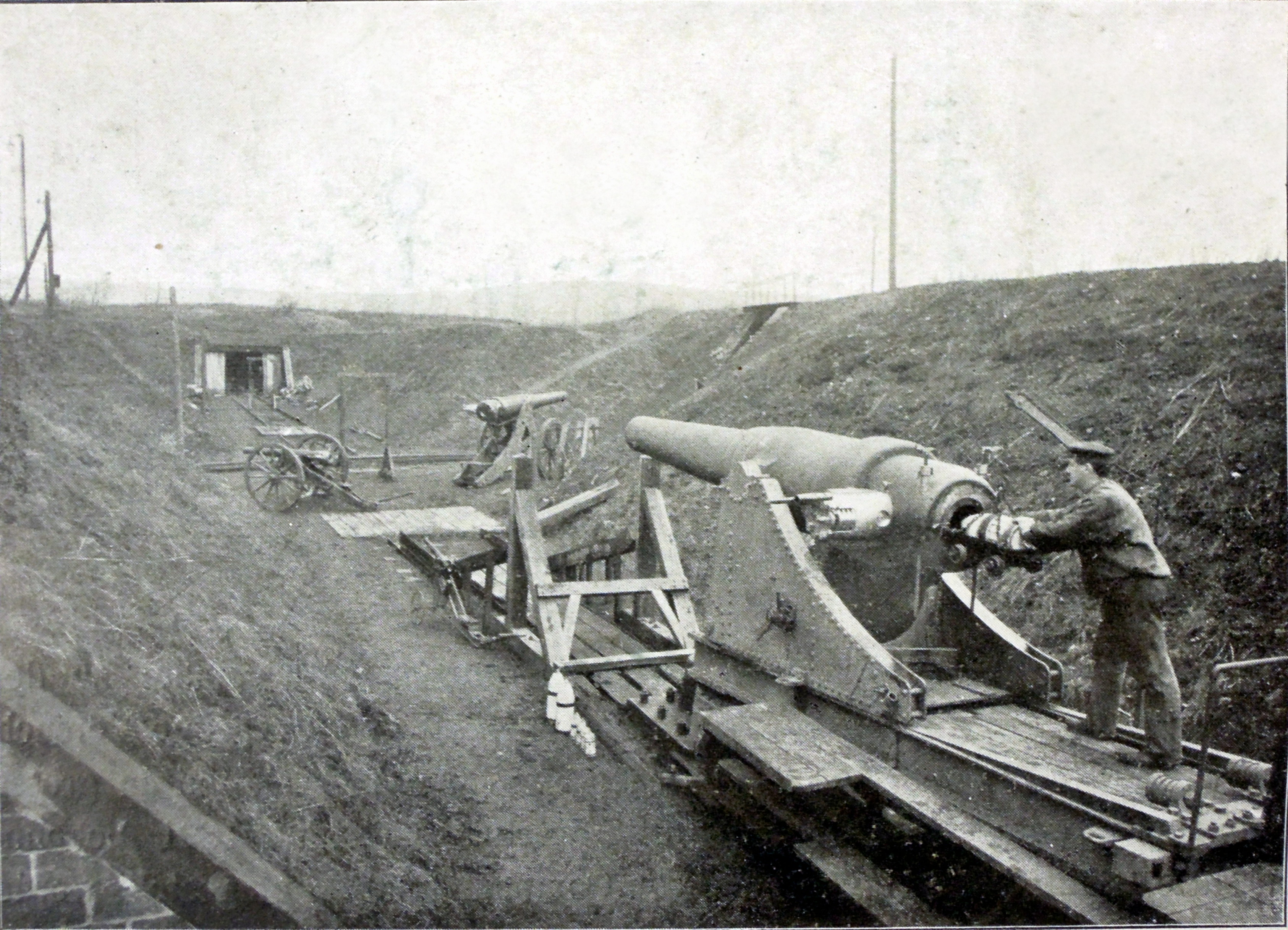
Dillingen, Alter Schießplatz mit 21-cm-Geschütz zur Erprobung von Panzerplatten, um 1900

Erst seit Ende der 1880er Jahre teilte sich die Dillinger Hütte den Markt in diesem Bereich mit den Kruppwerken in Essen. Dennoch blieb für Dillingen die Auftragslage gewaltig, da die dort gefertigten Spezialbleche nicht nur ins Reich, sondern auch nach England, Holland, nach Österreich-Ungarn sowie nach Russland und China geliefert wurden. Aufgrund der Bedeutung der Rüstungsindustrie besuchten unter anderem der preußische Kronprinz Friedrich Wilhelm von Preußen und der Halbbruder des chinesischen Kaisers Guangxu, Zaifeng, alias Prinz Chun II. (Vater des letzten chinesischen Kaisers Puyi und von 1908 bis 1911 Regent Chinas), die Gemeinde Dillingen und ihre Hütte.

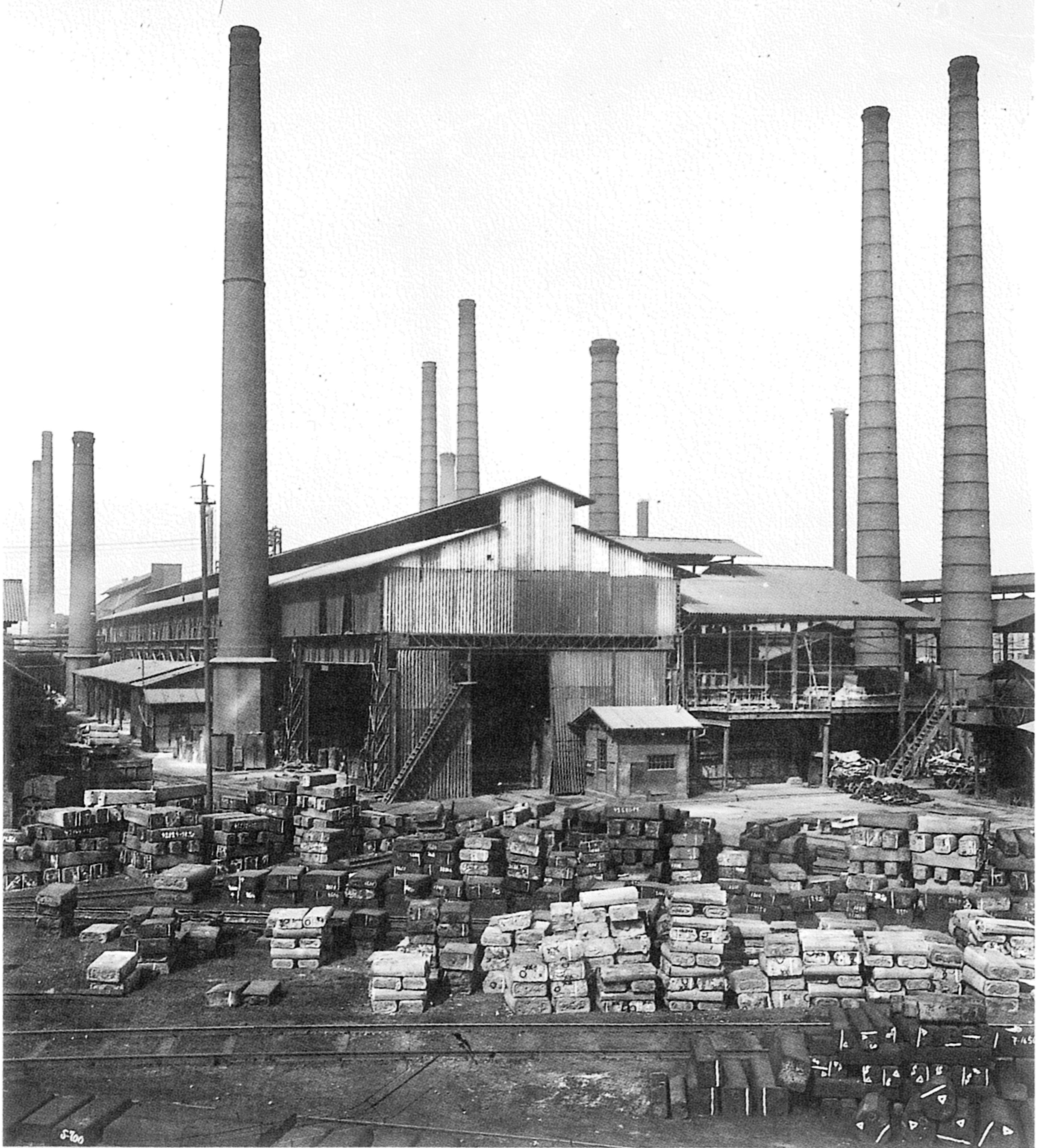
Dillinger Siemens-Martin-Stahlwerk um 1900

Das Hüttengelände wurde zur permanenten Baustelle: Im Jahr 1877 nahm die erste Walzstraße für Panzerplatten die Produktion auf, im Jahr 1881 ging das erste Siemens-Martin-Stahlwerk in Betrieb, im Jahr 1896 das neue Grobblechwalzwerk und ein Thomasstahlwerk. Im Jahr 1886 war ein Testbeschießungsplatz für Schiffspanzerplatten eingerichtet worden. Ab dem Jahr 1900 wurde in nahezu jedem Jahr eine neue Werkshalle mit großformatigen Maschinen errichtet. Ab 1914 wurde die Produktion auf Kriegsbedarf umgestellt. Eine Geschossfabrik, in der Granaten gedreht werden konnten, wurde eingerichtet. Darüber hinaus wurden die französischen Anteilseigner der Hüttenwerke, die bisher 42,9 % des Aktienkapitals gehalten hatten, im Jahr 1917 per Gesetz zwangsenteignet und ihre Anteile an deutsche Aktionäre verkauft.
Im Ersten Weltkrieg wurde Dillingen, als wichtiger Standort der deutschen Rüstungsindustrie (Panzerplattenproduktion der Dillinger Hütte), am 25. August 1915 von ca. 30–35 Flugzeugen der Alliierten angegriffen. Dabei gingen etwa 90 Bomben über dem Gemeindegebiet nieder, von denen aber viele als Blindgänger nicht explodierten. Der Hochofen wurde von zwei Bomben getroffen. Schwerere Schäden entstanden am Gleisdreieck, in der Merziger Straße und an der Brücke über die Prims. Diesem ersten Bombardement fielen sechs Menschen zum Opfer, 25 Personen wurden verletzt. In der Folgezeit gingen über 170 Bombardements über der näheren Umgebung nieder.
Bei der Dillinger Hütte waren während des Ersten Weltkrieges auch russische Kriegsgefangene und Zivilpersonen aus Belgien beschäftigt. Am 25. August 1916 griffen französische Flugzeuge die Stadt an. Dabei wurden im Hüttenwerk zwei oder drei russische Kriegsgefangene getötet. Bei einem weiteren Luftangriff am 11. November 1916 wurden vier belgische Arbeiter verletzt, einer erlag seinen schweren Verletzungen. Zum Stichtag 1. Dezember 1916 waren in Dillingen 718 Kriegsgefangene eingesetzt.
Als Reaktion auf die ersten Angriffe auf Dillingen organisierte die Oberste Heeresleitung einen besonderen Luftschutz. Auf den Höhenzügen um Dillingen wurden Flugabwehrstationen aus Flakbatterien, Horcheinrichtungen, eine Fesselballonlinie und Scheinwerferanlagen eingerichtet.
Im Ersten Weltkrieg sind über 200 Dillinger und 111 Dieffler Männer als Soldaten an verschiedenen Fronten getötet worden.

## Dillingen in der Zeit des Nationalsozialismus

### Politische Verhältnisse während der Herrschaft des Völkerbundes
Durch den Friedensvertrag von Versailles wurde das Saargebiet ab 1920 dem Völkerbund unterstellt und kehrte erst 1935 nach der Volksabstimmung vom 13. Januar zum Deutschen Reich zurück. Bereits am 30. Juni/6. Juli 1932 war in Dillingen eine Ortsgruppe der NSDAP-Saar mit anfänglich 60 Mitgliedern gegründet worden. Die von Alois Lauer eingereichte Satzung erklärte als Ziel den „Kampf gegen den Materialismus und den volksverhetzenden Judengeist“. Nach dem Anschluss an das Deutsche Reich kam es in Dillingen zu mehreren Ausschreitungen der Nationalsozialisten gegen Andersdenkende.
Dagegen hatte sich Anfang Oktober 1933 der Widerstand der Dillinger Arbeiterbewegung organisiert, indem die Dillinger SPD-Saar unter ihrem Ortsvorsitzenden Franz Glauben und die KPD-Saar unter Ambrosius Thomaser eine „Antifaschistische Front“ gründeten. Dem Bündnis gehörten in der Folgezeit auch Personen anderer Weltanschauungen, darunter auch Links-Katholiken der Vitus-Heller-Bewegung, an.
Im letzten freien Gemeinderat der Gemeinde Dillingen (1932–1935) war die NSDAP-Saar auf Anhieb mit zwei Sitzen vertreten, während die übrigen Parteien über 21 Stimmen verfügten (Zentrum 6, Volkspartei 6, KPD 5, Deutsch-Saarländische Volkspartei 2, SPD 1, Arbeiter- und Bauernpartei 1).
Am 23. November 1933 trat im Gemeinderat Dillingens zum ersten Mal Alois Lauer als Führer der Deutschen Front auf. In der Gemeinderatssitzung vom 13. Dezember 1934 wurde der jüdische Kaufmann Eugen Levy, der auch Mitglied des Kreistages sowie einer der Stellvertreter des Dillinger Bürgermeisters war, mit Stimmenmehrheit aus dem Gemeinderat ausgeschlossen.

### Volksabstimmung 1935

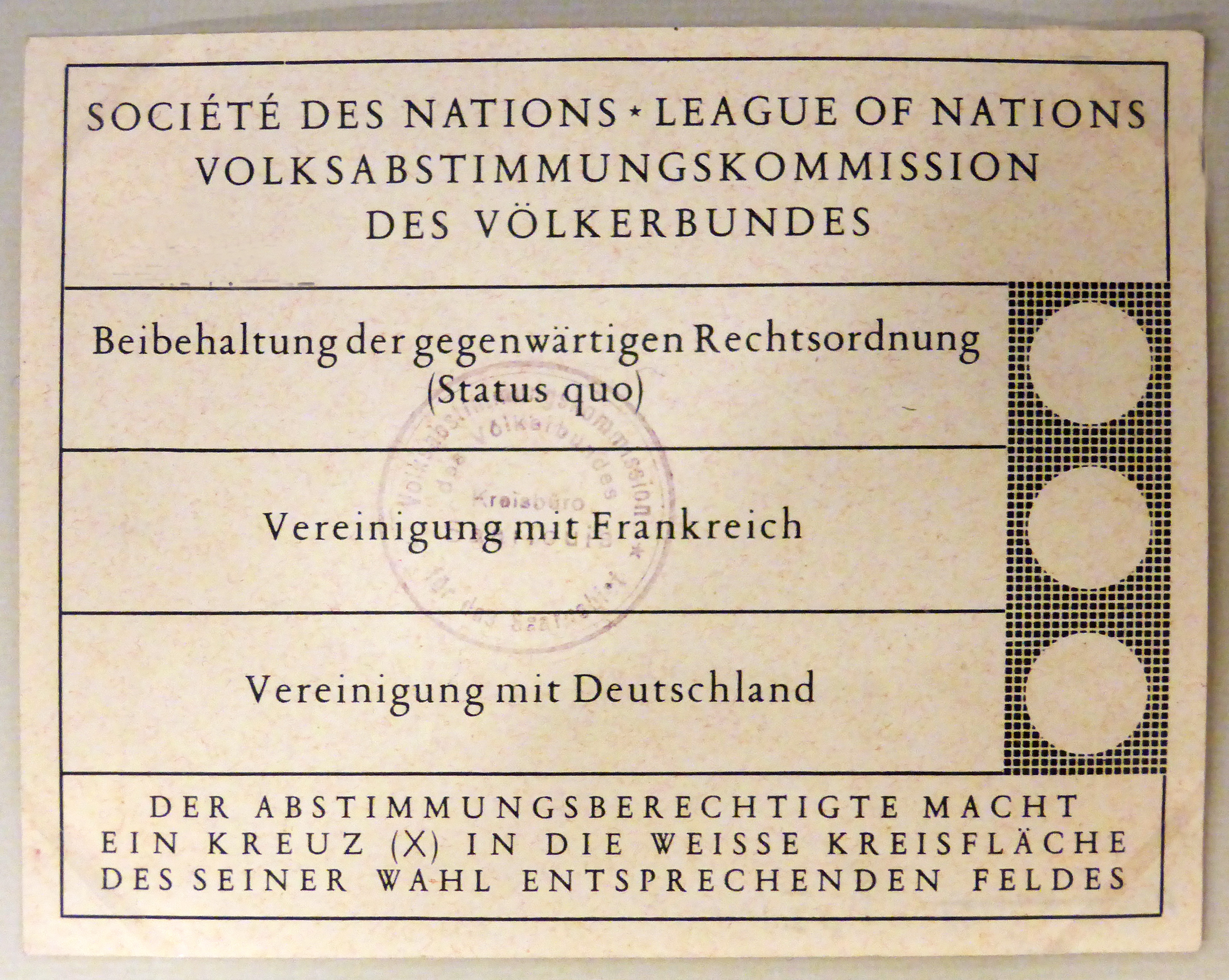
Stimmzettel zur Saarabstimmung 1935

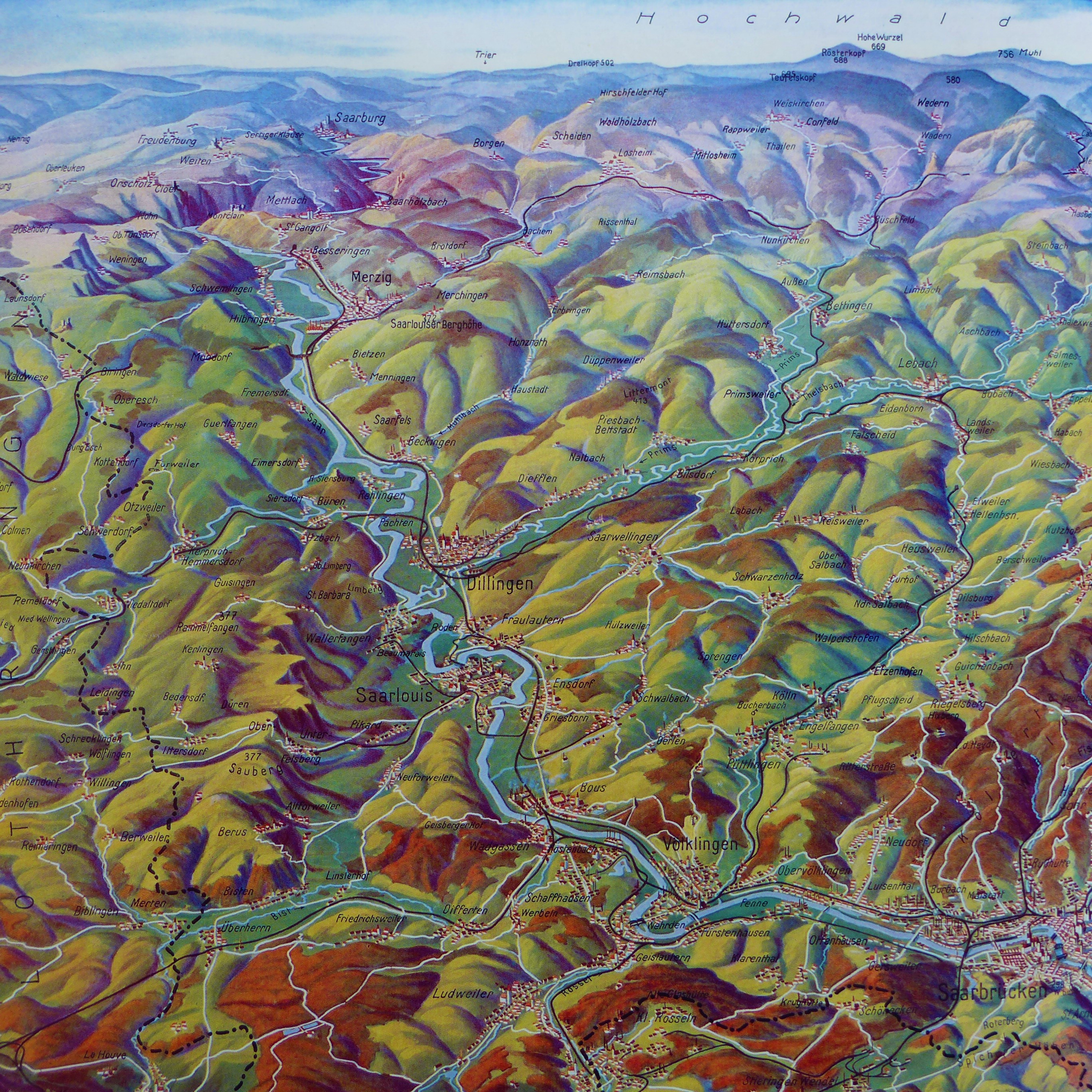
Dillingen auf der Panoramakarte „Die Deutsche Saar“ zur Saarabstimmung 1935, ca. 1934, hrsg. vom Rheinischen Verkehrsverein e. V. Bad Godesberg und vom Pfälzischen Verkehrsverein e. V. Ludwigshafen, ca. 1 : 100.000, 72 cm × 46 cm, Stadtarchiv Saarlouis, Kartenausschnitt

Bei der Volksabstimmung am 13. Januar 1935 stimmten im Saargebiet 90,5 % für die Angliederung an das Deutsche Reich, im Kreis Saarlouis 91,19 %.
In der Gemeinde Dillingen stimmte die Bevölkerung laut Abstimmungsbericht folgendermaßen ab:
- Wahlberechtigte: 9.308
- Ungültige Stimmen: 0
- Gültige Stimmen für die Beibehaltung der gegenwärtigen Rechtsordnung (Status quo): 904 Stimmen = 9,71 %
- Gültige Stimmen für die Vereinigung mit Frankreich: 57 Stimmen = 0,61 %
- Gültige Stimmen für die Vereinigung mit Deutschland: 8.347 Stimmen = 89,67 %[114]

Das Abstimmungsergebnis hatte zur Folge, dass auch Dillinger Antifaschisten in die Emigration getrieben wurden. So floh der Dillinger KPD-Vorsitzende Ambrosius Thomaser noch im Januar nach Frankreich. Nikolaus Schneider (aus Diefflen stammend) und Ludwig Forster flohen nach Spanien, wo sie in den Internationalen Brigaden gegen das faschistische Franco-Regime kämpften. Andere Dillinger Oppositionelle wurden in den KZ Flossenbürg oder Dachau inhaftiert. Nach städtischen Angaben verließen allein im Januar/Februar 1935 129 Personen (darunter auch viele Juden) als Emigranten die Gemeinde.

### Politisch motivierte Straßenumbenennungen
Der nach der Rückgliederung neu besetzte Gemeinderat beschloss für Dillingen umgehend die politisch motivierte Umbenennung der Hüttenwerkstraße in Joseph-Goebbels-Straße, der Friedrich-Ebert-Straße in Hermann-Göring-Straße, der Heiligenbergstraße und Karcherstraße in Am Platz des 13. Januar, der Johannesstraße in Straße der SA, der Feldstraße in Hans-Schemm-Straße, des Rosengartens in Platz des 13. Januar, der Saarlouiser Straße in Saarlauterner Straße, der Saarstraße in Schlageterstraße, des Schäferweges in Adolf-Hitler-Straße. In Pachten wurden folgende Straßen umbenannt: die Nachtweidstraße in Horst-Wessel-Straße, die Marienstraße in Ostmarkstraße, die Maximinstraße in Deutsche-Front-Straße. Ebenfalls 1935 kam es in Diefflen durch den Ortsbürgermeister (1935–1940) Hermann Greilach zu Straßenumbenennungen: der Dillinger Straße und der Nalbacher Straße in Straße des 13. Januar, der Grabenstraße in Befreiungsstraße, des Kirchplatzes in Adolf-Hitler-Platz, der Wiesenstraße in Deutsche-Front-Straße.

### Eingemeindung Pachtens
Mit Wirkung zum 1. April 1936 wurde Pachten nach Dillingen eingemeindet.

### Gegnerschaft gegen den Nationalsozialismus
Doch auch nach der Volksabstimmung von 1935 war die Gegnerschaft gegen den Nationalsozialismus in Dillingen noch nicht zu Ende. So wurde der Dillinger Sozialdemokrat Jakob Burger 1944 nach einer Anzeige des Sicherheitsbeauftragten seines Betriebes, der Herdfabrik Bartz, als aktiver Antifaschist vom Volksgerichtshof wegen „Vorbereitung zum Hochverrat und Wehrkraftzersetzung“ am 27. März 1944 zum Tode verurteilt und in der Stuttgarter Strafanstalt Urbanstraße am 7. Juni 1944 hingerichtet. Nach Kriegsende wurde die Göbenstraße zu Ehren Burgers in Jakob-Burger-Straße umbenannt. Die Umbenennung dauerte jedoch nur zehn Jahre bis zur Angliederung an die Bundesrepublik Deutschland. Darüber hinaus fielen dem Terror der NSDAP der politische Leiter der Pachtener KPD-Ortsgruppe Johann Schmitt sowie Heinrich Bies (ebenfalls KPD) im KZ zum Opfer.
Im Jahr seiner Abiturprüfung am Ludwigsgymnasium (Saarbrücken) absolvierte Willi Graf, späteres Mitglied der christlich motivierten Widerstandsgruppe Weiße Rose von April bis Oktober 1937 in Dillingen den Reichsarbeitsdienst. Willi Graf war bei Begradigungsarbeiten an der Prims eingesetzt und lebte in einem Barackenlager (RAD-Lager „Irminsul“) gegenüber dem Eingang zur Dillinger Hütte am Dieffler Tor auf dem Gelände des heutigen Weiß-Kreuz-Stadions.

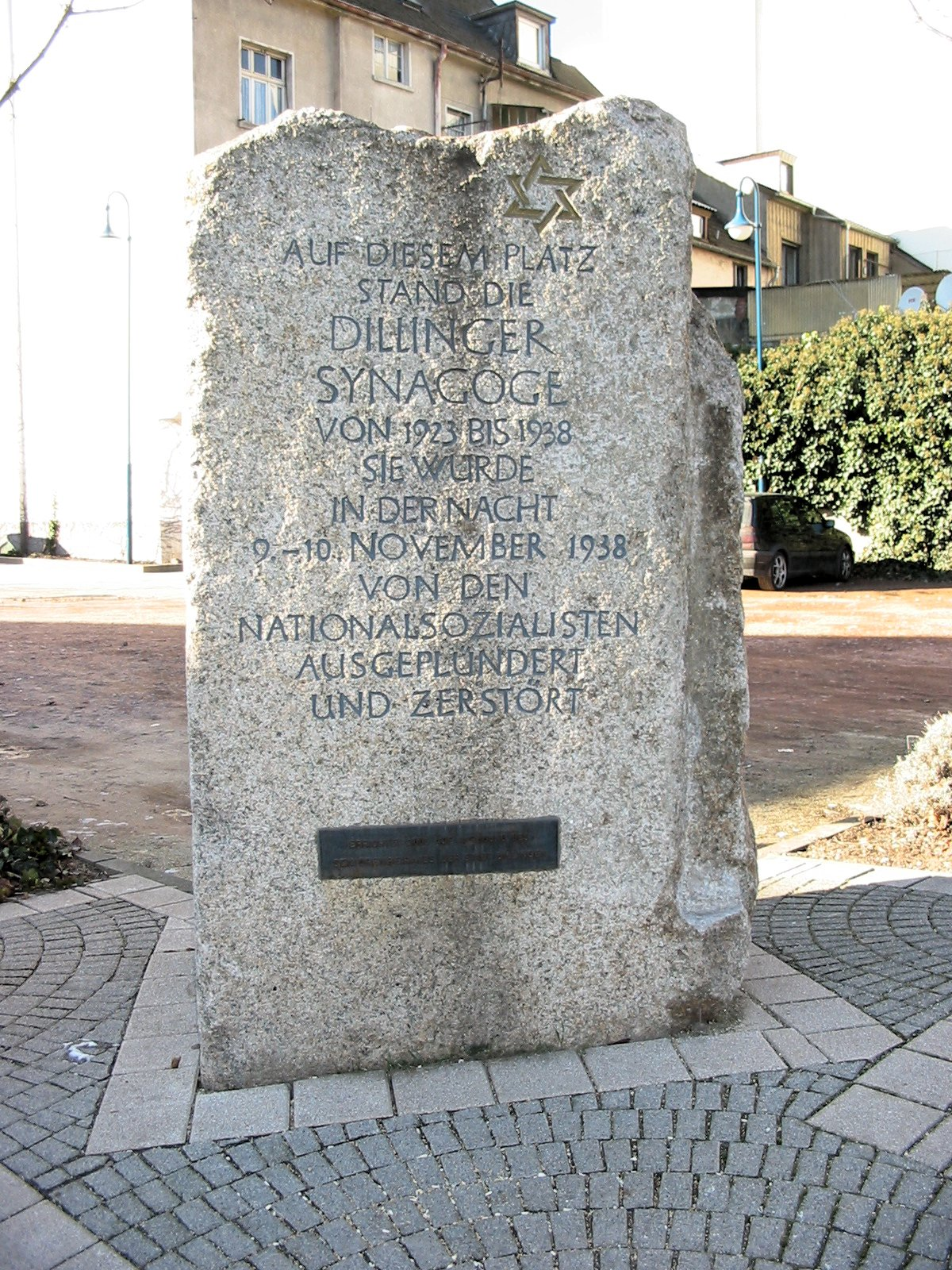
Der Gedenkstein steht an Stelle der Synagoge

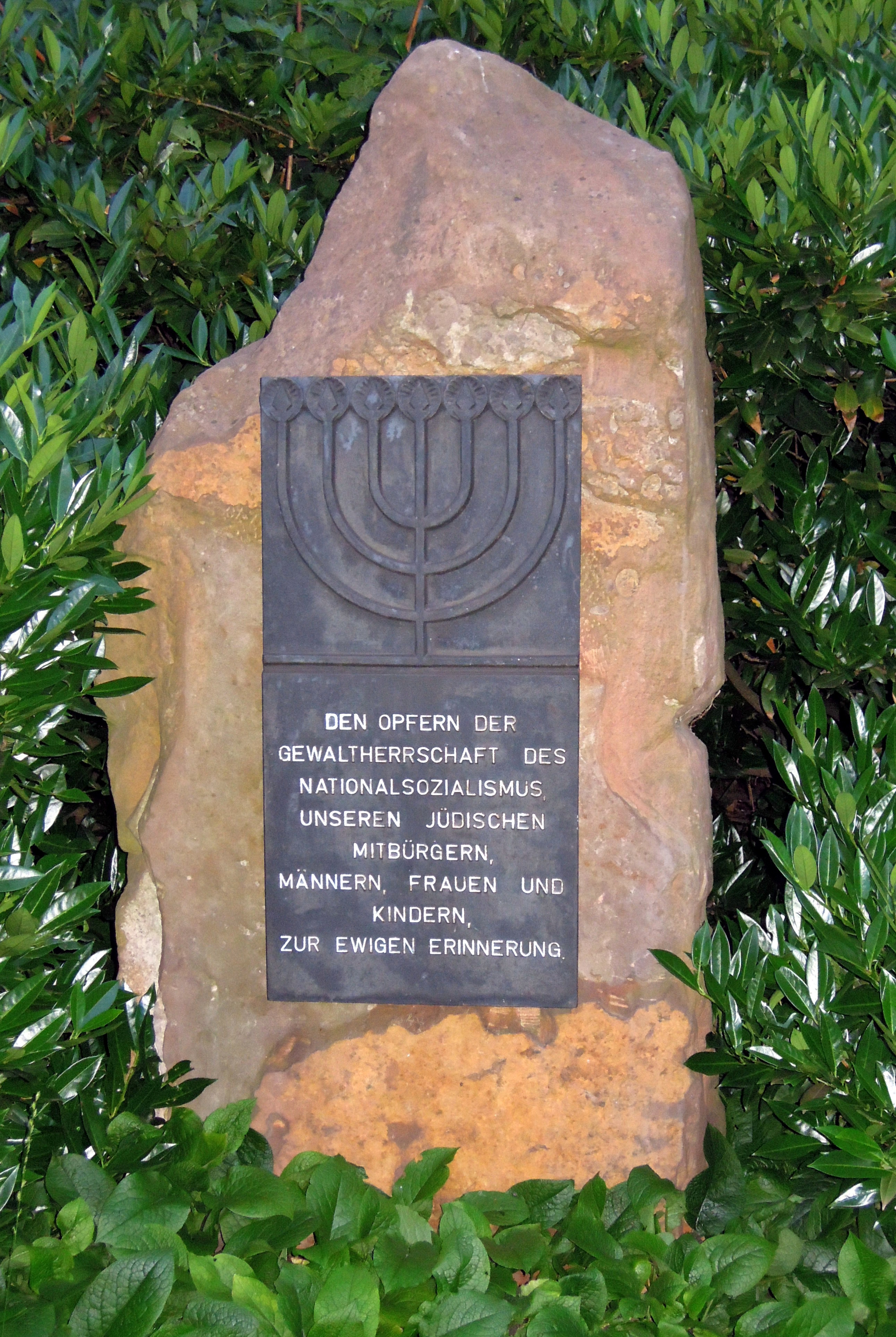
Diefflen, Jüdischer Friedhof, Gedenkstein

### Die jüdische Gemeinde
Die jüdische Gemeinde Dillingens bestand im Jahr 1928 aus ca. 130 Personen. Die jüdische Gemeinde hatte in den 1920er Jahren in der Schlossstraße ein Haus zur Synagoge umgebaut. Wie auch im übrigen Deutschland wurden 1933 in Dillingen erste Flugblattaktionen durchgeführt, die zum Boykott jüdischer Geschäfte aufriefen. 1934 kam es zur ersten Schändung des jüdischen Friedhofs an der Gemarkungsgrenze zu Diefflen. Der Druck wurde so groß, dass zahlreiche Juden Dillingen verließen und die jüdische Gemeinde in Dillingen im November 1935 ihre Auflösung als Körperschaft beantragen musste. Im Dezember 1935 lebten nur noch 11 Juden in Dillingen.
Am 9. November 1938 versammelten sich die Dillinger SA und Mitglieder der NSDAP anlässlich der Feier des (gescheiterten) Münchner Hitlerputsches von 1923, um anschließend die Dillinger Synagoge in der sogenannten Reichskristallnacht anzuzünden. Es kam zu Demütigungen und Misshandlungen der wenigen noch verbliebenen Dillinger Juden und Demolierung ihrer Wohnungen und Geschäfte. Wiederum geschändet wurde dabei auch der jüdische Friedhof in Diefflen.
Die Zivilgemeinde Dillingen beschlagnahmte im Anschluss an die Aktion von den Dillinger Juden ca. 20 ha Grundbesitz. Die in Diefflen noch wohnenden Juden wurden nach dem Novemberpogrom dazu gezwungen, nach Nalbach umzusiedeln. Am 22. Oktober 1940 wurden sie ins KZ Gurs deportiert.

### Zwangsarbeiter
In der Zeit des Krieges wurden in Dillingen 2000–3000 Zwangsarbeiter aus den besetzten Gebieten auf der Dillinger Hütte zwangsverpflichtet. Diese Zwangsarbeiter wurden in mehreren Gefangenenlagern unter menschenunwürdigen Bedingungen gehalten.
Im Jahr 1962 wurde im hinteren Teil des jüdischen Friedhofes in Diefflen eine Sammelgrabstätte für tote Zwangsarbeiter und deren im Lager geborenen und bald nach der Geburt gestorbenen Kinder angelegt.

### Kriegsvorbereitungen
Im Vorfeld des geplanten Krieges wurde im Jahr 1937 mit dem Bau des Westwalles begonnen, dessen Bunkerlinie von der belgischen Grenze bis zur Schweiz führt. Einer der in Pachten gebauten Bunker wurde 2008 restauriert und kann besichtigt werden. Im Kreis Saarlouis und damit auch im Dillinger Gemeindegebiet wurde der Westwall rechts der Saar gebaut.

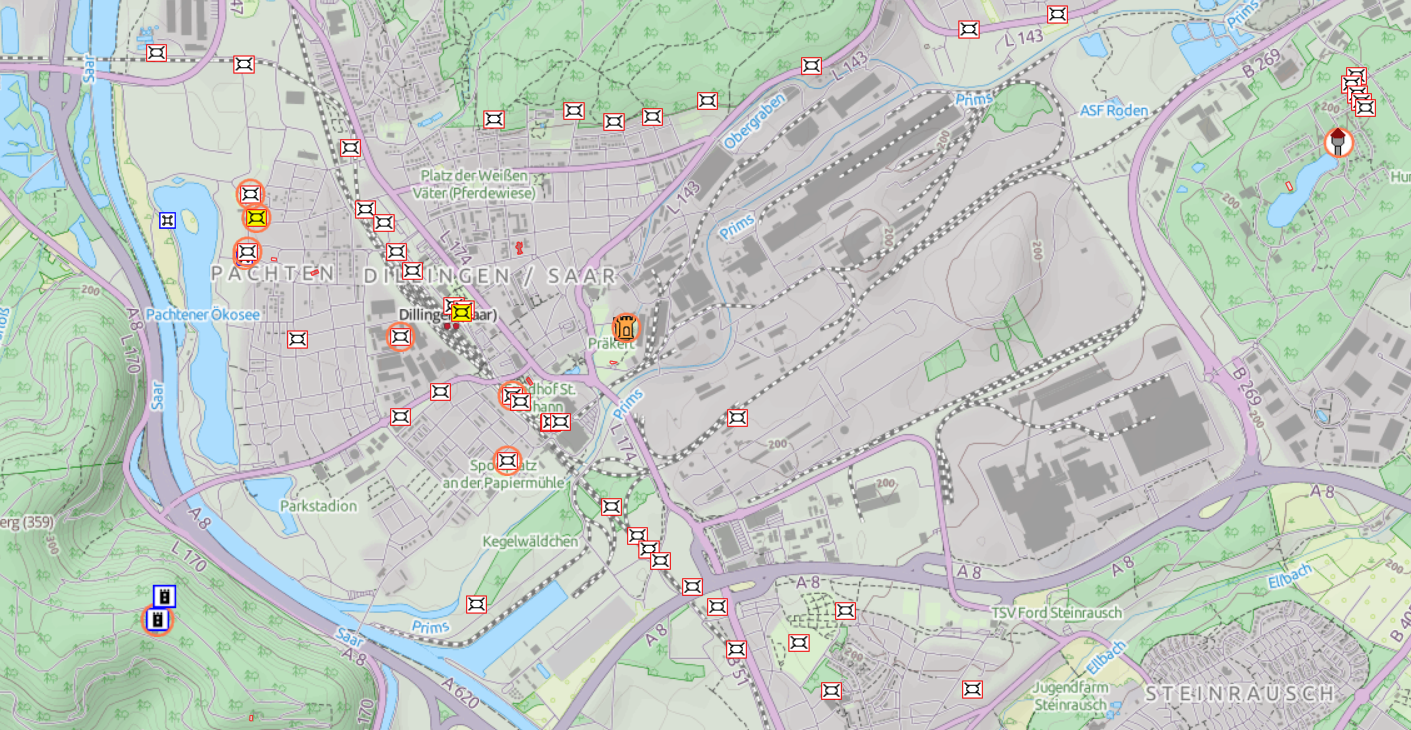
Eine detaillierte Darstellung der Bunkerstandorte findet sich in den Geschichtskarten.

### Beginn des Zweiten Weltkrieges und erste Evakuierung
Mit dem Beginn des Zweiten Weltkrieges 1939 wurde im Rahmen der Freimachung der Roten Zone am 1. September 1939 die vollständige Evakuierung Dillingens, Pachtens und Diefflens zwangsangeordnet. Die Bewohner mussten innerhalb weniger Stunden ihre Heimat verlassen. Bergungsgebiete waren: Köln, Helmstedt, Halberstadt, Köthen-Anhalt, Kassel, Bad Abbach und dessen Ortsteil Gemling in Niederbayern sowie für Diefflen verschiedene Orte in Thüringen und Sachsen. Die Einwohner Dillingens waren insgesamt in fast 360 Landkreisen Deutschlands untergebracht.
Während der Zeit der Evakuierung bestand von der Gemeindeverwaltung nur eine Abwicklungsstelle in Limbach, dann in Halberstadt und zuletzt in Michelbach.
Nach dem Westfeldzug wurden im Juni 1940 die Vorplanungen zur Wiederbesiedlung Dillingens und Pachtens begonnen. Der Rückzug der Bevölkerung war aber erst im Dezember 1940 abgeschlossen. So waren am
- 6. Juli 1940: 64 Einwohner,
- 3. August 1940: 4.700 Einwohner,
- 4. September 1940: 11.597 Einwohner,
- 2. Oktober 1940: 12.046 Einwohner in die Heimat zurückgekehrt. Bis zum 18. Dezember 1940 waren 12.626 Menschen wieder in Dillingen und Pachten.[123]

### Alliierte Luftangriffe
Die Fliegerangriffe begannen im Jahr 1942. In der Nacht vom 1. auf den 2. September (2 Uhr 30) warfen britische Bomber aufgrund eines Navigationsfehlers Brand- und Sprengbomben auf Dillingen und Saarlautern. Das eigentliche Angriffsziel war Saarbrücken gewesen. Am 27. August 1944 wurde um die Mittagszeit im Dillinger Bahnhofsgelände ein deutscher Munitionszug durch eine Staffel Republic P-47 Thunderbolt der 356th Fighter Group der United States Army Air Forces getroffen. Die darauf folgende Explosion zog sich über eine Stunde hin und richtete im Umkreis schwerste Verwüstungen an. Dabei wurden Eisenbahnschienen aus ihrer Verankerung gerissen und hunderte Meter weit geschleudert. So durchschlug ein Strangstück das Dach des Saardomes. Am 7. Oktober 1944 wurde durch 36 Bomber vom Muster Martin B-26 Marauder, einem mittelschweren Mittelstreckenbomber, der 394. US-Bombergruppe die Eisenbahnbrücke der Niedtalstrecke über die Saar nördlich von Pachten total zerstört.

### Zweite Evakuierung
Infolge der Invasion der Alliierten am 6. Juni 1944 in Nordfrankreich schob sich die Front ab Mitte November von Westen her gegen Dillingen. Daraufhin wurde am 20. November 1944 eine zweite Evakuierung der Bevölkerung in die Pfalz, nach Württemberg, Franken und Bayern angeordnet, die mit Beginn des Monats Dezember 1944 durchgeführt wurde. Diese eher planlose Evakuierung wurde allerdings nicht mehr von allen Bevölkerungsteilen mitgetragen. Viele hundert Einwohner zogen es vor, das erwartete Kriegsende vor Ort abzuwarten und versteckten sich bei den zahlreichen Bombenangriffen in Bunkern, Kellern oder Felsenstollen.

### Frontgebiet
Am späten Nachmittag des 27. November 1944 wurde Dillingen erstmals von den Höhen westlich der Saar von der US-Artillerie unter Beschuss genommen.
Bis März 1945 waren Dillingen, Pachten und Diefflen Kampfgebiet und mussten in dieser Zeit starke Zerstörungen über sich ergehen lassen.
Die 90. US-Infanteriedivision konnte in der Nikolausnacht (5./6. Dezember) 1944 frühmorgens die Hochwasser führende Saar zwischen Wallerfanger Brücke und Rehlingen an vier Stellen mit Sturmbooten überqueren und einen Brückenkopf bilden. Im Laufe des Tages gelang es den US-Amerikanern, einen provisorischen Fußsteg über die Saar zu schlagen. Der Versuch, eine schwere Brücke an der Stelle der alten weggebaggerten Saarfurt zu errichten, schlug fehl. Auf der östlichen Saarseite wurden die US-Kampfeinheiten in schwere Kämpfe an der Eisenbahn- und Bunkerlinie verwickelt, so dass der Angriff nur schleppend voranging. Trotz des massiven Einsatzes von künstlichem Nebel gelang es den US-Amerikanern auch an diesem Tag nicht, eine feste Brücke über die Saar zu schlagen.
Am 8. Dezember konnte das 1. Bataillon des 358. Infanterieregiments den Bahnhof und den Schlachthof besetzen. Um die im Norden des Gemeindegebietes kämpfenden, stark bedrängten US-Einheiten zu entlasten, entschloss man sich zu einem Angriff gegen die südwestliche Flanke des Hüttenwaldes. In der Morgendämmerung des 9. Dezember 1944 unternahmen US-Truppen einen Angriff gegen die mit Bunkern massiv befestigten Hänge nordostwärts Dillingen. Der Angriff führte zu einer Entlastung der im Norden stehenden Einheiten. Da zu diesem Zeitpunkt noch immer keine Brücke über die Saar konstruiert war, stand den US-Amerikanern nur ein erbeutetes 7,5-cm-Pak-Geschütz der deutschen Wehrmacht im Gebiet des östlichen Saarufers zur Verfügung. Erst am frühen Nachmittag des 9. Dezember 1944 gelang es amerikanischen Pionieren, mit Hilfe von Flößen, Jeeps und Panzerabwehrkanonen über die Saar zu transportieren. Am frühen Abend wurden die ersten Panzer übergesetzt.
Am 10. Dezember kam es zu schweren Häuser- und Bunkerkämpfen im Bereich des Schlachthofes. Um den drohenden Zusammenbruch der amerikanischen Front zu verhindern, wurde der unterstützende Einsatz der 513. Staffel der 406. US-Jagdgruppe angeordnet. Eine schwere US-Fähre blieb im Uferschlamm der Saar stecken und konnte nicht mehr benutzt werden. Am 11. Dezember versuchten das 358. und das 359. US-Infanterieregiment erfolglos, einen Durchbruch durch die deutschen Linien zu erzwingen. Am 12. Dezember wurde die Kampfkraft der 90. US-Infanteriedivision intern noch auf 43 % geschätzt. Im Schutz einer künstlichen Nebelwand konnte die US-Saarfähre wieder in Gang gebracht werden, so dass eine Panzer- und eine Panzerabwehrkanonen-Kompanie übergesetzt werden konnte. Doch schon am 13. Dezember wurde die US-Fähre von deutscher Artillerie erneut außer Gefecht gesetzt.
Am frühen Morgen des 15. Dezember griff die 90. US-Infanteriedivision mit allen zur Verfügung stehenden Kräften an und erzielte während der Kämpfe mit der deutschen Wehrmacht größere Geländegewinne ostwärts der Eisenbahnlinie. Dies führte zum Zusammenbruch der deutschen Hauptkampflinie.
Mit dem Beginn der Ardennenoffensive wurden Teile der deutschen 21. Panzer-Division und des deutschen 404. Volksartilleriekorps aus den Kämpfen um Dillingen herausgelöst. Dadurch gelang den US-Truppen am 18. Dezember gegen Abend die Eroberung fast ganz Pachtens und Dillingens bis zur Dieffler Banngrenze. Zur Abwehr der deutschen Ardennenoffensive befahl General George S. Patton am 19. Dezember 1944, die Brückenköpfe Dillingen und Ensdorf zu räumen. Daraufhin begann die 90. US-Infanteriedivision mit dem Herauslösen ihrer Einheiten aus dem Brückenkopf Dillingen: tagsüber wurde hinhaltend verteidigt und nachts auf das Westufer der Saar verlegt. Am 22. Dezember 1944 befanden sich am Vormittag die letzten Nachhuten der 90. US-Infanteriedivision am Westufer der Saar. Der Brückenkopf Dillingen war komplett geräumt.
Auf den Durchbruch im Westwallabschnitt zwischen Litermont und Hoxberg wurde verzichtet.
So wurden Dillingen und Pachten wieder von der deutschen Wehrmacht eingenommen. Die folgenden drei Monate bedeuteten für Dillingen, Pachten und Diefflen nahezu pausenloses Artilleriefeuer und Fliegerangriffe mit großen Zerstörungen und Opfern unter der Zivilbevölkerung. Der größte Teil der noch in Dillingen und Pachten verbliebenen Bevölkerung floh daraufhin in Richtung Schmelz, um aus der Kampflinie zu entkommen. Am 7. Januar 1945 wurde die 90. US-Infanteriedivision durch die 94. US-Infanteriedivision und am 29. Januar die 95. US-Infanteriedivision im Brückenkopf Saarlautern durch die 26. US-Infanteriedivision abgelöst. In der Nacht vom 5. März wurde die 26. US-Infanteriedivision in Saarlautern durch die 65. US-Infanteriedivision abgelöst, am 6. März die 94. US-Infanteriedivision an deren rechter Flanke durch die 26. US-Infanteriedivision.

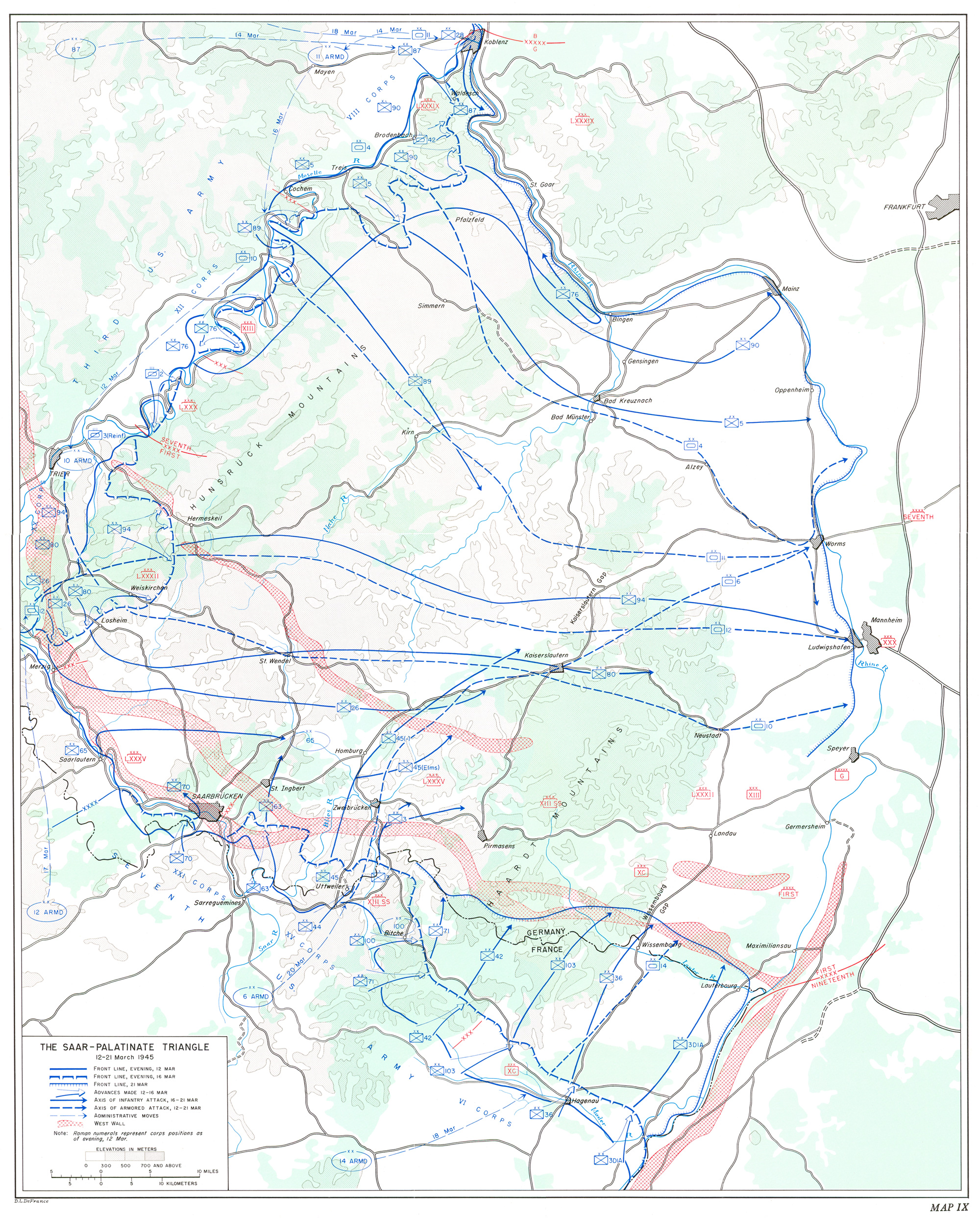
Operation Undertone, Verlauf der Kämpfe im Saar-Mosel-Dreieck bis zum 21. März 1945

Am 15. März 1945 starteten die US-Truppen wiederum eine Offensive, die sogenannte Operation Undertone, die die Eroberung des Saar-Mosel-Dreiecks zum Ziel hatte. Dabei konnten die 7. und 3. US-Armee sowie Teile der 1. Französischen Armee am 19. März den Hauptgürtel des Westwalls durchbrechen. Am 17. März 1945 bereitete sich das 65. US-Infanteriedivision auf einen Ausbruch aus dem Brückenkopf Saarlautern vor, während das 261. US-Infanterieregiment bei Menningen die Saar überquerte und die Höhenzüge südlich von Merzig einzunehmen versuchte, um einen Stoß gegen Dillingen vornehmen zu können. Am 18. März scheiterte der Versuch der 65. US-Infanteriedivision, aus dem Brückenkopf Saarlautern ausbrechen zu können. Jedoch konnten durch diesen Ausbruchsversuch die US-Infanterieregimenter 259 und 260 ihre Stellung im Brückenkopf derart verbessern, dass es dem 261. US-Infanterieregiment an diesem Tag gelang, aus Richtung Düppenweiler kommend, Diefflen, Dillingen und Pachten besetzen zu können. Am 21. März verließen die letzten Truppen der Wehrmacht das Saargebiet. Der Rest der Dillinger Gemeindeverwaltung kehrte am 28. März 1945 von Dorf im Bohnental nach Dillingen zurück. Eine erste amerikanische Kommandantur wurde am 15. April in Dillingen eingerichtet.
Am 10. Juli 1945 wurden die US-Truppen von französischen Besatzern abgelöst.
Im gesamten Zweiten Weltkrieg sind in Dillingen und Pachten folgende Opfer zu beklagen: 465 Soldaten, 323 Vermisste, 30 Zivilisten bei einer Bevölkerungszahl von 14 107 (1938). Auf dem Ehrenfriedhof Diefflen wurden 215 deutsche Soldaten bestattet, die bei den Kämpfen um Dillingen, Pachten und Diefflen getötet worden waren, auf dem Waldfriedhof Dillingen 197 und dem Ehrenfriedhof Reimsbach 314. Nach dem Ende der Kriegshandlungen fielen noch 20 Personen der Explosion von Minen und anderen Sprengkörpern zum Opfer. Bezüglich der Dieffler Bevölkerung starben von 3759 Einwohnern (Stand 1939) 272 als Gefallene und Vermisste sowie 33 Zivilpersonen. Der Zerstörungsgrad der Gemeinde Diefflen betrug 30 %. Im Zweiten Weltkrieg wurde das Stadtgebiet zu ca. 60 % zerstört. 92.215 Kubikmeter Schutt und Trümmer mussten aus Dillingen und Pachten weggeräumt werden.
Der Verlust der US-Truppen bei den Kämpfen um Dillingen war hoch: 239 getötete, 924 verwundete, 440 vermisste und 1000 durch Erkrankung kampfunfähige Soldaten.

## Dillingen nach dem Zweiten Weltkrieg

### Straßenumbenennungen nach dem Zusammenbruch des Nationalsozialismus
Nach dem Zusammenbruch des Nationalsozialismus wurde in Dillingen der Versuch unternommen, alle Erinnerungen an die preußisch-militaristische Vergangenheit sowie an die NS-Epoche im Stadtbild zu tilgen. So wurden zahlreiche Straßen von der Stadtverwaltung umbenannt. Einige wurden Dillinger Widerstandskämpfern gegen den Nationalsozialismus gewidmet (Jakob Burger, Heinrich Bies, Johann Schmitt).
In Dillingen wurden umbenannt:
der „Platz der SA“ in „Am Markt“, die „Bismarckstraße“ in „Beethovenstraße“, die „Bittenfeldstraße“ in „Odilienstraße“, die „Böckingstraße“ in „De-Lénoncourt-Straße“, die „Blücherstraße“ zunächst in „Pfarrstraße“ und dann in „Dr.-Prior-Straße“, die „Herrmann-Göring-Straße“ in „Nicola-Straße“ (nach dem Dillinger Bürgermeister Otto Nicola). Auf dessen Wunsch hin wurde die Straße dann in „Friedrich-Ebert-Straße“ umbenannt und eine andere Straße nach Nicolas Vornamen Otto benannt.
Ferner wurden umbenannt: die „Göbenstraße“ in „Jakob-Burger-Straße“, die Straße „Am Platz des 13. Januar“ in „Heiligenbergstraße“, die „Joseph-Goebbels-Straße“ in „Hüttenwerkstraße“, die „Straße der SA“ in „Johannesstraße“, die Straße „Am Platz des 13. Januar“ in „Karcherstraße“, die „Kaiser-Friedrich-Straße“ in „Karl-Marx-Straße“ und kurze Zeit später in „Merziger Straße“, die „Moltkestraße“ in „Heinrich-Heine-Straße“, die „Hanns-Schemm-Straße“ in „Feldstraße“ und kurze Zeit später in „Mozartstraße“, die „Hindenburgallee“ in „Nordallee“, die „Pestelstraße“ in „Defrancestraße“, der „Platz des 13. Januar“ in „Rosengarten“, die „Roonstraße“ in „Goethestraße“, die „Scharnhorststraße“ in „Sebastian-Bach-Straße“, der „Kaiser-Wilhelm-Park“ in „Volksgarten“, die „Steinmetzstraße“ in „Heinrich-Bies-Straße“ und die „Adolf-Hitler-Straße“ in „Schäferweg“.
In Pachten wurden umbenannt:
die „Danziger Straße“ in „Helenenweg“, die „Horst-Wessel-Straße“ in „In den Zwergen“ (wegen der zwerch, also quer liegenden Feldgemarkung), die „Sudetenstraße“ in „Katharinenstraße“, die „Memelerstraße“ in „Katharinenstraße“, die „Ostmarkstraße“ in „Margaretenstraße“, die „Deutsche-Front-Straße“ in „Maximinstraße“ und die „Hindenburgstraße“ in „Johann-Schmitt-Straße“.
In Diefflen wurden umbenannt:
die „Straße des 13. Januar“ in „Dillinger Straße“, die „Befreiungsstraße“ in „Grabenstraße“, die „Hindenburgstraße“ in „Im Rosengarten“, der „Adolf-Hitler-Platz“ in „Kirchplatz“, die „Straße des 13. Januar“ in „Nalbacher Straße“ und die „Deutsche-Front-Straße“ in „Wiesenstraße“.

### Stadterhebung
Im Jahr 1947 wurde Dillingen Teil des teilautonomen Saarstaates und am 4. September 1949 durch die saarländische Landesregierung unter Ministerpräsident Johannes Hoffmann zur Stadt erhoben. Die Stadterhebung wurde mit einem dreitägigen Festakt feierlich begangen. Am Tag der Stadterhebung wurde die Volksschule in der Herrenstraße von Bürgermeister Peter Lamar und Ministerpräsident Johannes Hoffmann eingeweiht. In Ermangelung eines intakten Saales im kriegszerstörten Dillingen musste die Übergabe der Stadterhebungsurkunde durch den saarländischen Ministerpräsidenten im Saal der Gastwirtschaft Zech in der Saarlouiser Straße erfolgen. Im Auftrag der saarländischen Landesregierung übermittelte der Saarlouiser Landrat Alfons Diwo der neuen Stadt mahnende Glückwünsche: „Aus den Trümmern, die der Krieg als Erbe hinterlassen hat, erwächst uns allen eine Aufgabe von höchster Verantwortung: Das Leben der Gemeinschaft neu zu gestalten. Es ist das Bestreben der Regierung und der Verwaltung, alle Kräfte zu fördern, die der Wiedererweckung der Initiative des Einzelnen und des schöpferischen Gestaltungswillens der Gesamtheit zweckdienlich sind, um auf allen Gebieten des Lebens die Schäden zu überwinden, die ein unseliger Krieg uns zugefügt hat. Die Erfüllung dieser Aufgabe bedingt ein ungeheures Opfer der Gegenwart an die Zukunft. An dem Mut zu diesem Opfer werden die zukünftigen Geschlechter die menschliche Größe der gegenwärtigen Generation einst messen.“

### Volksabstimmung zum Saarstatut 1955

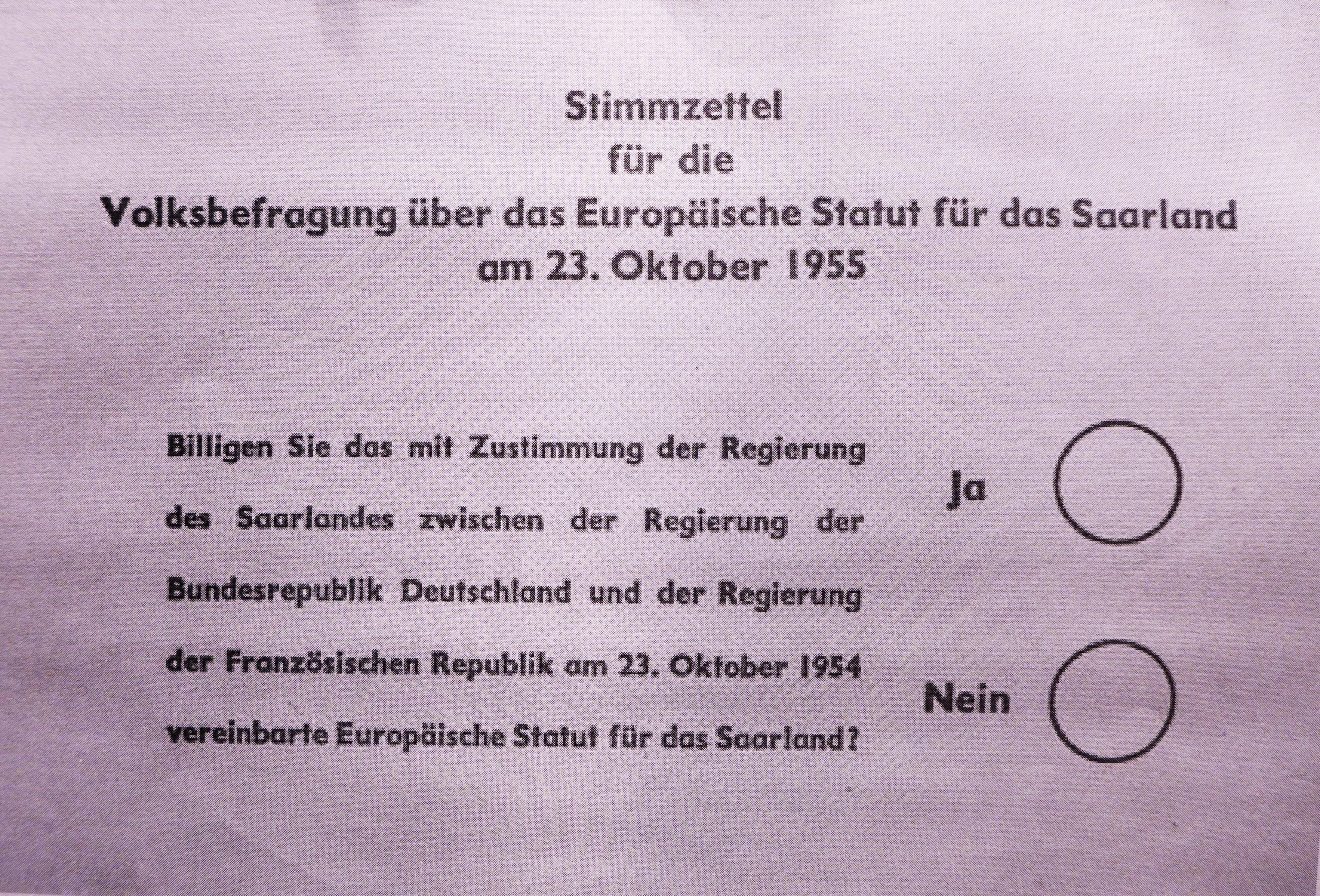
Stimmzettel für die Volksbefragung über das Europäische Statut für das Saarland am 23. Oktober 1955

Durch die saarländische Volksabstimmung vom 23. Oktober 1955 wurde Dillingen 1957 politisch und 1959 wirtschaftlich der Bundesrepublik Deutschland angeschlossen. In Dillingen und Pachten stimmten dabei 3708 Stimmberechtigte für die Annahme des Saarstatuts und 6460 dagegen. In Diefflen befürworteten 1151 das Abkommen, 1447 lehnten es ab. (Der Landesdurchschnitt der Nein-Sager betrug 67,7 %.) Im Gefolge des Anschlusses des Saarlandes an die Bundesrepublik Deutschland besuchte Bundeskanzler Konrad Adenauer am Neujahrstag 1957 die Stadt Dillingen. Bundespräsident Theodor Heuss stattete der Stadt am 22. Januar 1957 einen offiziellen Besuch ab. Bundespräsident Heinrich Lübke kam am 6. November 1959 nach Dillingen. Konrad Adenauer wiederholte seinen Besuch am 25. Juni 1965.

### Straßenumbenennungen nach dem Ende des Saarstaates
Mit dem Anschluss an die Bundesrepublik wurden zahlreiche Straßenumbenennungen aus der Zeit des französisch dominierten Saarstaates wieder rückgängig gemacht. Preußische Politiker und Militärs, die im 19. Jahrhundert durch eine wenig frankreichfreundliche Politik hervorgetreten waren, wurden dabei besonders berücksichtigt.
In Dillingen wurden umbenannt: die „Beethovenstraße“ in „Bismarckstraße“, die „Odilienstraße“ in „Bittenfeldstraße“ (nach Eberhard Herwarth von Bittenfeld) und die „De-Lénoncourtstraße“ in „Böckingstraße“ (nach Heinrich Böcking, dem Verfechter der Angliederung Dillingens und der übrigen Saarorte an das Königreich Preußens). Die „Jakob-Burger-Straße“, die an den Dillinger Widerstandskämpfer gegen den Nationalsozialismus erinnert hatte, wurde nun in „Göbenstraße“ umbenannt (nach August Karl von Goeben, der im Jahr 1849 beim badischen Feldzug die letzten Reste der demokratischen Revolution niedergekämpfte und 1870 im Deutsch-Französischen Krieg das VIII. Armee-Korps als Kommandierender General in der Schlacht von Spichern führte). Die „Heinrich-Heine-Straße“ wurde umbenannt in „Moltkestraße“ (nach Helmuth Karl Bernhard von Moltke, der als Chef des Generalstabes wesentlichen Anteil an den preußisch/deutschen Siegen im Deutsch-Dänischen Krieg, im Preußisch-Österreichischen Krieg und im Deutsch-Französischen Krieg) gehabt hatte. Der Rosengarten wurde umbenannt in „Platz des 23. Oktober“, dem Tag der Ablehnung des Saarstatutes am 23. Oktober 1955. In Anbetracht der Tatsache, dass der Platz bereits 1935 durch die Nationalsozialisten in „Platz des 13. Januar“ (Tag der Volksabstimmung im Jahr 1935 im Saargebiet mit dem Ergebnis des Anschlusses an das Deutsche Reich unter Adolf Hitler) umbenannt worden war, wurde die Namensgebung in einen gewissen Kontinuitätszusammenhang gestellt.
Die „Goethestraße“ wurde nun in „Roonstraße“ (nach Albrecht von Roon) umbenannt. Die „Sebastian-Bach-Straße“ hieß nun „Scharnhorststraße“ (nach Gerhard von Scharnhorst). Dem Dillinger Widerstandskämpfer gegen den Nationalsozialismus Heinrich Bies wurde die Ehre der nach ihm benannten „Heinrich-Bies-Straße“ entzogen. Die Straße wurde nach dem preußischen Generalfeldmarschall Karl Friedrich von Steinmetz in „Steinmetzstraße“ umbenannt. Der „Schäferweg“ (von 1935–1945 Adolf Hitler Straße) wurde umbenannt in „Werderstraße“ (nach dem preußischen General der Infanterie August von Werder).
In Pachten wurde dem Pachtener Widerstandskämpfer gegen den Nationalsozialismus Johann Schmitt die Ehre der nach ihm benannten „Johann-Schmitt-Straße“ entzogen. Die Straße wurde nun „Neustraße“ genannt.
In Diefflen wurde auf Anregung des „Deutschen Heimatbundes“, der gegen das von der Regierung des Saarstaates unter Ministerpräsident Johannes Hoffmann propagierte Saarstatut politisch erfolgreich gewesen war, eine Straße auf der Siedlung in „Deutsches Eck“ benannt.

### Städtepartnerschaft mit Creutzwald
Im Jahr 1966 äußerte der Bürgermeister der französischen Stadt Creutzwald, Felix Mayer (Amtszeit 1944–1971), in einem Gespräch mit Vertretern der saarländischen Presse den Wunsch, eine Partnerschaft mit einer grenznahen deutschen Stadt eingehen zu wollen. Ein anwesender Pressevertreter kam aus Dillingen und schlug diese Stadt als geeigneten Partner vor. Als der Dillinger Bürgermeister Eduard Jakobs darauf positiv reagierte, waren die Weichen für eine Partnerschaft gestellt. Im Vertrag, der am 9. Dezember 1967 geschlossen wurde, heißt es: „Die Partnerstädte sind überzeugt, dass Zank und Hader der Vergangenheit angehören und die Zukunft von Frieden, Freiheit und Freundschaft bestimmt sind“. Ziel der Partnerschaft sollte es sein, insbesondere der Jugend Ansporn zu geben, sich für die Völkerverständigung einzusetzen und an der Schaffung eines geeinten Europas aktiv mitzuwirken.
Albert Kremer, der Rektor der Pachtener Volksschule sowie ehrenamtlicher Beigeordneter der Stadt Dillingen, trug mit seinem persönlichen Engagement maßgeblich dazu bei, dass die Bemühungen, sich von beiden Seiten anzunähern, positive Ergebnisse zeitigten. Albert Kremer wurde für seine diesbezüglichen Verdienste im Jahr 1976 zum Ehrenbürger der Stadt Dillingen ernannt. Felix Meyers Amtsnachfolger André Bohl, von 1973 bis 2007 Bürgermeister von Creutzwald, baute die Städtepartnerschaft von französischer Seite weiter aus, wofür er ebenfalls mit der Dillinger Ehrenbürgerschaft geehrt wurde. Gemeinsame Veranstaltungen der beiden Kommunen waren Sportwettkämpfe, Straßenfeste, städtischen Veranstaltungen, Schüleraustausche, Seniorentreffen und gegenseitige Amtshilfe der Stadtverwaltungen und Stadträte. Der 50. Jahrestag der Unterzeichnung der Partnerschaftsurkunde der beiden Städte Dillingen und Creutzwald wurde im Rahmen einer Feierstunde im Dieffler Gemeindehaus gefeiert. Der Festakt wurde vom Dillinger Bürgermeister Franz Josef Berg und seinem Creutzwalder Amtskollegen Jean Luc Wozniak geleitet. Ehrengäste der Veranstaltung waren unter anderen der saarländische Minister für europäische Angelegenheiten Stephan Toscani, die Generalkonsulin der Republik Frankreich im Saarland, Catherine Robinet, der Bürgermeister der Dillinger Partnerstadt Thomas Delling aus Hoyerswerda sowie der Creutzwalder Altbürgermeister André Bohl.

### Eingemeindung Diefflens
Der Plan einer Eingemeindung Diefflens nach Dillingen reicht schon in die Zeit der frühen 1920er Jahre zurück, als Camille David in Dillingen Bürgermeister war. Schon damals zeichnete sich ab, dass sich Diefflen vom Bauerndorf zu einer reinen Arbeiter-Wohnsitzgemeinde entwickeln würde, deren Steuerkraft nicht dazu ausreichen würde, größere Aufgaben bewältigen zu können. Erst in der Zeit nach dem Zweiten Weltkrieg wurden diese Pläne im Jahr 1951 und 1959 wieder aufgegriffen, dann aber nicht weiter verfolgt.
Ebenfalls führten im Jahre 1963/64 abgehaltene Verhandlungen einer Kommission des Dieffler Gemeinderates mit einer Kommission des Dillinger Stadtrates zu keinem Ergebnis. Nach weiteren Verhandlungen in den Jahren 1967–1968 wurde vom Dieffler Kommissionsmitglied Josef Jost-Reiter (1926–2017) ein „Entwurf zum Gebietsänderungsvertrag zwischen der Stadt Dillingen/Saar und der Gemeinde Diefflen“ vorgelegt. Die Gemeinderäte Diefflens und Dillingens stimmten im Jahr 1968 für die Umsetzung des Vertrages, was von der saarländischen Landesregierung unter Ministerpräsident Franz-Josef Röder am 19. Juli 1969 bestätigt wurde. Damit wurde Diefflen am 1. August 1969 zum dritten Stadtteil Dillingens. Das Gebiet umfasste 5,04 km² und zählte zu diesem Zeitpunkt 4298 Einwohner.
Im Zusammenhang mit der saarländischen Kommunalreform des Jahres 1974 hatte das Innenministerium des Saarlandes unter Minister Ludwig Schnur vorgeschlagen, die Nalbacher Außensiedlungen Bierbach und Ziegelei der Gemarkung Diefflens zuzuschlagen, da deren Bebauung unmittelbar mit der Diefflens verbunden ist. Die Bewohner der beiden Außensiedlungen entschieden sich in einer Bürgerbefragung jedoch mit 65 Stimmen für einen Verbleib bei Nalbach, 7 Personen sprachen sich für Diefflen aus, zwei Stimmen waren ungültig.

### Honecker-Besuch
Vom 7. bis 11. September 1987 besuchte der Vorsitzenden des Staatsrats der DDR, Erich Honecker, die Bundesrepublik Deutschland und wurde durch Bundeskanzler Helmut Kohl in Bonn empfangen wurde. Auf seiner Reise durch die Bundesrepublik kam er nach Düsseldorf, Wuppertal, Essen, Trier, Bayern sowie in seine saarländische Heimat. Diese Reise war seit 1983 geplant gewesen, wurde jedoch damals von der sowjetischen Führung blockiert, da man dem deutsch-deutschen Sonderverhältnis misstraute. Vom 9. auf den 10. September 1987 hielt sich Honecker in Dillingen auf. Der saarländische CDU-Chef Peter Jacoby und der damalige Vorsitzende der saarländischen Jungen Union und spätere saarländische Ministerpräsident Peter Müller sprachen auf einer Protestveranstaltung gegen den Besuch Honeckers in Dillingen DDR-Menschenrechtsverletzungen, Schießbefehl gegen DDR-Grenzflüchtlinge und die Berliner Mauer an.
Mit Ministerpräsident Oskar Lafontaine und Größen aus Wirtschaft und Politik des Saarlandes kam Honecker zu einem Essen im Gästehaus der Dillinger Hütte zusammen. Dabei wurde auch die im Jahr 1988 geschlossene Städtepartnerschaft Dillingens mit der Stadt Hoyerswerda im damaligen Bezirk Cottbus in die Wege geleitet.

### Flüchtlingsstrom aus der DDR
Im Zusammenhang mit dem Zusammenbruch des sozialistischen Systems in der Deutschen Demokratischen Republik in den Jahren 1989/1990 kam es zu einem Zuwanderungsstrom ehemaliger DDR-Bürger, die das saarländische Landesamt für Ausländer- und Flüchtlingsangelegenheiten in Lebach auch im Dillinger Stadtgebiet einquartierte. In Schulen und Turnhallen sowie im Dillinger Rathaus wurden Notquartiere eingerichtet.

### 2000-Jahr-Feier
1990 wurde in Dillingen bzw. Pachten eine 2000-Jahr-Feier veranstaltet. Anlässlich der 2000-Jahr-Feier Dillingens gab es ein Stahlsymposium. In ansässigen Betrieben wurden 5 Werke von 5 Künstlern gefertigt, die entlang der Saar und auf einer in die Innenstadt führenden Achse aufgestellt wurden. Darüber hinaus führte ein historischer Festzug zu verschiedenen Epochen der Stadtgeschichte durch die Straßen der Stadt.